# David Cook

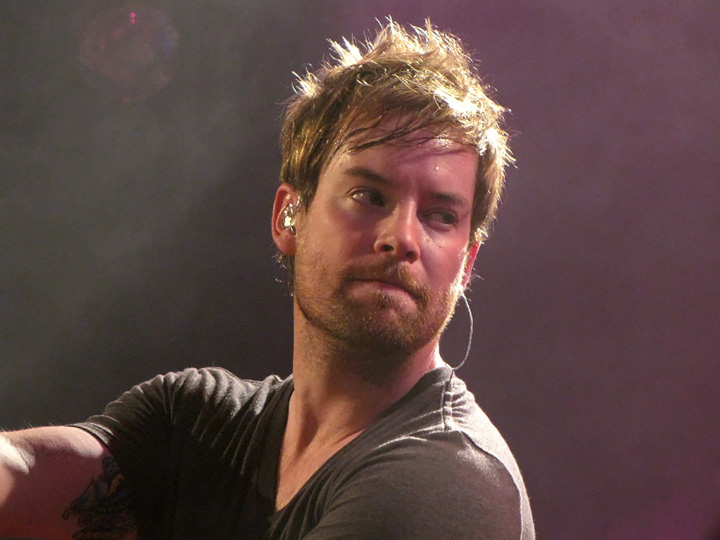
David Cook.

David Roland Cook (20 de diciembre de 1982) es un cantautor y músico estadounidense, y ganador de la séptima temporada de American Idol.

## Biografía

### Primeros años
Cook nació en Houston, Texas y creció en Blue Springs, Misuri. El interés por la música apareció en él desde muy temprano; recibió su primera guitarra a la edad de 2 años. Él empezó a cantar en segundo grado, cuando su profesor de música de su escuela le dio un solo en el coro. Él también participó en el coro y el teatro en los programas de secundaria y preparatoria. En Blue Springs South High School, actuó en musicales, como The Music Man, West Side Story, y Singin' in the rain. También ha sido un ávido jugador de béisbol durante la secundaria. Después de perder interés en los deportes, se centró más en la música. Obtuvo una beca para teatro de la Universidad Central de Misuri, pero él abandonó el teatro después de dos semestres, posteriormente se graduaría de la escuela en 2006 con un título en diseño gráfico. Si bien en la universidad, fue miembro de Phi Sigma Kappa. Después de su graduación universitaria, se trasladó a Tulsa, Oklahoma a continuar su carrera en la música, diciéndole a su familia, "I just want to give myself until I'm 26 years old to get a job."

### Carrera musical
Cook fue el vocalista y guitarrista de la banda Axium desde 1999 hasta 2006. Formó Axium en su año júnior de la secundaria con el baterista Bobby Kerr. Una de las canciones de la banda, "Hold", fue escogida por AMC Theatres Movie Tunes y se mostró en más de 20.000 pantallas de la nación. Axium fue también nombrado una de las 15 mejores bandas independientes en el país en "Got Milk?", concurso de bandas independientes, y fue elegida como la mejor banda en Kansas City en 2004. 
En 2006, después de la disolución de Axium, Cook se trasladaró a Tulsa, Oklahoma, y se unió a la banda regional Midwest Kings, como guitarrista, bajista y vocalista. Grabó un EP, Incoherent with Desire to Move On, con la banda en 2006. También trabajó como camarero en varios clubes de Tulsa, incluidos Blank Slate y Rehab Lounge. 
Cook publicó un álbum independiente como solista, Analog Heart, en 2006, el año en que se graduó de la universidad. El álbum fue escrito entre 2004 y 2006, y también diseñó las imágenes que en él se muestran. El álbum fue elegido como el cuarto mejor CD publicado en 2006 por el sitio web Music Equals Life. Cook también ganó el Urban Tulsa's Weekly "El Absolutamente Mejor de Tulsa" premio por "Mejor producción local o Álbum Independiente" en 2007. Él había terminado la grabación de su segundo álbum antes de su aparición en American Idol. Durante el fin de semana del 18 de abril al 20 de abril de 2008, Analog Heart fue calificado como el número uno para álbum "Today's Top MP3 Albums" en Amazon.com. Poco después de eso, el disco fue retirado de Amazon.
El 23 de septiembre de 2008 se ha podido escuchar su primer sencillo titulado Light on

## American Idol

### Descripción General
Cook audicionó para American Idol en Omaha, Nebraska, interpretando "Livin' on a Payer" de Bon Jovi. Él originalmente no tenía previsto audicionar para el show ya que él iba a un viaje a China, llegó a las audiciones inicialmente para apoyar a su hermano menor Andrew (que no llegó a Hollywood) y luego decidió audicionar él mismo. Para su primera audición de Hollywood, interpretó "(Everything I Do) I Do It for You" de Bryan Adams, que acompañó con una guitarra acústica. Más adelante en la semana interpretó "I'll Be" de Edwin McCain. 
Cook se ha aprovechado de la decisión de permitir que los concursantes usaran instrumentos musicales. Además de su audición en Hollywood, también acompañado con la guitarra eléctrica las interpretaciones de "All Right Now", "Hello", "Day Tripper", "I'm Alive", "Baba O'Riley", y "Dare You to Move", y con guitarra acústica "Little Sparrow" y "All I Really Need Is You". Su guitarra eléctrica Gibson Les Paul tiene las letras "AC" en ella; como Cook le dijo a TV Guide, "Tengo dos hermanos, Adam y Andrew. Así que, a causa de la superstición, debo poner sus iniciales en todo mi crecimiento. Desde la semana del Top12, también ha usado una pulsera de color naranja para apoyar a su fan de 7 años, Lindsey Rose, quien tiene leucemia. 
"Billie Jean", una de sus interpretaciones, fue muy elogiada por los tres jueces, sobre todo Simon Cowell (Cowell más tarde dijo en una entrevista con Entertainment Weekly que la actuación "se encontraba en una liga diferente a todo lo que hemos escuchado en la séptima temporada). La presentación recibió más de 1 millón de visitas en YouTube. Otra interpretación de David, "Day Tripper", se acreditó a Whitesnake. Se ha afirmado que su actuación de "Eleanor Rigby" se basa en la versión de la banda de Seattle, Doxology. El 1 de abril, antes de llevar a cabo su interpretación de "Little Sparrow" en American Idol, Cook respondió a Ryan Seacrest en la sesión de llamadas, revelando que su actuación de "Eleanor Rigby" se basa en las versiones de Neil Zaza y Doxology. También reiteró los créditos de Whitesnake y Chris Cornell. A pesar de la polémica, los críticos alabaron Cook por la elección de versiones de canciones que se adapten a su estilo vocal. Sus interpretaciones de "Hello", "Little Sparrow", "Always Be My Baby", "All I Really Need Is You", "Baba O'Riley", "The First Time Ever I Saw Your Face" y "I Don't Want To Miss A Thing", fueron versiones propias. 
El 1 de abril de 2008, pocas horas después de que salió al aire American Idol, TMZ.com informó de que se apresuraron en llevar a David al hospital porque, "Su corazón palpitaba a un alto ritmo y su presión arterial estaba elevada." El sitio alegó que Cook no se sentía bien antes de la interpretación de "Little Sparrow" de Dolly Parton, esa noche, pero él se había negado a ir a la sala de emergencias hasta el final del espectáculo. El estrés durante el "revés" puede estar relacionado con su hermano Adam, quien lucha contra el cáncer, ya que puede haber sido un factor contribuyente. Posteriormente, David Cook fue dado de alta del hospital y no ha sido reportado ningún incidente relacionado con su estado de salud.

## Presentaciones enAmerican Idol
| Semana # | Semana # | Semana # | Semana # | Semana # | Semana # | Semana # | Semana # | Semana # | Semana # | Semana # | Semana # | Semana # | Semana # | Semana # | Semana # | Semana # | Semana # | Semana # | Semana # | Semana # | Semana # | Semana # | Semana # | Semana # | Semana # | Semana # | Semana # | Semana # | Semana # | Semana # | Semana # | Semana # | Semana # | Semana # | Semana # | Semana # | Semana # | Semana # | Semana # | Semana # | Semana # | Semana # | Semana # | Semana # | Semana # | Semana # | Semana # | Semana # | Semana # | Semana # | Semana # | Semana # | Semana # | Semana # | Semana # | Semana # | Semana # | Semana # | Semana # | Semana # | Semana # | Semana # | Semana # | Semana # | Semana # | Semana # | Semana # | Semana # | Semana # | Semana # | Semana # | Semana # | Semana # | Semana # | Semana # | Semana # | Semana # | Semana # | Semana # | Semana # | Semana # | Semana # | Semana # | Semana # | Semana # | Semana # | Semana # | Semana # | Semana # | Semana # | Semana # | Semana # | Semana # | Semana # | Semana # | Semana # | Semana # | Semana # | Semana # | Tema                                                                             | Tema                                                                             | Tema                                                                             | Tema                                                                             | Tema                                                                             | Tema                                                                             | Tema                                                                             | Tema                                                                             | Tema                                                                             | Tema                                                                             | Tema                                                                             | Tema                                                                             | Tema                                                                             | Tema                                                                             | Tema                                                                             | Tema                                                                             | Tema                                                                             | Tema                                                                             | Tema                                                                             | Tema                                                                             | Tema                                                                             | Tema                                                                             | Tema                                                                             | Tema                                                                             | Tema                                                                             | Tema                                                                             | Tema                                                                             | Tema                                                                             | Tema                                                                             | Tema                                                                             | Tema                                                                             | Tema                                                                             | Tema                                                                             | Tema                                                                             | Tema                                                                             | Tema                                                                             | Tema                                                                             | Tema                                                                             | Tema                                                                             | Tema                                                                             | Tema                                                                             | Tema                                                                             | Tema                                                                             | Tema                                                                             | Tema                                                                             | Tema                                                                             | Tema                                                                             | Tema                                                                             | Tema                                                                             | Tema                                                                             | Tema                                                                             | Tema                                                                             | Tema                                                                             | Tema                                                                             | Tema                                                                             | Tema                                                                             | Tema                                                                             | Tema                                                                             | Tema                                                                             | Tema                                                                             | Tema                                                                             | Tema                                                                             | Tema                                                                             | Tema                                                                             | Tema                                                                             | Tema                                                                             | Tema                                                                             | Tema                                                                             | Tema                                                                             | Tema                                                                             | Tema                                                                             | Tema                                                                             | Tema                                                                             | Tema                                                                             | Tema                                                                             | Tema                                                                             | Tema                                                                             | Tema                                                                             | Tema                                                                             | Tema                                                                             | Tema                                                                             | Tema                                                                             | Tema                                                                             | Tema                                                                             | Tema                                                                             | Tema                                                                             | Tema                                                                             | Tema                                                                             | Tema                                                                             | Tema                                                                             | Tema                                                                             | Tema                                                                             | Tema                                                                             | Tema                                                                             | Tema                                                                             | Tema                                                                             | Tema                                                                             | Tema                                                                             | Tema                                                                             | Tema                                                                             | Elección de canción                                                                   | Elección de canción                                                                   | Elección de canción                                                                   | Elección de canción                                                                   | Elección de canción                                                                   | Elección de canción                                                                   | Elección de canción                                                                   | Elección de canción                                                                   | Elección de canción                                                                   | Elección de canción                                                                   | Elección de canción                                                                   | Elección de canción                                                                   | Elección de canción                                                                   | Elección de canción                                                                   | Elección de canción                                                                   | Elección de canción                                                                   | Elección de canción                                                                   | Elección de canción                                                                   | Elección de canción                                                                   | Elección de canción                                                                   | Elección de canción                                                                   | Elección de canción                                                                   | Elección de canción                                                                   | Elección de canción                                                                   | Elección de canción                                                                   | Elección de canción                                                                   | Elección de canción                                                                   | Elección de canción                                                                   | Elección de canción                                                                   | Elección de canción                                                                   | Elección de canción                                                                   | Elección de canción                                                                   | Elección de canción                                                                   | Elección de canción                                                                   | Elección de canción                                                                   | Elección de canción                                                                   | Elección de canción                                                                   | Elección de canción                                                                   | Elección de canción                                                                   | Elección de canción                                                                   | Elección de canción                                                                   | Elección de canción                                                                   | Elección de canción                                                                   | Elección de canción                                                                   | Elección de canción                                                                   | Elección de canción                                                                   | Elección de canción                                                                   | Elección de canción                                                                   | Elección de canción                                                                   | Elección de canción                                                                   | Elección de canción                                                                   | Elección de canción                                                                   | Elección de canción                                                                   | Elección de canción                                                                   | Elección de canción                                                                   | Elección de canción                                                                   | Elección de canción                                                                   | Elección de canción                                                                   | Elección de canción                                                                   | Elección de canción                                                                   | Elección de canción                                                                   | Elección de canción                                                                   | Elección de canción                                                                   | Elección de canción                                                                   | Elección de canción                                                                   | Elección de canción                                                                   | Elección de canción                                                                   | Elección de canción                                                                   | Elección de canción                                                                   | Elección de canción                                                                   | Elección de canción                                                                   | Elección de canción                                                                   | Elección de canción                                                                   | Elección de canción                                                                   | Elección de canción                                                                   | Elección de canción                                                                   | Elección de canción                                                                   | Elección de canción                                                                   | Elección de canción                                                                   | Elección de canción                                                                   | Elección de canción                                                                   | Elección de canción                                                                   | Elección de canción                                                                   | Elección de canción                                                                   | Elección de canción                                                                   | Elección de canción                                                                   | Elección de canción                                                                   | Elección de canción                                                                   | Elección de canción                                                                   | Elección de canción                                                                   | Elección de canción                                                                   | Elección de canción                                                                   | Elección de canción                                                                   | Elección de canción                                                                   | Elección de canción                                                                   | Elección de canción                                                                   | Elección de canción                                                                   | Elección de canción                                                                   | Elección de canción                                                                   | Elección de canción                                                                   | Artista original                                | Artista original                                | Artista original                                | Artista original                                | Artista original                                | Artista original                                | Artista original                                | Artista original                                | Artista original                                | Artista original                                | Artista original                                | Artista original                                | Artista original                                | Artista original                                | Artista original                                | Artista original                                | Artista original                                | Artista original                                | Artista original                                | Artista original                                | Artista original                                | Artista original                                | Artista original                                | Artista original                                | Artista original                                | Artista original                                | Artista original                                | Artista original                                | Artista original                                | Artista original                                | Artista original                                | Artista original                                | Artista original                                | Artista original                                | Artista original                                | Artista original                                | Artista original                                | Artista original                                | Artista original                                | Artista original                                | Artista original                                | Artista original                                | Artista original                                | Artista original                                | Artista original                                | Artista original                                | Artista original                                | Artista original                                | Artista original                                | Artista original                                | Artista original                                | Artista original                                | Artista original                                | Artista original                                | Artista original                                | Artista original                                | Artista original                                | Artista original                                | Artista original                                | Artista original                                | Artista original                                | Artista original                                | Artista original                                | Artista original                                | Artista original                                | Artista original                                | Artista original                                | Artista original                                | Artista original                                | Artista original                                | Artista original                                | Artista original                                | Artista original                                | Artista original                                | Artista original                                | Artista original                                | Artista original                                | Artista original                                | Artista original                                | Artista original                                | Artista original                                | Artista original                                | Artista original                                | Artista original                                | Artista original                                | Artista original                                | Artista original                                | Artista original                                | Artista original                                | Artista original                                | Artista original                                | Artista original                                | Artista original                                | Artista original                                | Artista original                                | Artista original                                | Artista original                                | Artista original                                | Artista original                                | Artista original                                | Resultado | Resultado | Resultado | Resultado | Resultado | Resultado | Resultado | Resultado | Resultado | Resultado | Resultado | Resultado | Resultado | Resultado | Resultado | Resultado | Resultado | Resultado | Resultado | Resultado | Resultado | Resultado | Resultado | Resultado | Resultado | Resultado | Resultado | Resultado | Resultado | Resultado | Resultado | Resultado | Resultado | Resultado | Resultado | Resultado | Resultado | Resultado | Resultado | Resultado | Resultado | Resultado | Resultado | Resultado | Resultado | Resultado | Resultado | Resultado | Resultado | Resultado | Resultado | Resultado | Resultado | Resultado | Resultado | Resultado | Resultado | Resultado | Resultado | Resultado | Resultado | Resultado | Resultado | Resultado | Resultado | Resultado | Resultado | Resultado | Resultado | Resultado | Resultado | Resultado | Resultado | Resultado | Resultado | Resultado | Resultado | Resultado | Resultado | Resultado | Resultado | Resultado | Resultado | Resultado | Resultado | Resultado | Resultado | Resultado | Resultado | Resultado | Resultado | Resultado | Resultado | Resultado | Resultado | Resultado | Resultado | Resultado | Resultado | Resultado |
| Top 24   | Top 24   | Top 24   | Top 24   | Top 24   | Top 24   | Top 24   | Top 24   | Top 24   | Top 24   | Top 24   | Top 24   | Top 24   | Top 24   | Top 24   | Top 24   | Top 24   | Top 24   | Top 24   | Top 24   | Top 24   | Top 24   | Top 24   | Top 24   | Top 24   | Top 24   | Top 24   | Top 24   | Top 24   | Top 24   | Top 24   | Top 24   | Top 24   | Top 24   | Top 24   | Top 24   | Top 24   | Top 24   | Top 24   | Top 24   | Top 24   | Top 24   | Top 24   | Top 24   | Top 24   | Top 24   | Top 24   | Top 24   | Top 24   | Top 24   | Top 24   | Top 24   | Top 24   | Top 24   | Top 24   | Top 24   | Top 24   | Top 24   | Top 24   | Top 24   | Top 24   | Top 24   | Top 24   | Top 24   | Top 24   | Top 24   | Top 24   | Top 24   | Top 24   | Top 24   | Top 24   | Top 24   | Top 24   | Top 24   | Top 24   | Top 24   | Top 24   | Top 24   | Top 24   | Top 24   | Top 24   | Top 24   | Top 24   | Top 24   | Top 24   | Top 24   | Top 24   | Top 24   | Top 24   | Top 24   | Top 24   | Top 24   | Top 24   | Top 24   | Top 24   | Top 24   | Top 24   | Top 24   | Top 24   | Top 24   | 1960s                                                                            | 1960s                                                                            | 1960s                                                                            | 1960s                                                                            | 1960s                                                                            | 1960s                                                                            | 1960s                                                                            | 1960s                                                                            | 1960s                                                                            | 1960s                                                                            | 1960s                                                                            | 1960s                                                                            | 1960s                                                                            | 1960s                                                                            | 1960s                                                                            | 1960s                                                                            | 1960s                                                                            | 1960s                                                                            | 1960s                                                                            | 1960s                                                                            | 1960s                                                                            | 1960s                                                                            | 1960s                                                                            | 1960s                                                                            | 1960s                                                                            | 1960s                                                                            | 1960s                                                                            | 1960s                                                                            | 1960s                                                                            | 1960s                                                                            | 1960s                                                                            | 1960s                                                                            | 1960s                                                                            | 1960s                                                                            | 1960s                                                                            | 1960s                                                                            | 1960s                                                                            | 1960s                                                                            | 1960s                                                                            | 1960s                                                                            | 1960s                                                                            | 1960s                                                                            | 1960s                                                                            | 1960s                                                                            | 1960s                                                                            | 1960s                                                                            | 1960s                                                                            | 1960s                                                                            | 1960s                                                                            | 1960s                                                                            | 1960s                                                                            | 1960s                                                                            | 1960s                                                                            | 1960s                                                                            | 1960s                                                                            | 1960s                                                                            | 1960s                                                                            | 1960s                                                                            | 1960s                                                                            | 1960s                                                                            | 1960s                                                                            | 1960s                                                                            | 1960s                                                                            | 1960s                                                                            | 1960s                                                                            | 1960s                                                                            | 1960s                                                                            | 1960s                                                                            | 1960s                                                                            | 1960s                                                                            | 1960s                                                                            | 1960s                                                                            | 1960s                                                                            | 1960s                                                                            | 1960s                                                                            | 1960s                                                                            | 1960s                                                                            | 1960s                                                                            | 1960s                                                                            | 1960s                                                                            | 1960s                                                                            | 1960s                                                                            | 1960s                                                                            | 1960s                                                                            | 1960s                                                                            | 1960s                                                                            | 1960s                                                                            | 1960s                                                                            | 1960s                                                                            | 1960s                                                                            | 1960s                                                                            | 1960s                                                                            | 1960s                                                                            | 1960s                                                                            | 1960s                                                                            | 1960s                                                                            | 1960s                                                                            | 1960s                                                                            | 1960s                                                                            | 1960s                                                                            | "Happy Together"                                                                      | "Happy Together"                                                                      | "Happy Together"                                                                      | "Happy Together"                                                                      | "Happy Together"                                                                      | "Happy Together"                                                                      | "Happy Together"                                                                      | "Happy Together"                                                                      | "Happy Together"                                                                      | "Happy Together"                                                                      | "Happy Together"                                                                      | "Happy Together"                                                                      | "Happy Together"                                                                      | "Happy Together"                                                                      | "Happy Together"                                                                      | "Happy Together"                                                                      | "Happy Together"                                                                      | "Happy Together"                                                                      | "Happy Together"                                                                      | "Happy Together"                                                                      | "Happy Together"                                                                      | "Happy Together"                                                                      | "Happy Together"                                                                      | "Happy Together"                                                                      | "Happy Together"                                                                      | "Happy Together"                                                                      | "Happy Together"                                                                      | "Happy Together"                                                                      | "Happy Together"                                                                      | "Happy Together"                                                                      | "Happy Together"                                                                      | "Happy Together"                                                                      | "Happy Together"                                                                      | "Happy Together"                                                                      | "Happy Together"                                                                      | "Happy Together"                                                                      | "Happy Together"                                                                      | "Happy Together"                                                                      | "Happy Together"                                                                      | "Happy Together"                                                                      | "Happy Together"                                                                      | "Happy Together"                                                                      | "Happy Together"                                                                      | "Happy Together"                                                                      | "Happy Together"                                                                      | "Happy Together"                                                                      | "Happy Together"                                                                      | "Happy Together"                                                                      | "Happy Together"                                                                      | "Happy Together"                                                                      | "Happy Together"                                                                      | "Happy Together"                                                                      | "Happy Together"                                                                      | "Happy Together"                                                                      | "Happy Together"                                                                      | "Happy Together"                                                                      | "Happy Together"                                                                      | "Happy Together"                                                                      | "Happy Together"                                                                      | "Happy Together"                                                                      | "Happy Together"                                                                      | "Happy Together"                                                                      | "Happy Together"                                                                      | "Happy Together"                                                                      | "Happy Together"                                                                      | "Happy Together"                                                                      | "Happy Together"                                                                      | "Happy Together"                                                                      | "Happy Together"                                                                      | "Happy Together"                                                                      | "Happy Together"                                                                      | "Happy Together"                                                                      | "Happy Together"                                                                      | "Happy Together"                                                                      | "Happy Together"                                                                      | "Happy Together"                                                                      | "Happy Together"                                                                      | "Happy Together"                                                                      | "Happy Together"                                                                      | "Happy Together"                                                                      | "Happy Together"                                                                      | "Happy Together"                                                                      | "Happy Together"                                                                      | "Happy Together"                                                                      | "Happy Together"                                                                      | "Happy Together"                                                                      | "Happy Together"                                                                      | "Happy Together"                                                                      | "Happy Together"                                                                      | "Happy Together"                                                                      | "Happy Together"                                                                      | "Happy Together"                                                                      | "Happy Together"                                                                      | "Happy Together"                                                                      | "Happy Together"                                                                      | "Happy Together"                                                                      | "Happy Together"                                                                      | "Happy Together"                                                                      | "Happy Together"                                                                      | "Happy Together"                                                                      | The Turtles                                     | The Turtles                                     | The Turtles                                     | The Turtles                                     | The Turtles                                     | The Turtles                                     | The Turtles                                     | The Turtles                                     | The Turtles                                     | The Turtles                                     | The Turtles                                     | The Turtles                                     | The Turtles                                     | The Turtles                                     | The Turtles                                     | The Turtles                                     | The Turtles                                     | The Turtles                                     | The Turtles                                     | The Turtles                                     | The Turtles                                     | The Turtles                                     | The Turtles                                     | The Turtles                                     | The Turtles                                     | The Turtles                                     | The Turtles                                     | The Turtles                                     | The Turtles                                     | The Turtles                                     | The Turtles                                     | The Turtles                                     | The Turtles                                     | The Turtles                                     | The Turtles                                     | The Turtles                                     | The Turtles                                     | The Turtles                                     | The Turtles                                     | The Turtles                                     | The Turtles                                     | The Turtles                                     | The Turtles                                     | The Turtles                                     | The Turtles                                     | The Turtles                                     | The Turtles                                     | The Turtles                                     | The Turtles                                     | The Turtles                                     | The Turtles                                     | The Turtles                                     | The Turtles                                     | The Turtles                                     | The Turtles                                     | The Turtles                                     | The Turtles                                     | The Turtles                                     | The Turtles                                     | The Turtles                                     | The Turtles                                     | The Turtles                                     | The Turtles                                     | The Turtles                                     | The Turtles                                     | The Turtles                                     | The Turtles                                     | The Turtles                                     | The Turtles                                     | The Turtles                                     | The Turtles                                     | The Turtles                                     | The Turtles                                     | The Turtles                                     | The Turtles                                     | The Turtles                                     | The Turtles                                     | The Turtles                                     | The Turtles                                     | The Turtles                                     | The Turtles                                     | The Turtles                                     | The Turtles                                     | The Turtles                                     | The Turtles                                     | The Turtles                                     | The Turtles                                     | The Turtles                                     | The Turtles                                     | The Turtles                                     | The Turtles                                     | The Turtles                                     | The Turtles                                     | The Turtles                                     | The Turtles                                     | The Turtles                                     | The Turtles                                     | The Turtles                                     | The Turtles                                     | The Turtles                                     | A salvo   | A salvo   | A salvo   | A salvo   | A salvo   | A salvo   | A salvo   | A salvo   | A salvo   | A salvo   | A salvo   | A salvo   | A salvo   | A salvo   | A salvo   | A salvo   | A salvo   | A salvo   | A salvo   | A salvo   | A salvo   | A salvo   | A salvo   | A salvo   | A salvo   | A salvo   | A salvo   | A salvo   | A salvo   | A salvo   | A salvo   | A salvo   | A salvo   | A salvo   | A salvo   | A salvo   | A salvo   | A salvo   | A salvo   | A salvo   | A salvo   | A salvo   | A salvo   | A salvo   | A salvo   | A salvo   | A salvo   | A salvo   | A salvo   | A salvo   | A salvo   | A salvo   | A salvo   | A salvo   | A salvo   | A salvo   | A salvo   | A salvo   | A salvo   | A salvo   | A salvo   | A salvo   | A salvo   | A salvo   | A salvo   | A salvo   | A salvo   | A salvo   | A salvo   | A salvo   | A salvo   | A salvo   | A salvo   | A salvo   | A salvo   | A salvo   | A salvo   | A salvo   | A salvo   | A salvo   | A salvo   | A salvo   | A salvo   | A salvo   | A salvo   | A salvo   | A salvo   | A salvo   | A salvo   | A salvo   | A salvo   | A salvo   | A salvo   | A salvo   | A salvo   | A salvo   | A salvo   | A salvo   | A salvo   | A salvo   |
| Top 20   | Top 20   | Top 20   | Top 20   | Top 20   | Top 20   | Top 20   | Top 20   | Top 20   | Top 20   | Top 20   | Top 20   | Top 20   | Top 20   | Top 20   | Top 20   | Top 20   | Top 20   | Top 20   | Top 20   | Top 20   | Top 20   | Top 20   | Top 20   | Top 20   | Top 20   | Top 20   | Top 20   | Top 20   | Top 20   | Top 20   | Top 20   | Top 20   | Top 20   | Top 20   | Top 20   | Top 20   | Top 20   | Top 20   | Top 20   | Top 20   | Top 20   | Top 20   | Top 20   | Top 20   | Top 20   | Top 20   | Top 20   | Top 20   | Top 20   | Top 20   | Top 20   | Top 20   | Top 20   | Top 20   | Top 20   | Top 20   | Top 20   | Top 20   | Top 20   | Top 20   | Top 20   | Top 20   | Top 20   | Top 20   | Top 20   | Top 20   | Top 20   | Top 20   | Top 20   | Top 20   | Top 20   | Top 20   | Top 20   | Top 20   | Top 20   | Top 20   | Top 20   | Top 20   | Top 20   | Top 20   | Top 20   | Top 20   | Top 20   | Top 20   | Top 20   | Top 20   | Top 20   | Top 20   | Top 20   | Top 20   | Top 20   | Top 20   | Top 20   | Top 20   | Top 20   | Top 20   | Top 20   | Top 20   | Top 20   | 1970s                                                                            | 1970s                                                                            | 1970s                                                                            | 1970s                                                                            | 1970s                                                                            | 1970s                                                                            | 1970s                                                                            | 1970s                                                                            | 1970s                                                                            | 1970s                                                                            | 1970s                                                                            | 1970s                                                                            | 1970s                                                                            | 1970s                                                                            | 1970s                                                                            | 1970s                                                                            | 1970s                                                                            | 1970s                                                                            | 1970s                                                                            | 1970s                                                                            | 1970s                                                                            | 1970s                                                                            | 1970s                                                                            | 1970s                                                                            | 1970s                                                                            | 1970s                                                                            | 1970s                                                                            | 1970s                                                                            | 1970s                                                                            | 1970s                                                                            | 1970s                                                                            | 1970s                                                                            | 1970s                                                                            | 1970s                                                                            | 1970s                                                                            | 1970s                                                                            | 1970s                                                                            | 1970s                                                                            | 1970s                                                                            | 1970s                                                                            | 1970s                                                                            | 1970s                                                                            | 1970s                                                                            | 1970s                                                                            | 1970s                                                                            | 1970s                                                                            | 1970s                                                                            | 1970s                                                                            | 1970s                                                                            | 1970s                                                                            | 1970s                                                                            | 1970s                                                                            | 1970s                                                                            | 1970s                                                                            | 1970s                                                                            | 1970s                                                                            | 1970s                                                                            | 1970s                                                                            | 1970s                                                                            | 1970s                                                                            | 1970s                                                                            | 1970s                                                                            | 1970s                                                                            | 1970s                                                                            | 1970s                                                                            | 1970s                                                                            | 1970s                                                                            | 1970s                                                                            | 1970s                                                                            | 1970s                                                                            | 1970s                                                                            | 1970s                                                                            | 1970s                                                                            | 1970s                                                                            | 1970s                                                                            | 1970s                                                                            | 1970s                                                                            | 1970s                                                                            | 1970s                                                                            | 1970s                                                                            | 1970s                                                                            | 1970s                                                                            | 1970s                                                                            | 1970s                                                                            | 1970s                                                                            | 1970s                                                                            | 1970s                                                                            | 1970s                                                                            | 1970s                                                                            | 1970s                                                                            | 1970s                                                                            | 1970s                                                                            | 1970s                                                                            | 1970s                                                                            | 1970s                                                                            | 1970s                                                                            | 1970s                                                                            | 1970s                                                                            | 1970s                                                                            | 1970s                                                                            | "All Right Now"                                                                       | "All Right Now"                                                                       | "All Right Now"                                                                       | "All Right Now"                                                                       | "All Right Now"                                                                       | "All Right Now"                                                                       | "All Right Now"                                                                       | "All Right Now"                                                                       | "All Right Now"                                                                       | "All Right Now"                                                                       | "All Right Now"                                                                       | "All Right Now"                                                                       | "All Right Now"                                                                       | "All Right Now"                                                                       | "All Right Now"                                                                       | "All Right Now"                                                                       | "All Right Now"                                                                       | "All Right Now"                                                                       | "All Right Now"                                                                       | "All Right Now"                                                                       | "All Right Now"                                                                       | "All Right Now"                                                                       | "All Right Now"                                                                       | "All Right Now"                                                                       | "All Right Now"                                                                       | "All Right Now"                                                                       | "All Right Now"                                                                       | "All Right Now"                                                                       | "All Right Now"                                                                       | "All Right Now"                                                                       | "All Right Now"                                                                       | "All Right Now"                                                                       | "All Right Now"                                                                       | "All Right Now"                                                                       | "All Right Now"                                                                       | "All Right Now"                                                                       | "All Right Now"                                                                       | "All Right Now"                                                                       | "All Right Now"                                                                       | "All Right Now"                                                                       | "All Right Now"                                                                       | "All Right Now"                                                                       | "All Right Now"                                                                       | "All Right Now"                                                                       | "All Right Now"                                                                       | "All Right Now"                                                                       | "All Right Now"                                                                       | "All Right Now"                                                                       | "All Right Now"                                                                       | "All Right Now"                                                                       | "All Right Now"                                                                       | "All Right Now"                                                                       | "All Right Now"                                                                       | "All Right Now"                                                                       | "All Right Now"                                                                       | "All Right Now"                                                                       | "All Right Now"                                                                       | "All Right Now"                                                                       | "All Right Now"                                                                       | "All Right Now"                                                                       | "All Right Now"                                                                       | "All Right Now"                                                                       | "All Right Now"                                                                       | "All Right Now"                                                                       | "All Right Now"                                                                       | "All Right Now"                                                                       | "All Right Now"                                                                       | "All Right Now"                                                                       | "All Right Now"                                                                       | "All Right Now"                                                                       | "All Right Now"                                                                       | "All Right Now"                                                                       | "All Right Now"                                                                       | "All Right Now"                                                                       | "All Right Now"                                                                       | "All Right Now"                                                                       | "All Right Now"                                                                       | "All Right Now"                                                                       | "All Right Now"                                                                       | "All Right Now"                                                                       | "All Right Now"                                                                       | "All Right Now"                                                                       | "All Right Now"                                                                       | "All Right Now"                                                                       | "All Right Now"                                                                       | "All Right Now"                                                                       | "All Right Now"                                                                       | "All Right Now"                                                                       | "All Right Now"                                                                       | "All Right Now"                                                                       | "All Right Now"                                                                       | "All Right Now"                                                                       | "All Right Now"                                                                       | "All Right Now"                                                                       | "All Right Now"                                                                       | "All Right Now"                                                                       | "All Right Now"                                                                       | "All Right Now"                                                                       | "All Right Now"                                                                       | "All Right Now"                                                                       | Free                                            | Free                                            | Free                                            | Free                                            | Free                                            | Free                                            | Free                                            | Free                                            | Free                                            | Free                                            | Free                                            | Free                                            | Free                                            | Free                                            | Free                                            | Free                                            | Free                                            | Free                                            | Free                                            | Free                                            | Free                                            | Free                                            | Free                                            | Free                                            | Free                                            | Free                                            | Free                                            | Free                                            | Free                                            | Free                                            | Free                                            | Free                                            | Free                                            | Free                                            | Free                                            | Free                                            | Free                                            | Free                                            | Free                                            | Free                                            | Free                                            | Free                                            | Free                                            | Free                                            | Free                                            | Free                                            | Free                                            | Free                                            | Free                                            | Free                                            | Free                                            | Free                                            | Free                                            | Free                                            | Free                                            | Free                                            | Free                                            | Free                                            | Free                                            | Free                                            | Free                                            | Free                                            | Free                                            | Free                                            | Free                                            | Free                                            | Free                                            | Free                                            | Free                                            | Free                                            | Free                                            | Free                                            | Free                                            | Free                                            | Free                                            | Free                                            | Free                                            | Free                                            | Free                                            | Free                                            | Free                                            | Free                                            | Free                                            | Free                                            | Free                                            | Free                                            | Free                                            | Free                                            | Free                                            | Free                                            | Free                                            | Free                                            | Free                                            | Free                                            | Free                                            | Free                                            | Free                                            | Free                                            | Free                                            | Free                                            | A salvo   | A salvo   | A salvo   | A salvo   | A salvo   | A salvo   | A salvo   | A salvo   | A salvo   | A salvo   | A salvo   | A salvo   | A salvo   | A salvo   | A salvo   | A salvo   | A salvo   | A salvo   | A salvo   | A salvo   | A salvo   | A salvo   | A salvo   | A salvo   | A salvo   | A salvo   | A salvo   | A salvo   | A salvo   | A salvo   | A salvo   | A salvo   | A salvo   | A salvo   | A salvo   | A salvo   | A salvo   | A salvo   | A salvo   | A salvo   | A salvo   | A salvo   | A salvo   | A salvo   | A salvo   | A salvo   | A salvo   | A salvo   | A salvo   | A salvo   | A salvo   | A salvo   | A salvo   | A salvo   | A salvo   | A salvo   | A salvo   | A salvo   | A salvo   | A salvo   | A salvo   | A salvo   | A salvo   | A salvo   | A salvo   | A salvo   | A salvo   | A salvo   | A salvo   | A salvo   | A salvo   | A salvo   | A salvo   | A salvo   | A salvo   | A salvo   | A salvo   | A salvo   | A salvo   | A salvo   | A salvo   | A salvo   | A salvo   | A salvo   | A salvo   | A salvo   | A salvo   | A salvo   | A salvo   | A salvo   | A salvo   | A salvo   | A salvo   | A salvo   | A salvo   | A salvo   | A salvo   | A salvo   | A salvo   | A salvo   |
| Top 16   | Top 16   | Top 16   | Top 16   | Top 16   | Top 16   | Top 16   | Top 16   | Top 16   | Top 16   | Top 16   | Top 16   | Top 16   | Top 16   | Top 16   | Top 16   | Top 16   | Top 16   | Top 16   | Top 16   | Top 16   | Top 16   | Top 16   | Top 16   | Top 16   | Top 16   | Top 16   | Top 16   | Top 16   | Top 16   | Top 16   | Top 16   | Top 16   | Top 16   | Top 16   | Top 16   | Top 16   | Top 16   | Top 16   | Top 16   | Top 16   | Top 16   | Top 16   | Top 16   | Top 16   | Top 16   | Top 16   | Top 16   | Top 16   | Top 16   | Top 16   | Top 16   | Top 16   | Top 16   | Top 16   | Top 16   | Top 16   | Top 16   | Top 16   | Top 16   | Top 16   | Top 16   | Top 16   | Top 16   | Top 16   | Top 16   | Top 16   | Top 16   | Top 16   | Top 16   | Top 16   | Top 16   | Top 16   | Top 16   | Top 16   | Top 16   | Top 16   | Top 16   | Top 16   | Top 16   | Top 16   | Top 16   | Top 16   | Top 16   | Top 16   | Top 16   | Top 16   | Top 16   | Top 16   | Top 16   | Top 16   | Top 16   | Top 16   | Top 16   | Top 16   | Top 16   | Top 16   | Top 16   | Top 16   | Top 16   | 1980s                                                                            | 1980s                                                                            | 1980s                                                                            | 1980s                                                                            | 1980s                                                                            | 1980s                                                                            | 1980s                                                                            | 1980s                                                                            | 1980s                                                                            | 1980s                                                                            | 1980s                                                                            | 1980s                                                                            | 1980s                                                                            | 1980s                                                                            | 1980s                                                                            | 1980s                                                                            | 1980s                                                                            | 1980s                                                                            | 1980s                                                                            | 1980s                                                                            | 1980s                                                                            | 1980s                                                                            | 1980s                                                                            | 1980s                                                                            | 1980s                                                                            | 1980s                                                                            | 1980s                                                                            | 1980s                                                                            | 1980s                                                                            | 1980s                                                                            | 1980s                                                                            | 1980s                                                                            | 1980s                                                                            | 1980s                                                                            | 1980s                                                                            | 1980s                                                                            | 1980s                                                                            | 1980s                                                                            | 1980s                                                                            | 1980s                                                                            | 1980s                                                                            | 1980s                                                                            | 1980s                                                                            | 1980s                                                                            | 1980s                                                                            | 1980s                                                                            | 1980s                                                                            | 1980s                                                                            | 1980s                                                                            | 1980s                                                                            | 1980s                                                                            | 1980s                                                                            | 1980s                                                                            | 1980s                                                                            | 1980s                                                                            | 1980s                                                                            | 1980s                                                                            | 1980s                                                                            | 1980s                                                                            | 1980s                                                                            | 1980s                                                                            | 1980s                                                                            | 1980s                                                                            | 1980s                                                                            | 1980s                                                                            | 1980s                                                                            | 1980s                                                                            | 1980s                                                                            | 1980s                                                                            | 1980s                                                                            | 1980s                                                                            | 1980s                                                                            | 1980s                                                                            | 1980s                                                                            | 1980s                                                                            | 1980s                                                                            | 1980s                                                                            | 1980s                                                                            | 1980s                                                                            | 1980s                                                                            | 1980s                                                                            | 1980s                                                                            | 1980s                                                                            | 1980s                                                                            | 1980s                                                                            | 1980s                                                                            | 1980s                                                                            | 1980s                                                                            | 1980s                                                                            | 1980s                                                                            | 1980s                                                                            | 1980s                                                                            | 1980s                                                                            | 1980s                                                                            | 1980s                                                                            | 1980s                                                                            | 1980s                                                                            | 1980s                                                                            | 1980s                                                                            | 1980s                                                                            | "Hello"                                                                               | "Hello"                                                                               | "Hello"                                                                               | "Hello"                                                                               | "Hello"                                                                               | "Hello"                                                                               | "Hello"                                                                               | "Hello"                                                                               | "Hello"                                                                               | "Hello"                                                                               | "Hello"                                                                               | "Hello"                                                                               | "Hello"                                                                               | "Hello"                                                                               | "Hello"                                                                               | "Hello"                                                                               | "Hello"                                                                               | "Hello"                                                                               | "Hello"                                                                               | "Hello"                                                                               | "Hello"                                                                               | "Hello"                                                                               | "Hello"                                                                               | "Hello"                                                                               | "Hello"                                                                               | "Hello"                                                                               | "Hello"                                                                               | "Hello"                                                                               | "Hello"                                                                               | "Hello"                                                                               | "Hello"                                                                               | "Hello"                                                                               | "Hello"                                                                               | "Hello"                                                                               | "Hello"                                                                               | "Hello"                                                                               | "Hello"                                                                               | "Hello"                                                                               | "Hello"                                                                               | "Hello"                                                                               | "Hello"                                                                               | "Hello"                                                                               | "Hello"                                                                               | "Hello"                                                                               | "Hello"                                                                               | "Hello"                                                                               | "Hello"                                                                               | "Hello"                                                                               | "Hello"                                                                               | "Hello"                                                                               | "Hello"                                                                               | "Hello"                                                                               | "Hello"                                                                               | "Hello"                                                                               | "Hello"                                                                               | "Hello"                                                                               | "Hello"                                                                               | "Hello"                                                                               | "Hello"                                                                               | "Hello"                                                                               | "Hello"                                                                               | "Hello"                                                                               | "Hello"                                                                               | "Hello"                                                                               | "Hello"                                                                               | "Hello"                                                                               | "Hello"                                                                               | "Hello"                                                                               | "Hello"                                                                               | "Hello"                                                                               | "Hello"                                                                               | "Hello"                                                                               | "Hello"                                                                               | "Hello"                                                                               | "Hello"                                                                               | "Hello"                                                                               | "Hello"                                                                               | "Hello"                                                                               | "Hello"                                                                               | "Hello"                                                                               | "Hello"                                                                               | "Hello"                                                                               | "Hello"                                                                               | "Hello"                                                                               | "Hello"                                                                               | "Hello"                                                                               | "Hello"                                                                               | "Hello"                                                                               | "Hello"                                                                               | "Hello"                                                                               | "Hello"                                                                               | "Hello"                                                                               | "Hello"                                                                               | "Hello"                                                                               | "Hello"                                                                               | "Hello"                                                                               | "Hello"                                                                               | "Hello"                                                                               | "Hello"                                                                               | "Hello"                                                                               | Lionel Richie                                   | Lionel Richie                                   | Lionel Richie                                   | Lionel Richie                                   | Lionel Richie                                   | Lionel Richie                                   | Lionel Richie                                   | Lionel Richie                                   | Lionel Richie                                   | Lionel Richie                                   | Lionel Richie                                   | Lionel Richie                                   | Lionel Richie                                   | Lionel Richie                                   | Lionel Richie                                   | Lionel Richie                                   | Lionel Richie                                   | Lionel Richie                                   | Lionel Richie                                   | Lionel Richie                                   | Lionel Richie                                   | Lionel Richie                                   | Lionel Richie                                   | Lionel Richie                                   | Lionel Richie                                   | Lionel Richie                                   | Lionel Richie                                   | Lionel Richie                                   | Lionel Richie                                   | Lionel Richie                                   | Lionel Richie                                   | Lionel Richie                                   | Lionel Richie                                   | Lionel Richie                                   | Lionel Richie                                   | Lionel Richie                                   | Lionel Richie                                   | Lionel Richie                                   | Lionel Richie                                   | Lionel Richie                                   | Lionel Richie                                   | Lionel Richie                                   | Lionel Richie                                   | Lionel Richie                                   | Lionel Richie                                   | Lionel Richie                                   | Lionel Richie                                   | Lionel Richie                                   | Lionel Richie                                   | Lionel Richie                                   | Lionel Richie                                   | Lionel Richie                                   | Lionel Richie                                   | Lionel Richie                                   | Lionel Richie                                   | Lionel Richie                                   | Lionel Richie                                   | Lionel Richie                                   | Lionel Richie                                   | Lionel Richie                                   | Lionel Richie                                   | Lionel Richie                                   | Lionel Richie                                   | Lionel Richie                                   | Lionel Richie                                   | Lionel Richie                                   | Lionel Richie                                   | Lionel Richie                                   | Lionel Richie                                   | Lionel Richie                                   | Lionel Richie                                   | Lionel Richie                                   | Lionel Richie                                   | Lionel Richie                                   | Lionel Richie                                   | Lionel Richie                                   | Lionel Richie                                   | Lionel Richie                                   | Lionel Richie                                   | Lionel Richie                                   | Lionel Richie                                   | Lionel Richie                                   | Lionel Richie                                   | Lionel Richie                                   | Lionel Richie                                   | Lionel Richie                                   | Lionel Richie                                   | Lionel Richie                                   | Lionel Richie                                   | Lionel Richie                                   | Lionel Richie                                   | Lionel Richie                                   | Lionel Richie                                   | Lionel Richie                                   | Lionel Richie                                   | Lionel Richie                                   | Lionel Richie                                   | Lionel Richie                                   | Lionel Richie                                   | Lionel Richie                                   | A salvo   | A salvo   | A salvo   | A salvo   | A salvo   | A salvo   | A salvo   | A salvo   | A salvo   | A salvo   | A salvo   | A salvo   | A salvo   | A salvo   | A salvo   | A salvo   | A salvo   | A salvo   | A salvo   | A salvo   | A salvo   | A salvo   | A salvo   | A salvo   | A salvo   | A salvo   | A salvo   | A salvo   | A salvo   | A salvo   | A salvo   | A salvo   | A salvo   | A salvo   | A salvo   | A salvo   | A salvo   | A salvo   | A salvo   | A salvo   | A salvo   | A salvo   | A salvo   | A salvo   | A salvo   | A salvo   | A salvo   | A salvo   | A salvo   | A salvo   | A salvo   | A salvo   | A salvo   | A salvo   | A salvo   | A salvo   | A salvo   | A salvo   | A salvo   | A salvo   | A salvo   | A salvo   | A salvo   | A salvo   | A salvo   | A salvo   | A salvo   | A salvo   | A salvo   | A salvo   | A salvo   | A salvo   | A salvo   | A salvo   | A salvo   | A salvo   | A salvo   | A salvo   | A salvo   | A salvo   | A salvo   | A salvo   | A salvo   | A salvo   | A salvo   | A salvo   | A salvo   | A salvo   | A salvo   | A salvo   | A salvo   | A salvo   | A salvo   | A salvo   | A salvo   | A salvo   | A salvo   | A salvo   | A salvo   | A salvo   |
| Top 12   | Top 12   | Top 12   | Top 12   | Top 12   | Top 12   | Top 12   | Top 12   | Top 12   | Top 12   | Top 12   | Top 12   | Top 12   | Top 12   | Top 12   | Top 12   | Top 12   | Top 12   | Top 12   | Top 12   | Top 12   | Top 12   | Top 12   | Top 12   | Top 12   | Top 12   | Top 12   | Top 12   | Top 12   | Top 12   | Top 12   | Top 12   | Top 12   | Top 12   | Top 12   | Top 12   | Top 12   | Top 12   | Top 12   | Top 12   | Top 12   | Top 12   | Top 12   | Top 12   | Top 12   | Top 12   | Top 12   | Top 12   | Top 12   | Top 12   | Top 12   | Top 12   | Top 12   | Top 12   | Top 12   | Top 12   | Top 12   | Top 12   | Top 12   | Top 12   | Top 12   | Top 12   | Top 12   | Top 12   | Top 12   | Top 12   | Top 12   | Top 12   | Top 12   | Top 12   | Top 12   | Top 12   | Top 12   | Top 12   | Top 12   | Top 12   | Top 12   | Top 12   | Top 12   | Top 12   | Top 12   | Top 12   | Top 12   | Top 12   | Top 12   | Top 12   | Top 12   | Top 12   | Top 12   | Top 12   | Top 12   | Top 12   | Top 12   | Top 12   | Top 12   | Top 12   | Top 12   | Top 12   | Top 12   | Top 12   | Lennon/McCartney                                                                 | Lennon/McCartney                                                                 | Lennon/McCartney                                                                 | Lennon/McCartney                                                                 | Lennon/McCartney                                                                 | Lennon/McCartney                                                                 | Lennon/McCartney                                                                 | Lennon/McCartney                                                                 | Lennon/McCartney                                                                 | Lennon/McCartney                                                                 | Lennon/McCartney                                                                 | Lennon/McCartney                                                                 | Lennon/McCartney                                                                 | Lennon/McCartney                                                                 | Lennon/McCartney                                                                 | Lennon/McCartney                                                                 | Lennon/McCartney                                                                 | Lennon/McCartney                                                                 | Lennon/McCartney                                                                 | Lennon/McCartney                                                                 | Lennon/McCartney                                                                 | Lennon/McCartney                                                                 | Lennon/McCartney                                                                 | Lennon/McCartney                                                                 | Lennon/McCartney                                                                 | Lennon/McCartney                                                                 | Lennon/McCartney                                                                 | Lennon/McCartney                                                                 | Lennon/McCartney                                                                 | Lennon/McCartney                                                                 | Lennon/McCartney                                                                 | Lennon/McCartney                                                                 | Lennon/McCartney                                                                 | Lennon/McCartney                                                                 | Lennon/McCartney                                                                 | Lennon/McCartney                                                                 | Lennon/McCartney                                                                 | Lennon/McCartney                                                                 | Lennon/McCartney                                                                 | Lennon/McCartney                                                                 | Lennon/McCartney                                                                 | Lennon/McCartney                                                                 | Lennon/McCartney                                                                 | Lennon/McCartney                                                                 | Lennon/McCartney                                                                 | Lennon/McCartney                                                                 | Lennon/McCartney                                                                 | Lennon/McCartney                                                                 | Lennon/McCartney                                                                 | Lennon/McCartney                                                                 | Lennon/McCartney                                                                 | Lennon/McCartney                                                                 | Lennon/McCartney                                                                 | Lennon/McCartney                                                                 | Lennon/McCartney                                                                 | Lennon/McCartney                                                                 | Lennon/McCartney                                                                 | Lennon/McCartney                                                                 | Lennon/McCartney                                                                 | Lennon/McCartney                                                                 | Lennon/McCartney                                                                 | Lennon/McCartney                                                                 | Lennon/McCartney                                                                 | Lennon/McCartney                                                                 | Lennon/McCartney                                                                 | Lennon/McCartney                                                                 | Lennon/McCartney                                                                 | Lennon/McCartney                                                                 | Lennon/McCartney                                                                 | Lennon/McCartney                                                                 | Lennon/McCartney                                                                 | Lennon/McCartney                                                                 | Lennon/McCartney                                                                 | Lennon/McCartney                                                                 | Lennon/McCartney                                                                 | Lennon/McCartney                                                                 | Lennon/McCartney                                                                 | Lennon/McCartney                                                                 | Lennon/McCartney                                                                 | Lennon/McCartney                                                                 | Lennon/McCartney                                                                 | Lennon/McCartney                                                                 | Lennon/McCartney                                                                 | Lennon/McCartney                                                                 | Lennon/McCartney                                                                 | Lennon/McCartney                                                                 | Lennon/McCartney                                                                 | Lennon/McCartney                                                                 | Lennon/McCartney                                                                 | Lennon/McCartney                                                                 | Lennon/McCartney                                                                 | Lennon/McCartney                                                                 | Lennon/McCartney                                                                 | Lennon/McCartney                                                                 | Lennon/McCartney                                                                 | Lennon/McCartney                                                                 | Lennon/McCartney                                                                 | Lennon/McCartney                                                                 | Lennon/McCartney                                                                 | Lennon/McCartney                                                                 | "Eleanor Rigby"                                                                       | "Eleanor Rigby"                                                                       | "Eleanor Rigby"                                                                       | "Eleanor Rigby"                                                                       | "Eleanor Rigby"                                                                       | "Eleanor Rigby"                                                                       | "Eleanor Rigby"                                                                       | "Eleanor Rigby"                                                                       | "Eleanor Rigby"                                                                       | "Eleanor Rigby"                                                                       | "Eleanor Rigby"                                                                       | "Eleanor Rigby"                                                                       | "Eleanor Rigby"                                                                       | "Eleanor Rigby"                                                                       | "Eleanor Rigby"                                                                       | "Eleanor Rigby"                                                                       | "Eleanor Rigby"                                                                       | "Eleanor Rigby"                                                                       | "Eleanor Rigby"                                                                       | "Eleanor Rigby"                                                                       | "Eleanor Rigby"                                                                       | "Eleanor Rigby"                                                                       | "Eleanor Rigby"                                                                       | "Eleanor Rigby"                                                                       | "Eleanor Rigby"                                                                       | "Eleanor Rigby"                                                                       | "Eleanor Rigby"                                                                       | "Eleanor Rigby"                                                                       | "Eleanor Rigby"                                                                       | "Eleanor Rigby"                                                                       | "Eleanor Rigby"                                                                       | "Eleanor Rigby"                                                                       | "Eleanor Rigby"                                                                       | "Eleanor Rigby"                                                                       | "Eleanor Rigby"                                                                       | "Eleanor Rigby"                                                                       | "Eleanor Rigby"                                                                       | "Eleanor Rigby"                                                                       | "Eleanor Rigby"                                                                       | "Eleanor Rigby"                                                                       | "Eleanor Rigby"                                                                       | "Eleanor Rigby"                                                                       | "Eleanor Rigby"                                                                       | "Eleanor Rigby"                                                                       | "Eleanor Rigby"                                                                       | "Eleanor Rigby"                                                                       | "Eleanor Rigby"                                                                       | "Eleanor Rigby"                                                                       | "Eleanor Rigby"                                                                       | "Eleanor Rigby"                                                                       | "Eleanor Rigby"                                                                       | "Eleanor Rigby"                                                                       | "Eleanor Rigby"                                                                       | "Eleanor Rigby"                                                                       | "Eleanor Rigby"                                                                       | "Eleanor Rigby"                                                                       | "Eleanor Rigby"                                                                       | "Eleanor Rigby"                                                                       | "Eleanor Rigby"                                                                       | "Eleanor Rigby"                                                                       | "Eleanor Rigby"                                                                       | "Eleanor Rigby"                                                                       | "Eleanor Rigby"                                                                       | "Eleanor Rigby"                                                                       | "Eleanor Rigby"                                                                       | "Eleanor Rigby"                                                                       | "Eleanor Rigby"                                                                       | "Eleanor Rigby"                                                                       | "Eleanor Rigby"                                                                       | "Eleanor Rigby"                                                                       | "Eleanor Rigby"                                                                       | "Eleanor Rigby"                                                                       | "Eleanor Rigby"                                                                       | "Eleanor Rigby"                                                                       | "Eleanor Rigby"                                                                       | "Eleanor Rigby"                                                                       | "Eleanor Rigby"                                                                       | "Eleanor Rigby"                                                                       | "Eleanor Rigby"                                                                       | "Eleanor Rigby"                                                                       | "Eleanor Rigby"                                                                       | "Eleanor Rigby"                                                                       | "Eleanor Rigby"                                                                       | "Eleanor Rigby"                                                                       | "Eleanor Rigby"                                                                       | "Eleanor Rigby"                                                                       | "Eleanor Rigby"                                                                       | "Eleanor Rigby"                                                                       | "Eleanor Rigby"                                                                       | "Eleanor Rigby"                                                                       | "Eleanor Rigby"                                                                       | "Eleanor Rigby"                                                                       | "Eleanor Rigby"                                                                       | "Eleanor Rigby"                                                                       | "Eleanor Rigby"                                                                       | "Eleanor Rigby"                                                                       | "Eleanor Rigby"                                                                       | "Eleanor Rigby"                                                                       | "Eleanor Rigby"                                                                       | "Eleanor Rigby"                                                                       | The Beatles                                     | The Beatles                                     | The Beatles                                     | The Beatles                                     | The Beatles                                     | The Beatles                                     | The Beatles                                     | The Beatles                                     | The Beatles                                     | The Beatles                                     | The Beatles                                     | The Beatles                                     | The Beatles                                     | The Beatles                                     | The Beatles                                     | The Beatles                                     | The Beatles                                     | The Beatles                                     | The Beatles                                     | The Beatles                                     | The Beatles                                     | The Beatles                                     | The Beatles                                     | The Beatles                                     | The Beatles                                     | The Beatles                                     | The Beatles                                     | The Beatles                                     | The Beatles                                     | The Beatles                                     | The Beatles                                     | The Beatles                                     | The Beatles                                     | The Beatles                                     | The Beatles                                     | The Beatles                                     | The Beatles                                     | The Beatles                                     | The Beatles                                     | The Beatles                                     | The Beatles                                     | The Beatles                                     | The Beatles                                     | The Beatles                                     | The Beatles                                     | The Beatles                                     | The Beatles                                     | The Beatles                                     | The Beatles                                     | The Beatles                                     | The Beatles                                     | The Beatles                                     | The Beatles                                     | The Beatles                                     | The Beatles                                     | The Beatles                                     | The Beatles                                     | The Beatles                                     | The Beatles                                     | The Beatles                                     | The Beatles                                     | The Beatles                                     | The Beatles                                     | The Beatles                                     | The Beatles                                     | The Beatles                                     | The Beatles                                     | The Beatles                                     | The Beatles                                     | The Beatles                                     | The Beatles                                     | The Beatles                                     | The Beatles                                     | The Beatles                                     | The Beatles                                     | The Beatles                                     | The Beatles                                     | The Beatles                                     | The Beatles                                     | The Beatles                                     | The Beatles                                     | The Beatles                                     | The Beatles                                     | The Beatles                                     | The Beatles                                     | The Beatles                                     | The Beatles                                     | The Beatles                                     | The Beatles                                     | The Beatles                                     | The Beatles                                     | The Beatles                                     | The Beatles                                     | The Beatles                                     | The Beatles                                     | The Beatles                                     | The Beatles                                     | The Beatles                                     | The Beatles                                     | The Beatles                                     | A salvo   | A salvo   | A salvo   | A salvo   | A salvo   | A salvo   | A salvo   | A salvo   | A salvo   | A salvo   | A salvo   | A salvo   | A salvo   | A salvo   | A salvo   | A salvo   | A salvo   | A salvo   | A salvo   | A salvo   | A salvo   | A salvo   | A salvo   | A salvo   | A salvo   | A salvo   | A salvo   | A salvo   | A salvo   | A salvo   | A salvo   | A salvo   | A salvo   | A salvo   | A salvo   | A salvo   | A salvo   | A salvo   | A salvo   | A salvo   | A salvo   | A salvo   | A salvo   | A salvo   | A salvo   | A salvo   | A salvo   | A salvo   | A salvo   | A salvo   | A salvo   | A salvo   | A salvo   | A salvo   | A salvo   | A salvo   | A salvo   | A salvo   | A salvo   | A salvo   | A salvo   | A salvo   | A salvo   | A salvo   | A salvo   | A salvo   | A salvo   | A salvo   | A salvo   | A salvo   | A salvo   | A salvo   | A salvo   | A salvo   | A salvo   | A salvo   | A salvo   | A salvo   | A salvo   | A salvo   | A salvo   | A salvo   | A salvo   | A salvo   | A salvo   | A salvo   | A salvo   | A salvo   | A salvo   | A salvo   | A salvo   | A salvo   | A salvo   | A salvo   | A salvo   | A salvo   | A salvo   | A salvo   | A salvo   | A salvo   |
| Top 11   | Top 11   | Top 11   | Top 11   | Top 11   | Top 11   | Top 11   | Top 11   | Top 11   | Top 11   | Top 11   | Top 11   | Top 11   | Top 11   | Top 11   | Top 11   | Top 11   | Top 11   | Top 11   | Top 11   | Top 11   | Top 11   | Top 11   | Top 11   | Top 11   | Top 11   | Top 11   | Top 11   | Top 11   | Top 11   | Top 11   | Top 11   | Top 11   | Top 11   | Top 11   | Top 11   | Top 11   | Top 11   | Top 11   | Top 11   | Top 11   | Top 11   | Top 11   | Top 11   | Top 11   | Top 11   | Top 11   | Top 11   | Top 11   | Top 11   | Top 11   | Top 11   | Top 11   | Top 11   | Top 11   | Top 11   | Top 11   | Top 11   | Top 11   | Top 11   | Top 11   | Top 11   | Top 11   | Top 11   | Top 11   | Top 11   | Top 11   | Top 11   | Top 11   | Top 11   | Top 11   | Top 11   | Top 11   | Top 11   | Top 11   | Top 11   | Top 11   | Top 11   | Top 11   | Top 11   | Top 11   | Top 11   | Top 11   | Top 11   | Top 11   | Top 11   | Top 11   | Top 11   | Top 11   | Top 11   | Top 11   | Top 11   | Top 11   | Top 11   | Top 11   | Top 11   | Top 11   | Top 11   | Top 11   | Top 11   | The Beatles                                                                      | The Beatles                                                                      | The Beatles                                                                      | The Beatles                                                                      | The Beatles                                                                      | The Beatles                                                                      | The Beatles                                                                      | The Beatles                                                                      | The Beatles                                                                      | The Beatles                                                                      | The Beatles                                                                      | The Beatles                                                                      | The Beatles                                                                      | The Beatles                                                                      | The Beatles                                                                      | The Beatles                                                                      | The Beatles                                                                      | The Beatles                                                                      | The Beatles                                                                      | The Beatles                                                                      | The Beatles                                                                      | The Beatles                                                                      | The Beatles                                                                      | The Beatles                                                                      | The Beatles                                                                      | The Beatles                                                                      | The Beatles                                                                      | The Beatles                                                                      | The Beatles                                                                      | The Beatles                                                                      | The Beatles                                                                      | The Beatles                                                                      | The Beatles                                                                      | The Beatles                                                                      | The Beatles                                                                      | The Beatles                                                                      | The Beatles                                                                      | The Beatles                                                                      | The Beatles                                                                      | The Beatles                                                                      | The Beatles                                                                      | The Beatles                                                                      | The Beatles                                                                      | The Beatles                                                                      | The Beatles                                                                      | The Beatles                                                                      | The Beatles                                                                      | The Beatles                                                                      | The Beatles                                                                      | The Beatles                                                                      | The Beatles                                                                      | The Beatles                                                                      | The Beatles                                                                      | The Beatles                                                                      | The Beatles                                                                      | The Beatles                                                                      | The Beatles                                                                      | The Beatles                                                                      | The Beatles                                                                      | The Beatles                                                                      | The Beatles                                                                      | The Beatles                                                                      | The Beatles                                                                      | The Beatles                                                                      | The Beatles                                                                      | The Beatles                                                                      | The Beatles                                                                      | The Beatles                                                                      | The Beatles                                                                      | The Beatles                                                                      | The Beatles                                                                      | The Beatles                                                                      | The Beatles                                                                      | The Beatles                                                                      | The Beatles                                                                      | The Beatles                                                                      | The Beatles                                                                      | The Beatles                                                                      | The Beatles                                                                      | The Beatles                                                                      | The Beatles                                                                      | The Beatles                                                                      | The Beatles                                                                      | The Beatles                                                                      | The Beatles                                                                      | The Beatles                                                                      | The Beatles                                                                      | The Beatles                                                                      | The Beatles                                                                      | The Beatles                                                                      | The Beatles                                                                      | The Beatles                                                                      | The Beatles                                                                      | The Beatles                                                                      | The Beatles                                                                      | The Beatles                                                                      | The Beatles                                                                      | The Beatles                                                                      | The Beatles                                                                      | The Beatles                                                                      | "Day Tripper"                                                                         | "Day Tripper"                                                                         | "Day Tripper"                                                                         | "Day Tripper"                                                                         | "Day Tripper"                                                                         | "Day Tripper"                                                                         | "Day Tripper"                                                                         | "Day Tripper"                                                                         | "Day Tripper"                                                                         | "Day Tripper"                                                                         | "Day Tripper"                                                                         | "Day Tripper"                                                                         | "Day Tripper"                                                                         | "Day Tripper"                                                                         | "Day Tripper"                                                                         | "Day Tripper"                                                                         | "Day Tripper"                                                                         | "Day Tripper"                                                                         | "Day Tripper"                                                                         | "Day Tripper"                                                                         | "Day Tripper"                                                                         | "Day Tripper"                                                                         | "Day Tripper"                                                                         | "Day Tripper"                                                                         | "Day Tripper"                                                                         | "Day Tripper"                                                                         | "Day Tripper"                                                                         | "Day Tripper"                                                                         | "Day Tripper"                                                                         | "Day Tripper"                                                                         | "Day Tripper"                                                                         | "Day Tripper"                                                                         | "Day Tripper"                                                                         | "Day Tripper"                                                                         | "Day Tripper"                                                                         | "Day Tripper"                                                                         | "Day Tripper"                                                                         | "Day Tripper"                                                                         | "Day Tripper"                                                                         | "Day Tripper"                                                                         | "Day Tripper"                                                                         | "Day Tripper"                                                                         | "Day Tripper"                                                                         | "Day Tripper"                                                                         | "Day Tripper"                                                                         | "Day Tripper"                                                                         | "Day Tripper"                                                                         | "Day Tripper"                                                                         | "Day Tripper"                                                                         | "Day Tripper"                                                                         | "Day Tripper"                                                                         | "Day Tripper"                                                                         | "Day Tripper"                                                                         | "Day Tripper"                                                                         | "Day Tripper"                                                                         | "Day Tripper"                                                                         | "Day Tripper"                                                                         | "Day Tripper"                                                                         | "Day Tripper"                                                                         | "Day Tripper"                                                                         | "Day Tripper"                                                                         | "Day Tripper"                                                                         | "Day Tripper"                                                                         | "Day Tripper"                                                                         | "Day Tripper"                                                                         | "Day Tripper"                                                                         | "Day Tripper"                                                                         | "Day Tripper"                                                                         | "Day Tripper"                                                                         | "Day Tripper"                                                                         | "Day Tripper"                                                                         | "Day Tripper"                                                                         | "Day Tripper"                                                                         | "Day Tripper"                                                                         | "Day Tripper"                                                                         | "Day Tripper"                                                                         | "Day Tripper"                                                                         | "Day Tripper"                                                                         | "Day Tripper"                                                                         | "Day Tripper"                                                                         | "Day Tripper"                                                                         | "Day Tripper"                                                                         | "Day Tripper"                                                                         | "Day Tripper"                                                                         | "Day Tripper"                                                                         | "Day Tripper"                                                                         | "Day Tripper"                                                                         | "Day Tripper"                                                                         | "Day Tripper"                                                                         | "Day Tripper"                                                                         | "Day Tripper"                                                                         | "Day Tripper"                                                                         | "Day Tripper"                                                                         | "Day Tripper"                                                                         | "Day Tripper"                                                                         | "Day Tripper"                                                                         | "Day Tripper"                                                                         | "Day Tripper"                                                                         | "Day Tripper"                                                                         | "Day Tripper"                                                                         | The Beatles                                     | The Beatles                                     | The Beatles                                     | The Beatles                                     | The Beatles                                     | The Beatles                                     | The Beatles                                     | The Beatles                                     | The Beatles                                     | The Beatles                                     | The Beatles                                     | The Beatles                                     | The Beatles                                     | The Beatles                                     | The Beatles                                     | The Beatles                                     | The Beatles                                     | The Beatles                                     | The Beatles                                     | The Beatles                                     | The Beatles                                     | The Beatles                                     | The Beatles                                     | The Beatles                                     | The Beatles                                     | The Beatles                                     | The Beatles                                     | The Beatles                                     | The Beatles                                     | The Beatles                                     | The Beatles                                     | The Beatles                                     | The Beatles                                     | The Beatles                                     | The Beatles                                     | The Beatles                                     | The Beatles                                     | The Beatles                                     | The Beatles                                     | The Beatles                                     | The Beatles                                     | The Beatles                                     | The Beatles                                     | The Beatles                                     | The Beatles                                     | The Beatles                                     | The Beatles                                     | The Beatles                                     | The Beatles                                     | The Beatles                                     | The Beatles                                     | The Beatles                                     | The Beatles                                     | The Beatles                                     | The Beatles                                     | The Beatles                                     | The Beatles                                     | The Beatles                                     | The Beatles                                     | The Beatles                                     | The Beatles                                     | The Beatles                                     | The Beatles                                     | The Beatles                                     | The Beatles                                     | The Beatles                                     | The Beatles                                     | The Beatles                                     | The Beatles                                     | The Beatles                                     | The Beatles                                     | The Beatles                                     | The Beatles                                     | The Beatles                                     | The Beatles                                     | The Beatles                                     | The Beatles                                     | The Beatles                                     | The Beatles                                     | The Beatles                                     | The Beatles                                     | The Beatles                                     | The Beatles                                     | The Beatles                                     | The Beatles                                     | The Beatles                                     | The Beatles                                     | The Beatles                                     | The Beatles                                     | The Beatles                                     | The Beatles                                     | The Beatles                                     | The Beatles                                     | The Beatles                                     | The Beatles                                     | The Beatles                                     | The Beatles                                     | The Beatles                                     | The Beatles                                     | The Beatles                                     | A salvo   | A salvo   | A salvo   | A salvo   | A salvo   | A salvo   | A salvo   | A salvo   | A salvo   | A salvo   | A salvo   | A salvo   | A salvo   | A salvo   | A salvo   | A salvo   | A salvo   | A salvo   | A salvo   | A salvo   | A salvo   | A salvo   | A salvo   | A salvo   | A salvo   | A salvo   | A salvo   | A salvo   | A salvo   | A salvo   | A salvo   | A salvo   | A salvo   | A salvo   | A salvo   | A salvo   | A salvo   | A salvo   | A salvo   | A salvo   | A salvo   | A salvo   | A salvo   | A salvo   | A salvo   | A salvo   | A salvo   | A salvo   | A salvo   | A salvo   | A salvo   | A salvo   | A salvo   | A salvo   | A salvo   | A salvo   | A salvo   | A salvo   | A salvo   | A salvo   | A salvo   | A salvo   | A salvo   | A salvo   | A salvo   | A salvo   | A salvo   | A salvo   | A salvo   | A salvo   | A salvo   | A salvo   | A salvo   | A salvo   | A salvo   | A salvo   | A salvo   | A salvo   | A salvo   | A salvo   | A salvo   | A salvo   | A salvo   | A salvo   | A salvo   | A salvo   | A salvo   | A salvo   | A salvo   | A salvo   | A salvo   | A salvo   | A salvo   | A salvo   | A salvo   | A salvo   | A salvo   | A salvo   | A salvo   | A salvo   |
| Top 10   | Top 10   | Top 10   | Top 10   | Top 10   | Top 10   | Top 10   | Top 10   | Top 10   | Top 10   | Top 10   | Top 10   | Top 10   | Top 10   | Top 10   | Top 10   | Top 10   | Top 10   | Top 10   | Top 10   | Top 10   | Top 10   | Top 10   | Top 10   | Top 10   | Top 10   | Top 10   | Top 10   | Top 10   | Top 10   | Top 10   | Top 10   | Top 10   | Top 10   | Top 10   | Top 10   | Top 10   | Top 10   | Top 10   | Top 10   | Top 10   | Top 10   | Top 10   | Top 10   | Top 10   | Top 10   | Top 10   | Top 10   | Top 10   | Top 10   | Top 10   | Top 10   | Top 10   | Top 10   | Top 10   | Top 10   | Top 10   | Top 10   | Top 10   | Top 10   | Top 10   | Top 10   | Top 10   | Top 10   | Top 10   | Top 10   | Top 10   | Top 10   | Top 10   | Top 10   | Top 10   | Top 10   | Top 10   | Top 10   | Top 10   | Top 10   | Top 10   | Top 10   | Top 10   | Top 10   | Top 10   | Top 10   | Top 10   | Top 10   | Top 10   | Top 10   | Top 10   | Top 10   | Top 10   | Top 10   | Top 10   | Top 10   | Top 10   | Top 10   | Top 10   | Top 10   | Top 10   | Top 10   | Top 10   | Top 10   | Año en que nacieron                                                              | Año en que nacieron                                                              | Año en que nacieron                                                              | Año en que nacieron                                                              | Año en que nacieron                                                              | Año en que nacieron                                                              | Año en que nacieron                                                              | Año en que nacieron                                                              | Año en que nacieron                                                              | Año en que nacieron                                                              | Año en que nacieron                                                              | Año en que nacieron                                                              | Año en que nacieron                                                              | Año en que nacieron                                                              | Año en que nacieron                                                              | Año en que nacieron                                                              | Año en que nacieron                                                              | Año en que nacieron                                                              | Año en que nacieron                                                              | Año en que nacieron                                                              | Año en que nacieron                                                              | Año en que nacieron                                                              | Año en que nacieron                                                              | Año en que nacieron                                                              | Año en que nacieron                                                              | Año en que nacieron                                                              | Año en que nacieron                                                              | Año en que nacieron                                                              | Año en que nacieron                                                              | Año en que nacieron                                                              | Año en que nacieron                                                              | Año en que nacieron                                                              | Año en que nacieron                                                              | Año en que nacieron                                                              | Año en que nacieron                                                              | Año en que nacieron                                                              | Año en que nacieron                                                              | Año en que nacieron                                                              | Año en que nacieron                                                              | Año en que nacieron                                                              | Año en que nacieron                                                              | Año en que nacieron                                                              | Año en que nacieron                                                              | Año en que nacieron                                                              | Año en que nacieron                                                              | Año en que nacieron                                                              | Año en que nacieron                                                              | Año en que nacieron                                                              | Año en que nacieron                                                              | Año en que nacieron                                                              | Año en que nacieron                                                              | Año en que nacieron                                                              | Año en que nacieron                                                              | Año en que nacieron                                                              | Año en que nacieron                                                              | Año en que nacieron                                                              | Año en que nacieron                                                              | Año en que nacieron                                                              | Año en que nacieron                                                              | Año en que nacieron                                                              | Año en que nacieron                                                              | Año en que nacieron                                                              | Año en que nacieron                                                              | Año en que nacieron                                                              | Año en que nacieron                                                              | Año en que nacieron                                                              | Año en que nacieron                                                              | Año en que nacieron                                                              | Año en que nacieron                                                              | Año en que nacieron                                                              | Año en que nacieron                                                              | Año en que nacieron                                                              | Año en que nacieron                                                              | Año en que nacieron                                                              | Año en que nacieron                                                              | Año en que nacieron                                                              | Año en que nacieron                                                              | Año en que nacieron                                                              | Año en que nacieron                                                              | Año en que nacieron                                                              | Año en que nacieron                                                              | Año en que nacieron                                                              | Año en que nacieron                                                              | Año en que nacieron                                                              | Año en que nacieron                                                              | Año en que nacieron                                                              | Año en que nacieron                                                              | Año en que nacieron                                                              | Año en que nacieron                                                              | Año en que nacieron                                                              | Año en que nacieron                                                              | Año en que nacieron                                                              | Año en que nacieron                                                              | Año en que nacieron                                                              | Año en que nacieron                                                              | Año en que nacieron                                                              | Año en que nacieron                                                              | Año en que nacieron                                                              | Año en que nacieron                                                              | Año en que nacieron                                                              | "Billie Jean"                                                                         | "Billie Jean"                                                                         | "Billie Jean"                                                                         | "Billie Jean"                                                                         | "Billie Jean"                                                                         | "Billie Jean"                                                                         | "Billie Jean"                                                                         | "Billie Jean"                                                                         | "Billie Jean"                                                                         | "Billie Jean"                                                                         | "Billie Jean"                                                                         | "Billie Jean"                                                                         | "Billie Jean"                                                                         | "Billie Jean"                                                                         | "Billie Jean"                                                                         | "Billie Jean"                                                                         | "Billie Jean"                                                                         | "Billie Jean"                                                                         | "Billie Jean"                                                                         | "Billie Jean"                                                                         | "Billie Jean"                                                                         | "Billie Jean"                                                                         | "Billie Jean"                                                                         | "Billie Jean"                                                                         | "Billie Jean"                                                                         | "Billie Jean"                                                                         | "Billie Jean"                                                                         | "Billie Jean"                                                                         | "Billie Jean"                                                                         | "Billie Jean"                                                                         | "Billie Jean"                                                                         | "Billie Jean"                                                                         | "Billie Jean"                                                                         | "Billie Jean"                                                                         | "Billie Jean"                                                                         | "Billie Jean"                                                                         | "Billie Jean"                                                                         | "Billie Jean"                                                                         | "Billie Jean"                                                                         | "Billie Jean"                                                                         | "Billie Jean"                                                                         | "Billie Jean"                                                                         | "Billie Jean"                                                                         | "Billie Jean"                                                                         | "Billie Jean"                                                                         | "Billie Jean"                                                                         | "Billie Jean"                                                                         | "Billie Jean"                                                                         | "Billie Jean"                                                                         | "Billie Jean"                                                                         | "Billie Jean"                                                                         | "Billie Jean"                                                                         | "Billie Jean"                                                                         | "Billie Jean"                                                                         | "Billie Jean"                                                                         | "Billie Jean"                                                                         | "Billie Jean"                                                                         | "Billie Jean"                                                                         | "Billie Jean"                                                                         | "Billie Jean"                                                                         | "Billie Jean"                                                                         | "Billie Jean"                                                                         | "Billie Jean"                                                                         | "Billie Jean"                                                                         | "Billie Jean"                                                                         | "Billie Jean"                                                                         | "Billie Jean"                                                                         | "Billie Jean"                                                                         | "Billie Jean"                                                                         | "Billie Jean"                                                                         | "Billie Jean"                                                                         | "Billie Jean"                                                                         | "Billie Jean"                                                                         | "Billie Jean"                                                                         | "Billie Jean"                                                                         | "Billie Jean"                                                                         | "Billie Jean"                                                                         | "Billie Jean"                                                                         | "Billie Jean"                                                                         | "Billie Jean"                                                                         | "Billie Jean"                                                                         | "Billie Jean"                                                                         | "Billie Jean"                                                                         | "Billie Jean"                                                                         | "Billie Jean"                                                                         | "Billie Jean"                                                                         | "Billie Jean"                                                                         | "Billie Jean"                                                                         | "Billie Jean"                                                                         | "Billie Jean"                                                                         | "Billie Jean"                                                                         | "Billie Jean"                                                                         | "Billie Jean"                                                                         | "Billie Jean"                                                                         | "Billie Jean"                                                                         | "Billie Jean"                                                                         | "Billie Jean"                                                                         | "Billie Jean"                                                                         | "Billie Jean"                                                                         | "Billie Jean"                                                                         | Michael Jackson                                 | Michael Jackson                                 | Michael Jackson                                 | Michael Jackson                                 | Michael Jackson                                 | Michael Jackson                                 | Michael Jackson                                 | Michael Jackson                                 | Michael Jackson                                 | Michael Jackson                                 | Michael Jackson                                 | Michael Jackson                                 | Michael Jackson                                 | Michael Jackson                                 | Michael Jackson                                 | Michael Jackson                                 | Michael Jackson                                 | Michael Jackson                                 | Michael Jackson                                 | Michael Jackson                                 | Michael Jackson                                 | Michael Jackson                                 | Michael Jackson                                 | Michael Jackson                                 | Michael Jackson                                 | Michael Jackson                                 | Michael Jackson                                 | Michael Jackson                                 | Michael Jackson                                 | Michael Jackson                                 | Michael Jackson                                 | Michael Jackson                                 | Michael Jackson                                 | Michael Jackson                                 | Michael Jackson                                 | Michael Jackson                                 | Michael Jackson                                 | Michael Jackson                                 | Michael Jackson                                 | Michael Jackson                                 | Michael Jackson                                 | Michael Jackson                                 | Michael Jackson                                 | Michael Jackson                                 | Michael Jackson                                 | Michael Jackson                                 | Michael Jackson                                 | Michael Jackson                                 | Michael Jackson                                 | Michael Jackson                                 | Michael Jackson                                 | Michael Jackson                                 | Michael Jackson                                 | Michael Jackson                                 | Michael Jackson                                 | Michael Jackson                                 | Michael Jackson                                 | Michael Jackson                                 | Michael Jackson                                 | Michael Jackson                                 | Michael Jackson                                 | Michael Jackson                                 | Michael Jackson                                 | Michael Jackson                                 | Michael Jackson                                 | Michael Jackson                                 | Michael Jackson                                 | Michael Jackson                                 | Michael Jackson                                 | Michael Jackson                                 | Michael Jackson                                 | Michael Jackson                                 | Michael Jackson                                 | Michael Jackson                                 | Michael Jackson                                 | Michael Jackson                                 | Michael Jackson                                 | Michael Jackson                                 | Michael Jackson                                 | Michael Jackson                                 | Michael Jackson                                 | Michael Jackson                                 | Michael Jackson                                 | Michael Jackson                                 | Michael Jackson                                 | Michael Jackson                                 | Michael Jackson                                 | Michael Jackson                                 | Michael Jackson                                 | Michael Jackson                                 | Michael Jackson                                 | Michael Jackson                                 | Michael Jackson                                 | Michael Jackson                                 | Michael Jackson                                 | Michael Jackson                                 | Michael Jackson                                 | Michael Jackson                                 | Michael Jackson                                 | Michael Jackson                                 | A salvo   | A salvo   | A salvo   | A salvo   | A salvo   | A salvo   | A salvo   | A salvo   | A salvo   | A salvo   | A salvo   | A salvo   | A salvo   | A salvo   | A salvo   | A salvo   | A salvo   | A salvo   | A salvo   | A salvo   | A salvo   | A salvo   | A salvo   | A salvo   | A salvo   | A salvo   | A salvo   | A salvo   | A salvo   | A salvo   | A salvo   | A salvo   | A salvo   | A salvo   | A salvo   | A salvo   | A salvo   | A salvo   | A salvo   | A salvo   | A salvo   | A salvo   | A salvo   | A salvo   | A salvo   | A salvo   | A salvo   | A salvo   | A salvo   | A salvo   | A salvo   | A salvo   | A salvo   | A salvo   | A salvo   | A salvo   | A salvo   | A salvo   | A salvo   | A salvo   | A salvo   | A salvo   | A salvo   | A salvo   | A salvo   | A salvo   | A salvo   | A salvo   | A salvo   | A salvo   | A salvo   | A salvo   | A salvo   | A salvo   | A salvo   | A salvo   | A salvo   | A salvo   | A salvo   | A salvo   | A salvo   | A salvo   | A salvo   | A salvo   | A salvo   | A salvo   | A salvo   | A salvo   | A salvo   | A salvo   | A salvo   | A salvo   | A salvo   | A salvo   | A salvo   | A salvo   | A salvo   | A salvo   | A salvo   | A salvo   |
| Top 9    | Top 9    | Top 9    | Top 9    | Top 9    | Top 9    | Top 9    | Top 9    | Top 9    | Top 9    | Top 9    | Top 9    | Top 9    | Top 9    | Top 9    | Top 9    | Top 9    | Top 9    | Top 9    | Top 9    | Top 9    | Top 9    | Top 9    | Top 9    | Top 9    | Top 9    | Top 9    | Top 9    | Top 9    | Top 9    | Top 9    | Top 9    | Top 9    | Top 9    | Top 9    | Top 9    | Top 9    | Top 9    | Top 9    | Top 9    | Top 9    | Top 9    | Top 9    | Top 9    | Top 9    | Top 9    | Top 9    | Top 9    | Top 9    | Top 9    | Top 9    | Top 9    | Top 9    | Top 9    | Top 9    | Top 9    | Top 9    | Top 9    | Top 9    | Top 9    | Top 9    | Top 9    | Top 9    | Top 9    | Top 9    | Top 9    | Top 9    | Top 9    | Top 9    | Top 9    | Top 9    | Top 9    | Top 9    | Top 9    | Top 9    | Top 9    | Top 9    | Top 9    | Top 9    | Top 9    | Top 9    | Top 9    | Top 9    | Top 9    | Top 9    | Top 9    | Top 9    | Top 9    | Top 9    | Top 9    | Top 9    | Top 9    | Top 9    | Top 9    | Top 9    | Top 9    | Top 9    | Top 9    | Top 9    | Top 9    | Dolly Parton                                                                     | Dolly Parton                                                                     | Dolly Parton                                                                     | Dolly Parton                                                                     | Dolly Parton                                                                     | Dolly Parton                                                                     | Dolly Parton                                                                     | Dolly Parton                                                                     | Dolly Parton                                                                     | Dolly Parton                                                                     | Dolly Parton                                                                     | Dolly Parton                                                                     | Dolly Parton                                                                     | Dolly Parton                                                                     | Dolly Parton                                                                     | Dolly Parton                                                                     | Dolly Parton                                                                     | Dolly Parton                                                                     | Dolly Parton                                                                     | Dolly Parton                                                                     | Dolly Parton                                                                     | Dolly Parton                                                                     | Dolly Parton                                                                     | Dolly Parton                                                                     | Dolly Parton                                                                     | Dolly Parton                                                                     | Dolly Parton                                                                     | Dolly Parton                                                                     | Dolly Parton                                                                     | Dolly Parton                                                                     | Dolly Parton                                                                     | Dolly Parton                                                                     | Dolly Parton                                                                     | Dolly Parton                                                                     | Dolly Parton                                                                     | Dolly Parton                                                                     | Dolly Parton                                                                     | Dolly Parton                                                                     | Dolly Parton                                                                     | Dolly Parton                                                                     | Dolly Parton                                                                     | Dolly Parton                                                                     | Dolly Parton                                                                     | Dolly Parton                                                                     | Dolly Parton                                                                     | Dolly Parton                                                                     | Dolly Parton                                                                     | Dolly Parton                                                                     | Dolly Parton                                                                     | Dolly Parton                                                                     | Dolly Parton                                                                     | Dolly Parton                                                                     | Dolly Parton                                                                     | Dolly Parton                                                                     | Dolly Parton                                                                     | Dolly Parton                                                                     | Dolly Parton                                                                     | Dolly Parton                                                                     | Dolly Parton                                                                     | Dolly Parton                                                                     | Dolly Parton                                                                     | Dolly Parton                                                                     | Dolly Parton                                                                     | Dolly Parton                                                                     | Dolly Parton                                                                     | Dolly Parton                                                                     | Dolly Parton                                                                     | Dolly Parton                                                                     | Dolly Parton                                                                     | Dolly Parton                                                                     | Dolly Parton                                                                     | Dolly Parton                                                                     | Dolly Parton                                                                     | Dolly Parton                                                                     | Dolly Parton                                                                     | Dolly Parton                                                                     | Dolly Parton                                                                     | Dolly Parton                                                                     | Dolly Parton                                                                     | Dolly Parton                                                                     | Dolly Parton                                                                     | Dolly Parton                                                                     | Dolly Parton                                                                     | Dolly Parton                                                                     | Dolly Parton                                                                     | Dolly Parton                                                                     | Dolly Parton                                                                     | Dolly Parton                                                                     | Dolly Parton                                                                     | Dolly Parton                                                                     | Dolly Parton                                                                     | Dolly Parton                                                                     | Dolly Parton                                                                     | Dolly Parton                                                                     | Dolly Parton                                                                     | Dolly Parton                                                                     | Dolly Parton                                                                     | Dolly Parton                                                                     | Dolly Parton                                                                     | Dolly Parton                                                                     | "Little Sparrow"                                                                      | "Little Sparrow"                                                                      | "Little Sparrow"                                                                      | "Little Sparrow"                                                                      | "Little Sparrow"                                                                      | "Little Sparrow"                                                                      | "Little Sparrow"                                                                      | "Little Sparrow"                                                                      | "Little Sparrow"                                                                      | "Little Sparrow"                                                                      | "Little Sparrow"                                                                      | "Little Sparrow"                                                                      | "Little Sparrow"                                                                      | "Little Sparrow"                                                                      | "Little Sparrow"                                                                      | "Little Sparrow"                                                                      | "Little Sparrow"                                                                      | "Little Sparrow"                                                                      | "Little Sparrow"                                                                      | "Little Sparrow"                                                                      | "Little Sparrow"                                                                      | "Little Sparrow"                                                                      | "Little Sparrow"                                                                      | "Little Sparrow"                                                                      | "Little Sparrow"                                                                      | "Little Sparrow"                                                                      | "Little Sparrow"                                                                      | "Little Sparrow"                                                                      | "Little Sparrow"                                                                      | "Little Sparrow"                                                                      | "Little Sparrow"                                                                      | "Little Sparrow"                                                                      | "Little Sparrow"                                                                      | "Little Sparrow"                                                                      | "Little Sparrow"                                                                      | "Little Sparrow"                                                                      | "Little Sparrow"                                                                      | "Little Sparrow"                                                                      | "Little Sparrow"                                                                      | "Little Sparrow"                                                                      | "Little Sparrow"                                                                      | "Little Sparrow"                                                                      | "Little Sparrow"                                                                      | "Little Sparrow"                                                                      | "Little Sparrow"                                                                      | "Little Sparrow"                                                                      | "Little Sparrow"                                                                      | "Little Sparrow"                                                                      | "Little Sparrow"                                                                      | "Little Sparrow"                                                                      | "Little Sparrow"                                                                      | "Little Sparrow"                                                                      | "Little Sparrow"                                                                      | "Little Sparrow"                                                                      | "Little Sparrow"                                                                      | "Little Sparrow"                                                                      | "Little Sparrow"                                                                      | "Little Sparrow"                                                                      | "Little Sparrow"                                                                      | "Little Sparrow"                                                                      | "Little Sparrow"                                                                      | "Little Sparrow"                                                                      | "Little Sparrow"                                                                      | "Little Sparrow"                                                                      | "Little Sparrow"                                                                      | "Little Sparrow"                                                                      | "Little Sparrow"                                                                      | "Little Sparrow"                                                                      | "Little Sparrow"                                                                      | "Little Sparrow"                                                                      | "Little Sparrow"                                                                      | "Little Sparrow"                                                                      | "Little Sparrow"                                                                      | "Little Sparrow"                                                                      | "Little Sparrow"                                                                      | "Little Sparrow"                                                                      | "Little Sparrow"                                                                      | "Little Sparrow"                                                                      | "Little Sparrow"                                                                      | "Little Sparrow"                                                                      | "Little Sparrow"                                                                      | "Little Sparrow"                                                                      | "Little Sparrow"                                                                      | "Little Sparrow"                                                                      | "Little Sparrow"                                                                      | "Little Sparrow"                                                                      | "Little Sparrow"                                                                      | "Little Sparrow"                                                                      | "Little Sparrow"                                                                      | "Little Sparrow"                                                                      | "Little Sparrow"                                                                      | "Little Sparrow"                                                                      | "Little Sparrow"                                                                      | "Little Sparrow"                                                                      | "Little Sparrow"                                                                      | "Little Sparrow"                                                                      | "Little Sparrow"                                                                      | "Little Sparrow"                                                                      | "Little Sparrow"                                                                      | "Little Sparrow"                                                                      | Dolly Parton                                    | Dolly Parton                                    | Dolly Parton                                    | Dolly Parton                                    | Dolly Parton                                    | Dolly Parton                                    | Dolly Parton                                    | Dolly Parton                                    | Dolly Parton                                    | Dolly Parton                                    | Dolly Parton                                    | Dolly Parton                                    | Dolly Parton                                    | Dolly Parton                                    | Dolly Parton                                    | Dolly Parton                                    | Dolly Parton                                    | Dolly Parton                                    | Dolly Parton                                    | Dolly Parton                                    | Dolly Parton                                    | Dolly Parton                                    | Dolly Parton                                    | Dolly Parton                                    | Dolly Parton                                    | Dolly Parton                                    | Dolly Parton                                    | Dolly Parton                                    | Dolly Parton                                    | Dolly Parton                                    | Dolly Parton                                    | Dolly Parton                                    | Dolly Parton                                    | Dolly Parton                                    | Dolly Parton                                    | Dolly Parton                                    | Dolly Parton                                    | Dolly Parton                                    | Dolly Parton                                    | Dolly Parton                                    | Dolly Parton                                    | Dolly Parton                                    | Dolly Parton                                    | Dolly Parton                                    | Dolly Parton                                    | Dolly Parton                                    | Dolly Parton                                    | Dolly Parton                                    | Dolly Parton                                    | Dolly Parton                                    | Dolly Parton                                    | Dolly Parton                                    | Dolly Parton                                    | Dolly Parton                                    | Dolly Parton                                    | Dolly Parton                                    | Dolly Parton                                    | Dolly Parton                                    | Dolly Parton                                    | Dolly Parton                                    | Dolly Parton                                    | Dolly Parton                                    | Dolly Parton                                    | Dolly Parton                                    | Dolly Parton                                    | Dolly Parton                                    | Dolly Parton                                    | Dolly Parton                                    | Dolly Parton                                    | Dolly Parton                                    | Dolly Parton                                    | Dolly Parton                                    | Dolly Parton                                    | Dolly Parton                                    | Dolly Parton                                    | Dolly Parton                                    | Dolly Parton                                    | Dolly Parton                                    | Dolly Parton                                    | Dolly Parton                                    | Dolly Parton                                    | Dolly Parton                                    | Dolly Parton                                    | Dolly Parton                                    | Dolly Parton                                    | Dolly Parton                                    | Dolly Parton                                    | Dolly Parton                                    | Dolly Parton                                    | Dolly Parton                                    | Dolly Parton                                    | Dolly Parton                                    | Dolly Parton                                    | Dolly Parton                                    | Dolly Parton                                    | Dolly Parton                                    | Dolly Parton                                    | Dolly Parton                                    | Dolly Parton                                    | Dolly Parton                                    | A salvo   | A salvo   | A salvo   | A salvo   | A salvo   | A salvo   | A salvo   | A salvo   | A salvo   | A salvo   | A salvo   | A salvo   | A salvo   | A salvo   | A salvo   | A salvo   | A salvo   | A salvo   | A salvo   | A salvo   | A salvo   | A salvo   | A salvo   | A salvo   | A salvo   | A salvo   | A salvo   | A salvo   | A salvo   | A salvo   | A salvo   | A salvo   | A salvo   | A salvo   | A salvo   | A salvo   | A salvo   | A salvo   | A salvo   | A salvo   | A salvo   | A salvo   | A salvo   | A salvo   | A salvo   | A salvo   | A salvo   | A salvo   | A salvo   | A salvo   | A salvo   | A salvo   | A salvo   | A salvo   | A salvo   | A salvo   | A salvo   | A salvo   | A salvo   | A salvo   | A salvo   | A salvo   | A salvo   | A salvo   | A salvo   | A salvo   | A salvo   | A salvo   | A salvo   | A salvo   | A salvo   | A salvo   | A salvo   | A salvo   | A salvo   | A salvo   | A salvo   | A salvo   | A salvo   | A salvo   | A salvo   | A salvo   | A salvo   | A salvo   | A salvo   | A salvo   | A salvo   | A salvo   | A salvo   | A salvo   | A salvo   | A salvo   | A salvo   | A salvo   | A salvo   | A salvo   | A salvo   | A salvo   | A salvo   | A salvo   |
| Top 8    | Top 8    | Top 8    | Top 8    | Top 8    | Top 8    | Top 8    | Top 8    | Top 8    | Top 8    | Top 8    | Top 8    | Top 8    | Top 8    | Top 8    | Top 8    | Top 8    | Top 8    | Top 8    | Top 8    | Top 8    | Top 8    | Top 8    | Top 8    | Top 8    | Top 8    | Top 8    | Top 8    | Top 8    | Top 8    | Top 8    | Top 8    | Top 8    | Top 8    | Top 8    | Top 8    | Top 8    | Top 8    | Top 8    | Top 8    | Top 8    | Top 8    | Top 8    | Top 8    | Top 8    | Top 8    | Top 8    | Top 8    | Top 8    | Top 8    | Top 8    | Top 8    | Top 8    | Top 8    | Top 8    | Top 8    | Top 8    | Top 8    | Top 8    | Top 8    | Top 8    | Top 8    | Top 8    | Top 8    | Top 8    | Top 8    | Top 8    | Top 8    | Top 8    | Top 8    | Top 8    | Top 8    | Top 8    | Top 8    | Top 8    | Top 8    | Top 8    | Top 8    | Top 8    | Top 8    | Top 8    | Top 8    | Top 8    | Top 8    | Top 8    | Top 8    | Top 8    | Top 8    | Top 8    | Top 8    | Top 8    | Top 8    | Top 8    | Top 8    | Top 8    | Top 8    | Top 8    | Top 8    | Top 8    | Top 8    | Música Inspiracional                                                             | Música Inspiracional                                                             | Música Inspiracional                                                             | Música Inspiracional                                                             | Música Inspiracional                                                             | Música Inspiracional                                                             | Música Inspiracional                                                             | Música Inspiracional                                                             | Música Inspiracional                                                             | Música Inspiracional                                                             | Música Inspiracional                                                             | Música Inspiracional                                                             | Música Inspiracional                                                             | Música Inspiracional                                                             | Música Inspiracional                                                             | Música Inspiracional                                                             | Música Inspiracional                                                             | Música Inspiracional                                                             | Música Inspiracional                                                             | Música Inspiracional                                                             | Música Inspiracional                                                             | Música Inspiracional                                                             | Música Inspiracional                                                             | Música Inspiracional                                                             | Música Inspiracional                                                             | Música Inspiracional                                                             | Música Inspiracional                                                             | Música Inspiracional                                                             | Música Inspiracional                                                             | Música Inspiracional                                                             | Música Inspiracional                                                             | Música Inspiracional                                                             | Música Inspiracional                                                             | Música Inspiracional                                                             | Música Inspiracional                                                             | Música Inspiracional                                                             | Música Inspiracional                                                             | Música Inspiracional                                                             | Música Inspiracional                                                             | Música Inspiracional                                                             | Música Inspiracional                                                             | Música Inspiracional                                                             | Música Inspiracional                                                             | Música Inspiracional                                                             | Música Inspiracional                                                             | Música Inspiracional                                                             | Música Inspiracional                                                             | Música Inspiracional                                                             | Música Inspiracional                                                             | Música Inspiracional                                                             | Música Inspiracional                                                             | Música Inspiracional                                                             | Música Inspiracional                                                             | Música Inspiracional                                                             | Música Inspiracional                                                             | Música Inspiracional                                                             | Música Inspiracional                                                             | Música Inspiracional                                                             | Música Inspiracional                                                             | Música Inspiracional                                                             | Música Inspiracional                                                             | Música Inspiracional                                                             | Música Inspiracional                                                             | Música Inspiracional                                                             | Música Inspiracional                                                             | Música Inspiracional                                                             | Música Inspiracional                                                             | Música Inspiracional                                                             | Música Inspiracional                                                             | Música Inspiracional                                                             | Música Inspiracional                                                             | Música Inspiracional                                                             | Música Inspiracional                                                             | Música Inspiracional                                                             | Música Inspiracional                                                             | Música Inspiracional                                                             | Música Inspiracional                                                             | Música Inspiracional                                                             | Música Inspiracional                                                             | Música Inspiracional                                                             | Música Inspiracional                                                             | Música Inspiracional                                                             | Música Inspiracional                                                             | Música Inspiracional                                                             | Música Inspiracional                                                             | Música Inspiracional                                                             | Música Inspiracional                                                             | Música Inspiracional                                                             | Música Inspiracional                                                             | Música Inspiracional                                                             | Música Inspiracional                                                             | Música Inspiracional                                                             | Música Inspiracional                                                             | Música Inspiracional                                                             | Música Inspiracional                                                             | Música Inspiracional                                                             | Música Inspiracional                                                             | Música Inspiracional                                                             | Música Inspiracional                                                             | Música Inspiracional                                                             | "Innocent"                                                                            | "Innocent"                                                                            | "Innocent"                                                                            | "Innocent"                                                                            | "Innocent"                                                                            | "Innocent"                                                                            | "Innocent"                                                                            | "Innocent"                                                                            | "Innocent"                                                                            | "Innocent"                                                                            | "Innocent"                                                                            | "Innocent"                                                                            | "Innocent"                                                                            | "Innocent"                                                                            | "Innocent"                                                                            | "Innocent"                                                                            | "Innocent"                                                                            | "Innocent"                                                                            | "Innocent"                                                                            | "Innocent"                                                                            | "Innocent"                                                                            | "Innocent"                                                                            | "Innocent"                                                                            | "Innocent"                                                                            | "Innocent"                                                                            | "Innocent"                                                                            | "Innocent"                                                                            | "Innocent"                                                                            | "Innocent"                                                                            | "Innocent"                                                                            | "Innocent"                                                                            | "Innocent"                                                                            | "Innocent"                                                                            | "Innocent"                                                                            | "Innocent"                                                                            | "Innocent"                                                                            | "Innocent"                                                                            | "Innocent"                                                                            | "Innocent"                                                                            | "Innocent"                                                                            | "Innocent"                                                                            | "Innocent"                                                                            | "Innocent"                                                                            | "Innocent"                                                                            | "Innocent"                                                                            | "Innocent"                                                                            | "Innocent"                                                                            | "Innocent"                                                                            | "Innocent"                                                                            | "Innocent"                                                                            | "Innocent"                                                                            | "Innocent"                                                                            | "Innocent"                                                                            | "Innocent"                                                                            | "Innocent"                                                                            | "Innocent"                                                                            | "Innocent"                                                                            | "Innocent"                                                                            | "Innocent"                                                                            | "Innocent"                                                                            | "Innocent"                                                                            | "Innocent"                                                                            | "Innocent"                                                                            | "Innocent"                                                                            | "Innocent"                                                                            | "Innocent"                                                                            | "Innocent"                                                                            | "Innocent"                                                                            | "Innocent"                                                                            | "Innocent"                                                                            | "Innocent"                                                                            | "Innocent"                                                                            | "Innocent"                                                                            | "Innocent"                                                                            | "Innocent"                                                                            | "Innocent"                                                                            | "Innocent"                                                                            | "Innocent"                                                                            | "Innocent"                                                                            | "Innocent"                                                                            | "Innocent"                                                                            | "Innocent"                                                                            | "Innocent"                                                                            | "Innocent"                                                                            | "Innocent"                                                                            | "Innocent"                                                                            | "Innocent"                                                                            | "Innocent"                                                                            | "Innocent"                                                                            | "Innocent"                                                                            | "Innocent"                                                                            | "Innocent"                                                                            | "Innocent"                                                                            | "Innocent"                                                                            | "Innocent"                                                                            | "Innocent"                                                                            | "Innocent"                                                                            | "Innocent"                                                                            | "Innocent"                                                                            | "Innocent"                                                                            | Our Lady Peace                                  | Our Lady Peace                                  | Our Lady Peace                                  | Our Lady Peace                                  | Our Lady Peace                                  | Our Lady Peace                                  | Our Lady Peace                                  | Our Lady Peace                                  | Our Lady Peace                                  | Our Lady Peace                                  | Our Lady Peace                                  | Our Lady Peace                                  | Our Lady Peace                                  | Our Lady Peace                                  | Our Lady Peace                                  | Our Lady Peace                                  | Our Lady Peace                                  | Our Lady Peace                                  | Our Lady Peace                                  | Our Lady Peace                                  | Our Lady Peace                                  | Our Lady Peace                                  | Our Lady Peace                                  | Our Lady Peace                                  | Our Lady Peace                                  | Our Lady Peace                                  | Our Lady Peace                                  | Our Lady Peace                                  | Our Lady Peace                                  | Our Lady Peace                                  | Our Lady Peace                                  | Our Lady Peace                                  | Our Lady Peace                                  | Our Lady Peace                                  | Our Lady Peace                                  | Our Lady Peace                                  | Our Lady Peace                                  | Our Lady Peace                                  | Our Lady Peace                                  | Our Lady Peace                                  | Our Lady Peace                                  | Our Lady Peace                                  | Our Lady Peace                                  | Our Lady Peace                                  | Our Lady Peace                                  | Our Lady Peace                                  | Our Lady Peace                                  | Our Lady Peace                                  | Our Lady Peace                                  | Our Lady Peace                                  | Our Lady Peace                                  | Our Lady Peace                                  | Our Lady Peace                                  | Our Lady Peace                                  | Our Lady Peace                                  | Our Lady Peace                                  | Our Lady Peace                                  | Our Lady Peace                                  | Our Lady Peace                                  | Our Lady Peace                                  | Our Lady Peace                                  | Our Lady Peace                                  | Our Lady Peace                                  | Our Lady Peace                                  | Our Lady Peace                                  | Our Lady Peace                                  | Our Lady Peace                                  | Our Lady Peace                                  | Our Lady Peace                                  | Our Lady Peace                                  | Our Lady Peace                                  | Our Lady Peace                                  | Our Lady Peace                                  | Our Lady Peace                                  | Our Lady Peace                                  | Our Lady Peace                                  | Our Lady Peace                                  | Our Lady Peace                                  | Our Lady Peace                                  | Our Lady Peace                                  | Our Lady Peace                                  | Our Lady Peace                                  | Our Lady Peace                                  | Our Lady Peace                                  | Our Lady Peace                                  | Our Lady Peace                                  | Our Lady Peace                                  | Our Lady Peace                                  | Our Lady Peace                                  | Our Lady Peace                                  | Our Lady Peace                                  | Our Lady Peace                                  | Our Lady Peace                                  | Our Lady Peace                                  | Our Lady Peace                                  | Our Lady Peace                                  | Our Lady Peace                                  | Our Lady Peace                                  | Our Lady Peace                                  | Our Lady Peace                                  | A salvo   | A salvo   | A salvo   | A salvo   | A salvo   | A salvo   | A salvo   | A salvo   | A salvo   | A salvo   | A salvo   | A salvo   | A salvo   | A salvo   | A salvo   | A salvo   | A salvo   | A salvo   | A salvo   | A salvo   | A salvo   | A salvo   | A salvo   | A salvo   | A salvo   | A salvo   | A salvo   | A salvo   | A salvo   | A salvo   | A salvo   | A salvo   | A salvo   | A salvo   | A salvo   | A salvo   | A salvo   | A salvo   | A salvo   | A salvo   | A salvo   | A salvo   | A salvo   | A salvo   | A salvo   | A salvo   | A salvo   | A salvo   | A salvo   | A salvo   | A salvo   | A salvo   | A salvo   | A salvo   | A salvo   | A salvo   | A salvo   | A salvo   | A salvo   | A salvo   | A salvo   | A salvo   | A salvo   | A salvo   | A salvo   | A salvo   | A salvo   | A salvo   | A salvo   | A salvo   | A salvo   | A salvo   | A salvo   | A salvo   | A salvo   | A salvo   | A salvo   | A salvo   | A salvo   | A salvo   | A salvo   | A salvo   | A salvo   | A salvo   | A salvo   | A salvo   | A salvo   | A salvo   | A salvo   | A salvo   | A salvo   | A salvo   | A salvo   | A salvo   | A salvo   | A salvo   | A salvo   | A salvo   | A salvo   | A salvo   |
| Top 7    | Top 7    | Top 7    | Top 7    | Top 7    | Top 7    | Top 7    | Top 7    | Top 7    | Top 7    | Top 7    | Top 7    | Top 7    | Top 7    | Top 7    | Top 7    | Top 7    | Top 7    | Top 7    | Top 7    | Top 7    | Top 7    | Top 7    | Top 7    | Top 7    | Top 7    | Top 7    | Top 7    | Top 7    | Top 7    | Top 7    | Top 7    | Top 7    | Top 7    | Top 7    | Top 7    | Top 7    | Top 7    | Top 7    | Top 7    | Top 7    | Top 7    | Top 7    | Top 7    | Top 7    | Top 7    | Top 7    | Top 7    | Top 7    | Top 7    | Top 7    | Top 7    | Top 7    | Top 7    | Top 7    | Top 7    | Top 7    | Top 7    | Top 7    | Top 7    | Top 7    | Top 7    | Top 7    | Top 7    | Top 7    | Top 7    | Top 7    | Top 7    | Top 7    | Top 7    | Top 7    | Top 7    | Top 7    | Top 7    | Top 7    | Top 7    | Top 7    | Top 7    | Top 7    | Top 7    | Top 7    | Top 7    | Top 7    | Top 7    | Top 7    | Top 7    | Top 7    | Top 7    | Top 7    | Top 7    | Top 7    | Top 7    | Top 7    | Top 7    | Top 7    | Top 7    | Top 7    | Top 7    | Top 7    | Top 7    | Mariah Carey                                                                     | Mariah Carey                                                                     | Mariah Carey                                                                     | Mariah Carey                                                                     | Mariah Carey                                                                     | Mariah Carey                                                                     | Mariah Carey                                                                     | Mariah Carey                                                                     | Mariah Carey                                                                     | Mariah Carey                                                                     | Mariah Carey                                                                     | Mariah Carey                                                                     | Mariah Carey                                                                     | Mariah Carey                                                                     | Mariah Carey                                                                     | Mariah Carey                                                                     | Mariah Carey                                                                     | Mariah Carey                                                                     | Mariah Carey                                                                     | Mariah Carey                                                                     | Mariah Carey                                                                     | Mariah Carey                                                                     | Mariah Carey                                                                     | Mariah Carey                                                                     | Mariah Carey                                                                     | Mariah Carey                                                                     | Mariah Carey                                                                     | Mariah Carey                                                                     | Mariah Carey                                                                     | Mariah Carey                                                                     | Mariah Carey                                                                     | Mariah Carey                                                                     | Mariah Carey                                                                     | Mariah Carey                                                                     | Mariah Carey                                                                     | Mariah Carey                                                                     | Mariah Carey                                                                     | Mariah Carey                                                                     | Mariah Carey                                                                     | Mariah Carey                                                                     | Mariah Carey                                                                     | Mariah Carey                                                                     | Mariah Carey                                                                     | Mariah Carey                                                                     | Mariah Carey                                                                     | Mariah Carey                                                                     | Mariah Carey                                                                     | Mariah Carey                                                                     | Mariah Carey                                                                     | Mariah Carey                                                                     | Mariah Carey                                                                     | Mariah Carey                                                                     | Mariah Carey                                                                     | Mariah Carey                                                                     | Mariah Carey                                                                     | Mariah Carey                                                                     | Mariah Carey                                                                     | Mariah Carey                                                                     | Mariah Carey                                                                     | Mariah Carey                                                                     | Mariah Carey                                                                     | Mariah Carey                                                                     | Mariah Carey                                                                     | Mariah Carey                                                                     | Mariah Carey                                                                     | Mariah Carey                                                                     | Mariah Carey                                                                     | Mariah Carey                                                                     | Mariah Carey                                                                     | Mariah Carey                                                                     | Mariah Carey                                                                     | Mariah Carey                                                                     | Mariah Carey                                                                     | Mariah Carey                                                                     | Mariah Carey                                                                     | Mariah Carey                                                                     | Mariah Carey                                                                     | Mariah Carey                                                                     | Mariah Carey                                                                     | Mariah Carey                                                                     | Mariah Carey                                                                     | Mariah Carey                                                                     | Mariah Carey                                                                     | Mariah Carey                                                                     | Mariah Carey                                                                     | Mariah Carey                                                                     | Mariah Carey                                                                     | Mariah Carey                                                                     | Mariah Carey                                                                     | Mariah Carey                                                                     | Mariah Carey                                                                     | Mariah Carey                                                                     | Mariah Carey                                                                     | Mariah Carey                                                                     | Mariah Carey                                                                     | Mariah Carey                                                                     | Mariah Carey                                                                     | Mariah Carey                                                                     | Mariah Carey                                                                     | Mariah Carey                                                                     | "Always Be My Baby"                                                                   | "Always Be My Baby"                                                                   | "Always Be My Baby"                                                                   | "Always Be My Baby"                                                                   | "Always Be My Baby"                                                                   | "Always Be My Baby"                                                                   | "Always Be My Baby"                                                                   | "Always Be My Baby"                                                                   | "Always Be My Baby"                                                                   | "Always Be My Baby"                                                                   | "Always Be My Baby"                                                                   | "Always Be My Baby"                                                                   | "Always Be My Baby"                                                                   | "Always Be My Baby"                                                                   | "Always Be My Baby"                                                                   | "Always Be My Baby"                                                                   | "Always Be My Baby"                                                                   | "Always Be My Baby"                                                                   | "Always Be My Baby"                                                                   | "Always Be My Baby"                                                                   | "Always Be My Baby"                                                                   | "Always Be My Baby"                                                                   | "Always Be My Baby"                                                                   | "Always Be My Baby"                                                                   | "Always Be My Baby"                                                                   | "Always Be My Baby"                                                                   | "Always Be My Baby"                                                                   | "Always Be My Baby"                                                                   | "Always Be My Baby"                                                                   | "Always Be My Baby"                                                                   | "Always Be My Baby"                                                                   | "Always Be My Baby"                                                                   | "Always Be My Baby"                                                                   | "Always Be My Baby"                                                                   | "Always Be My Baby"                                                                   | "Always Be My Baby"                                                                   | "Always Be My Baby"                                                                   | "Always Be My Baby"                                                                   | "Always Be My Baby"                                                                   | "Always Be My Baby"                                                                   | "Always Be My Baby"                                                                   | "Always Be My Baby"                                                                   | "Always Be My Baby"                                                                   | "Always Be My Baby"                                                                   | "Always Be My Baby"                                                                   | "Always Be My Baby"                                                                   | "Always Be My Baby"                                                                   | "Always Be My Baby"                                                                   | "Always Be My Baby"                                                                   | "Always Be My Baby"                                                                   | "Always Be My Baby"                                                                   | "Always Be My Baby"                                                                   | "Always Be My Baby"                                                                   | "Always Be My Baby"                                                                   | "Always Be My Baby"                                                                   | "Always Be My Baby"                                                                   | "Always Be My Baby"                                                                   | "Always Be My Baby"                                                                   | "Always Be My Baby"                                                                   | "Always Be My Baby"                                                                   | "Always Be My Baby"                                                                   | "Always Be My Baby"                                                                   | "Always Be My Baby"                                                                   | "Always Be My Baby"                                                                   | "Always Be My Baby"                                                                   | "Always Be My Baby"                                                                   | "Always Be My Baby"                                                                   | "Always Be My Baby"                                                                   | "Always Be My Baby"                                                                   | "Always Be My Baby"                                                                   | "Always Be My Baby"                                                                   | "Always Be My Baby"                                                                   | "Always Be My Baby"                                                                   | "Always Be My Baby"                                                                   | "Always Be My Baby"                                                                   | "Always Be My Baby"                                                                   | "Always Be My Baby"                                                                   | "Always Be My Baby"                                                                   | "Always Be My Baby"                                                                   | "Always Be My Baby"                                                                   | "Always Be My Baby"                                                                   | "Always Be My Baby"                                                                   | "Always Be My Baby"                                                                   | "Always Be My Baby"                                                                   | "Always Be My Baby"                                                                   | "Always Be My Baby"                                                                   | "Always Be My Baby"                                                                   | "Always Be My Baby"                                                                   | "Always Be My Baby"                                                                   | "Always Be My Baby"                                                                   | "Always Be My Baby"                                                                   | "Always Be My Baby"                                                                   | "Always Be My Baby"                                                                   | "Always Be My Baby"                                                                   | "Always Be My Baby"                                                                   | "Always Be My Baby"                                                                   | "Always Be My Baby"                                                                   | "Always Be My Baby"                                                                   | "Always Be My Baby"                                                                   | "Always Be My Baby"                                                                   | Mariah Carey                                    | Mariah Carey                                    | Mariah Carey                                    | Mariah Carey                                    | Mariah Carey                                    | Mariah Carey                                    | Mariah Carey                                    | Mariah Carey                                    | Mariah Carey                                    | Mariah Carey                                    | Mariah Carey                                    | Mariah Carey                                    | Mariah Carey                                    | Mariah Carey                                    | Mariah Carey                                    | Mariah Carey                                    | Mariah Carey                                    | Mariah Carey                                    | Mariah Carey                                    | Mariah Carey                                    | Mariah Carey                                    | Mariah Carey                                    | Mariah Carey                                    | Mariah Carey                                    | Mariah Carey                                    | Mariah Carey                                    | Mariah Carey                                    | Mariah Carey                                    | Mariah Carey                                    | Mariah Carey                                    | Mariah Carey                                    | Mariah Carey                                    | Mariah Carey                                    | Mariah Carey                                    | Mariah Carey                                    | Mariah Carey                                    | Mariah Carey                                    | Mariah Carey                                    | Mariah Carey                                    | Mariah Carey                                    | Mariah Carey                                    | Mariah Carey                                    | Mariah Carey                                    | Mariah Carey                                    | Mariah Carey                                    | Mariah Carey                                    | Mariah Carey                                    | Mariah Carey                                    | Mariah Carey                                    | Mariah Carey                                    | Mariah Carey                                    | Mariah Carey                                    | Mariah Carey                                    | Mariah Carey                                    | Mariah Carey                                    | Mariah Carey                                    | Mariah Carey                                    | Mariah Carey                                    | Mariah Carey                                    | Mariah Carey                                    | Mariah Carey                                    | Mariah Carey                                    | Mariah Carey                                    | Mariah Carey                                    | Mariah Carey                                    | Mariah Carey                                    | Mariah Carey                                    | Mariah Carey                                    | Mariah Carey                                    | Mariah Carey                                    | Mariah Carey                                    | Mariah Carey                                    | Mariah Carey                                    | Mariah Carey                                    | Mariah Carey                                    | Mariah Carey                                    | Mariah Carey                                    | Mariah Carey                                    | Mariah Carey                                    | Mariah Carey                                    | Mariah Carey                                    | Mariah Carey                                    | Mariah Carey                                    | Mariah Carey                                    | Mariah Carey                                    | Mariah Carey                                    | Mariah Carey                                    | Mariah Carey                                    | Mariah Carey                                    | Mariah Carey                                    | Mariah Carey                                    | Mariah Carey                                    | Mariah Carey                                    | Mariah Carey                                    | Mariah Carey                                    | Mariah Carey                                    | Mariah Carey                                    | Mariah Carey                                    | Mariah Carey                                    | Mariah Carey                                    | A salvo   | A salvo   | A salvo   | A salvo   | A salvo   | A salvo   | A salvo   | A salvo   | A salvo   | A salvo   | A salvo   | A salvo   | A salvo   | A salvo   | A salvo   | A salvo   | A salvo   | A salvo   | A salvo   | A salvo   | A salvo   | A salvo   | A salvo   | A salvo   | A salvo   | A salvo   | A salvo   | A salvo   | A salvo   | A salvo   | A salvo   | A salvo   | A salvo   | A salvo   | A salvo   | A salvo   | A salvo   | A salvo   | A salvo   | A salvo   | A salvo   | A salvo   | A salvo   | A salvo   | A salvo   | A salvo   | A salvo   | A salvo   | A salvo   | A salvo   | A salvo   | A salvo   | A salvo   | A salvo   | A salvo   | A salvo   | A salvo   | A salvo   | A salvo   | A salvo   | A salvo   | A salvo   | A salvo   | A salvo   | A salvo   | A salvo   | A salvo   | A salvo   | A salvo   | A salvo   | A salvo   | A salvo   | A salvo   | A salvo   | A salvo   | A salvo   | A salvo   | A salvo   | A salvo   | A salvo   | A salvo   | A salvo   | A salvo   | A salvo   | A salvo   | A salvo   | A salvo   | A salvo   | A salvo   | A salvo   | A salvo   | A salvo   | A salvo   | A salvo   | A salvo   | A salvo   | A salvo   | A salvo   | A salvo   | A salvo   |
| Top 6    | Top 6    | Top 6    | Top 6    | Top 6    | Top 6    | Top 6    | Top 6    | Top 6    | Top 6    | Top 6    | Top 6    | Top 6    | Top 6    | Top 6    | Top 6    | Top 6    | Top 6    | Top 6    | Top 6    | Top 6    | Top 6    | Top 6    | Top 6    | Top 6    | Top 6    | Top 6    | Top 6    | Top 6    | Top 6    | Top 6    | Top 6    | Top 6    | Top 6    | Top 6    | Top 6    | Top 6    | Top 6    | Top 6    | Top 6    | Top 6    | Top 6    | Top 6    | Top 6    | Top 6    | Top 6    | Top 6    | Top 6    | Top 6    | Top 6    | Top 6    | Top 6    | Top 6    | Top 6    | Top 6    | Top 6    | Top 6    | Top 6    | Top 6    | Top 6    | Top 6    | Top 6    | Top 6    | Top 6    | Top 6    | Top 6    | Top 6    | Top 6    | Top 6    | Top 6    | Top 6    | Top 6    | Top 6    | Top 6    | Top 6    | Top 6    | Top 6    | Top 6    | Top 6    | Top 6    | Top 6    | Top 6    | Top 6    | Top 6    | Top 6    | Top 6    | Top 6    | Top 6    | Top 6    | Top 6    | Top 6    | Top 6    | Top 6    | Top 6    | Top 6    | Top 6    | Top 6    | Top 6    | Top 6    | Top 6    | Andrew Lloyd Webber                                                              | Andrew Lloyd Webber                                                              | Andrew Lloyd Webber                                                              | Andrew Lloyd Webber                                                              | Andrew Lloyd Webber                                                              | Andrew Lloyd Webber                                                              | Andrew Lloyd Webber                                                              | Andrew Lloyd Webber                                                              | Andrew Lloyd Webber                                                              | Andrew Lloyd Webber                                                              | Andrew Lloyd Webber                                                              | Andrew Lloyd Webber                                                              | Andrew Lloyd Webber                                                              | Andrew Lloyd Webber                                                              | Andrew Lloyd Webber                                                              | Andrew Lloyd Webber                                                              | Andrew Lloyd Webber                                                              | Andrew Lloyd Webber                                                              | Andrew Lloyd Webber                                                              | Andrew Lloyd Webber                                                              | Andrew Lloyd Webber                                                              | Andrew Lloyd Webber                                                              | Andrew Lloyd Webber                                                              | Andrew Lloyd Webber                                                              | Andrew Lloyd Webber                                                              | Andrew Lloyd Webber                                                              | Andrew Lloyd Webber                                                              | Andrew Lloyd Webber                                                              | Andrew Lloyd Webber                                                              | Andrew Lloyd Webber                                                              | Andrew Lloyd Webber                                                              | Andrew Lloyd Webber                                                              | Andrew Lloyd Webber                                                              | Andrew Lloyd Webber                                                              | Andrew Lloyd Webber                                                              | Andrew Lloyd Webber                                                              | Andrew Lloyd Webber                                                              | Andrew Lloyd Webber                                                              | Andrew Lloyd Webber                                                              | Andrew Lloyd Webber                                                              | Andrew Lloyd Webber                                                              | Andrew Lloyd Webber                                                              | Andrew Lloyd Webber                                                              | Andrew Lloyd Webber                                                              | Andrew Lloyd Webber                                                              | Andrew Lloyd Webber                                                              | Andrew Lloyd Webber                                                              | Andrew Lloyd Webber                                                              | Andrew Lloyd Webber                                                              | Andrew Lloyd Webber                                                              | Andrew Lloyd Webber                                                              | Andrew Lloyd Webber                                                              | Andrew Lloyd Webber                                                              | Andrew Lloyd Webber                                                              | Andrew Lloyd Webber                                                              | Andrew Lloyd Webber                                                              | Andrew Lloyd Webber                                                              | Andrew Lloyd Webber                                                              | Andrew Lloyd Webber                                                              | Andrew Lloyd Webber                                                              | Andrew Lloyd Webber                                                              | Andrew Lloyd Webber                                                              | Andrew Lloyd Webber                                                              | Andrew Lloyd Webber                                                              | Andrew Lloyd Webber                                                              | Andrew Lloyd Webber                                                              | Andrew Lloyd Webber                                                              | Andrew Lloyd Webber                                                              | Andrew Lloyd Webber                                                              | Andrew Lloyd Webber                                                              | Andrew Lloyd Webber                                                              | Andrew Lloyd Webber                                                              | Andrew Lloyd Webber                                                              | Andrew Lloyd Webber                                                              | Andrew Lloyd Webber                                                              | Andrew Lloyd Webber                                                              | Andrew Lloyd Webber                                                              | Andrew Lloyd Webber                                                              | Andrew Lloyd Webber                                                              | Andrew Lloyd Webber                                                              | Andrew Lloyd Webber                                                              | Andrew Lloyd Webber                                                              | Andrew Lloyd Webber                                                              | Andrew Lloyd Webber                                                              | Andrew Lloyd Webber                                                              | Andrew Lloyd Webber                                                              | Andrew Lloyd Webber                                                              | Andrew Lloyd Webber                                                              | Andrew Lloyd Webber                                                              | Andrew Lloyd Webber                                                              | Andrew Lloyd Webber                                                              | Andrew Lloyd Webber                                                              | Andrew Lloyd Webber                                                              | Andrew Lloyd Webber                                                              | Andrew Lloyd Webber                                                              | Andrew Lloyd Webber                                                              | Andrew Lloyd Webber                                                              | Andrew Lloyd Webber                                                              | Andrew Lloyd Webber                                                              | Andrew Lloyd Webber                                                              | "The Music of The Night"                                                              | "The Music of The Night"                                                              | "The Music of The Night"                                                              | "The Music of The Night"                                                              | "The Music of The Night"                                                              | "The Music of The Night"                                                              | "The Music of The Night"                                                              | "The Music of The Night"                                                              | "The Music of The Night"                                                              | "The Music of The Night"                                                              | "The Music of The Night"                                                              | "The Music of The Night"                                                              | "The Music of The Night"                                                              | "The Music of The Night"                                                              | "The Music of The Night"                                                              | "The Music of The Night"                                                              | "The Music of The Night"                                                              | "The Music of The Night"                                                              | "The Music of The Night"                                                              | "The Music of The Night"                                                              | "The Music of The Night"                                                              | "The Music of The Night"                                                              | "The Music of The Night"                                                              | "The Music of The Night"                                                              | "The Music of The Night"                                                              | "The Music of The Night"                                                              | "The Music of The Night"                                                              | "The Music of The Night"                                                              | "The Music of The Night"                                                              | "The Music of The Night"                                                              | "The Music of The Night"                                                              | "The Music of The Night"                                                              | "The Music of The Night"                                                              | "The Music of The Night"                                                              | "The Music of The Night"                                                              | "The Music of The Night"                                                              | "The Music of The Night"                                                              | "The Music of The Night"                                                              | "The Music of The Night"                                                              | "The Music of The Night"                                                              | "The Music of The Night"                                                              | "The Music of The Night"                                                              | "The Music of The Night"                                                              | "The Music of The Night"                                                              | "The Music of The Night"                                                              | "The Music of The Night"                                                              | "The Music of The Night"                                                              | "The Music of The Night"                                                              | "The Music of The Night"                                                              | "The Music of The Night"                                                              | "The Music of The Night"                                                              | "The Music of The Night"                                                              | "The Music of The Night"                                                              | "The Music of The Night"                                                              | "The Music of The Night"                                                              | "The Music of The Night"                                                              | "The Music of The Night"                                                              | "The Music of The Night"                                                              | "The Music of The Night"                                                              | "The Music of The Night"                                                              | "The Music of The Night"                                                              | "The Music of The Night"                                                              | "The Music of The Night"                                                              | "The Music of The Night"                                                              | "The Music of The Night"                                                              | "The Music of The Night"                                                              | "The Music of The Night"                                                              | "The Music of The Night"                                                              | "The Music of The Night"                                                              | "The Music of The Night"                                                              | "The Music of The Night"                                                              | "The Music of The Night"                                                              | "The Music of The Night"                                                              | "The Music of The Night"                                                              | "The Music of The Night"                                                              | "The Music of The Night"                                                              | "The Music of The Night"                                                              | "The Music of The Night"                                                              | "The Music of The Night"                                                              | "The Music of The Night"                                                              | "The Music of The Night"                                                              | "The Music of The Night"                                                              | "The Music of The Night"                                                              | "The Music of The Night"                                                              | "The Music of The Night"                                                              | "The Music of The Night"                                                              | "The Music of The Night"                                                              | "The Music of The Night"                                                              | "The Music of The Night"                                                              | "The Music of The Night"                                                              | "The Music of The Night"                                                              | "The Music of The Night"                                                              | "The Music of The Night"                                                              | "The Music of The Night"                                                              | "The Music of The Night"                                                              | "The Music of The Night"                                                              | "The Music of The Night"                                                              | "The Music of The Night"                                                              | "The Music of The Night"                                                              | "The Music of The Night"                                                              | The Phantom of The Opera                        | The Phantom of The Opera                        | The Phantom of The Opera                        | The Phantom of The Opera                        | The Phantom of The Opera                        | The Phantom of The Opera                        | The Phantom of The Opera                        | The Phantom of The Opera                        | The Phantom of The Opera                        | The Phantom of The Opera                        | The Phantom of The Opera                        | The Phantom of The Opera                        | The Phantom of The Opera                        | The Phantom of The Opera                        | The Phantom of The Opera                        | The Phantom of The Opera                        | The Phantom of The Opera                        | The Phantom of The Opera                        | The Phantom of The Opera                        | The Phantom of The Opera                        | The Phantom of The Opera                        | The Phantom of The Opera                        | The Phantom of The Opera                        | The Phantom of The Opera                        | The Phantom of The Opera                        | The Phantom of The Opera                        | The Phantom of The Opera                        | The Phantom of The Opera                        | The Phantom of The Opera                        | The Phantom of The Opera                        | The Phantom of The Opera                        | The Phantom of The Opera                        | The Phantom of The Opera                        | The Phantom of The Opera                        | The Phantom of The Opera                        | The Phantom of The Opera                        | The Phantom of The Opera                        | The Phantom of The Opera                        | The Phantom of The Opera                        | The Phantom of The Opera                        | The Phantom of The Opera                        | The Phantom of The Opera                        | The Phantom of The Opera                        | The Phantom of The Opera                        | The Phantom of The Opera                        | The Phantom of The Opera                        | The Phantom of The Opera                        | The Phantom of The Opera                        | The Phantom of The Opera                        | The Phantom of The Opera                        | The Phantom of The Opera                        | The Phantom of The Opera                        | The Phantom of The Opera                        | The Phantom of The Opera                        | The Phantom of The Opera                        | The Phantom of The Opera                        | The Phantom of The Opera                        | The Phantom of The Opera                        | The Phantom of The Opera                        | The Phantom of The Opera                        | The Phantom of The Opera                        | The Phantom of The Opera                        | The Phantom of The Opera                        | The Phantom of The Opera                        | The Phantom of The Opera                        | The Phantom of The Opera                        | The Phantom of The Opera                        | The Phantom of The Opera                        | The Phantom of The Opera                        | The Phantom of The Opera                        | The Phantom of The Opera                        | The Phantom of The Opera                        | The Phantom of The Opera                        | The Phantom of The Opera                        | The Phantom of The Opera                        | The Phantom of The Opera                        | The Phantom of The Opera                        | The Phantom of The Opera                        | The Phantom of The Opera                        | The Phantom of The Opera                        | The Phantom of The Opera                        | The Phantom of The Opera                        | The Phantom of The Opera                        | The Phantom of The Opera                        | The Phantom of The Opera                        | The Phantom of The Opera                        | The Phantom of The Opera                        | The Phantom of The Opera                        | The Phantom of The Opera                        | The Phantom of The Opera                        | The Phantom of The Opera                        | The Phantom of The Opera                        | The Phantom of The Opera                        | The Phantom of The Opera                        | The Phantom of The Opera                        | The Phantom of The Opera                        | The Phantom of The Opera                        | The Phantom of The Opera                        | The Phantom of The Opera                        | The Phantom of The Opera                        | A salvo   | A salvo   | A salvo   | A salvo   | A salvo   | A salvo   | A salvo   | A salvo   | A salvo   | A salvo   | A salvo   | A salvo   | A salvo   | A salvo   | A salvo   | A salvo   | A salvo   | A salvo   | A salvo   | A salvo   | A salvo   | A salvo   | A salvo   | A salvo   | A salvo   | A salvo   | A salvo   | A salvo   | A salvo   | A salvo   | A salvo   | A salvo   | A salvo   | A salvo   | A salvo   | A salvo   | A salvo   | A salvo   | A salvo   | A salvo   | A salvo   | A salvo   | A salvo   | A salvo   | A salvo   | A salvo   | A salvo   | A salvo   | A salvo   | A salvo   | A salvo   | A salvo   | A salvo   | A salvo   | A salvo   | A salvo   | A salvo   | A salvo   | A salvo   | A salvo   | A salvo   | A salvo   | A salvo   | A salvo   | A salvo   | A salvo   | A salvo   | A salvo   | A salvo   | A salvo   | A salvo   | A salvo   | A salvo   | A salvo   | A salvo   | A salvo   | A salvo   | A salvo   | A salvo   | A salvo   | A salvo   | A salvo   | A salvo   | A salvo   | A salvo   | A salvo   | A salvo   | A salvo   | A salvo   | A salvo   | A salvo   | A salvo   | A salvo   | A salvo   | A salvo   | A salvo   | A salvo   | A salvo   | A salvo   | A salvo   |
| Top 5    | Top 5    | Top 5    | Top 5    | Top 5    | Top 5    | Top 5    | Top 5    | Top 5    | Top 5    | Top 5    | Top 5    | Top 5    | Top 5    | Top 5    | Top 5    | Top 5    | Top 5    | Top 5    | Top 5    | Top 5    | Top 5    | Top 5    | Top 5    | Top 5    | Top 5    | Top 5    | Top 5    | Top 5    | Top 5    | Top 5    | Top 5    | Top 5    | Top 5    | Top 5    | Top 5    | Top 5    | Top 5    | Top 5    | Top 5    | Top 5    | Top 5    | Top 5    | Top 5    | Top 5    | Top 5    | Top 5    | Top 5    | Top 5    | Top 5    | Top 5    | Top 5    | Top 5    | Top 5    | Top 5    | Top 5    | Top 5    | Top 5    | Top 5    | Top 5    | Top 5    | Top 5    | Top 5    | Top 5    | Top 5    | Top 5    | Top 5    | Top 5    | Top 5    | Top 5    | Top 5    | Top 5    | Top 5    | Top 5    | Top 5    | Top 5    | Top 5    | Top 5    | Top 5    | Top 5    | Top 5    | Top 5    | Top 5    | Top 5    | Top 5    | Top 5    | Top 5    | Top 5    | Top 5    | Top 5    | Top 5    | Top 5    | Top 5    | Top 5    | Top 5    | Top 5    | Top 5    | Top 5    | Top 5    | Top 5    | Neil Diamond                                                                     | Neil Diamond                                                                     | Neil Diamond                                                                     | Neil Diamond                                                                     | Neil Diamond                                                                     | Neil Diamond                                                                     | Neil Diamond                                                                     | Neil Diamond                                                                     | Neil Diamond                                                                     | Neil Diamond                                                                     | Neil Diamond                                                                     | Neil Diamond                                                                     | Neil Diamond                                                                     | Neil Diamond                                                                     | Neil Diamond                                                                     | Neil Diamond                                                                     | Neil Diamond                                                                     | Neil Diamond                                                                     | Neil Diamond                                                                     | Neil Diamond                                                                     | Neil Diamond                                                                     | Neil Diamond                                                                     | Neil Diamond                                                                     | Neil Diamond                                                                     | Neil Diamond                                                                     | Neil Diamond                                                                     | Neil Diamond                                                                     | Neil Diamond                                                                     | Neil Diamond                                                                     | Neil Diamond                                                                     | Neil Diamond                                                                     | Neil Diamond                                                                     | Neil Diamond                                                                     | Neil Diamond                                                                     | Neil Diamond                                                                     | Neil Diamond                                                                     | Neil Diamond                                                                     | Neil Diamond                                                                     | Neil Diamond                                                                     | Neil Diamond                                                                     | Neil Diamond                                                                     | Neil Diamond                                                                     | Neil Diamond                                                                     | Neil Diamond                                                                     | Neil Diamond                                                                     | Neil Diamond                                                                     | Neil Diamond                                                                     | Neil Diamond                                                                     | Neil Diamond                                                                     | Neil Diamond                                                                     | Neil Diamond                                                                     | Neil Diamond                                                                     | Neil Diamond                                                                     | Neil Diamond                                                                     | Neil Diamond                                                                     | Neil Diamond                                                                     | Neil Diamond                                                                     | Neil Diamond                                                                     | Neil Diamond                                                                     | Neil Diamond                                                                     | Neil Diamond                                                                     | Neil Diamond                                                                     | Neil Diamond                                                                     | Neil Diamond                                                                     | Neil Diamond                                                                     | Neil Diamond                                                                     | Neil Diamond                                                                     | Neil Diamond                                                                     | Neil Diamond                                                                     | Neil Diamond                                                                     | Neil Diamond                                                                     | Neil Diamond                                                                     | Neil Diamond                                                                     | Neil Diamond                                                                     | Neil Diamond                                                                     | Neil Diamond                                                                     | Neil Diamond                                                                     | Neil Diamond                                                                     | Neil Diamond                                                                     | Neil Diamond                                                                     | Neil Diamond                                                                     | Neil Diamond                                                                     | Neil Diamond                                                                     | Neil Diamond                                                                     | Neil Diamond                                                                     | Neil Diamond                                                                     | Neil Diamond                                                                     | Neil Diamond                                                                     | Neil Diamond                                                                     | Neil Diamond                                                                     | Neil Diamond                                                                     | Neil Diamond                                                                     | Neil Diamond                                                                     | Neil Diamond                                                                     | Neil Diamond                                                                     | Neil Diamond                                                                     | Neil Diamond                                                                     | Neil Diamond                                                                     | Neil Diamond                                                                     | Neil Diamond                                                                     | "I'm Alive" All I Really Need Is You"                                                 | "I'm Alive" All I Really Need Is You"                                                 | "I'm Alive" All I Really Need Is You"                                                 | "I'm Alive" All I Really Need Is You"                                                 | "I'm Alive" All I Really Need Is You"                                                 | "I'm Alive" All I Really Need Is You"                                                 | "I'm Alive" All I Really Need Is You"                                                 | "I'm Alive" All I Really Need Is You"                                                 | "I'm Alive" All I Really Need Is You"                                                 | "I'm Alive" All I Really Need Is You"                                                 | "I'm Alive" All I Really Need Is You"                                                 | "I'm Alive" All I Really Need Is You"                                                 | "I'm Alive" All I Really Need Is You"                                                 | "I'm Alive" All I Really Need Is You"                                                 | "I'm Alive" All I Really Need Is You"                                                 | "I'm Alive" All I Really Need Is You"                                                 | "I'm Alive" All I Really Need Is You"                                                 | "I'm Alive" All I Really Need Is You"                                                 | "I'm Alive" All I Really Need Is You"                                                 | "I'm Alive" All I Really Need Is You"                                                 | "I'm Alive" All I Really Need Is You"                                                 | "I'm Alive" All I Really Need Is You"                                                 | "I'm Alive" All I Really Need Is You"                                                 | "I'm Alive" All I Really Need Is You"                                                 | "I'm Alive" All I Really Need Is You"                                                 | "I'm Alive" All I Really Need Is You"                                                 | "I'm Alive" All I Really Need Is You"                                                 | "I'm Alive" All I Really Need Is You"                                                 | "I'm Alive" All I Really Need Is You"                                                 | "I'm Alive" All I Really Need Is You"                                                 | "I'm Alive" All I Really Need Is You"                                                 | "I'm Alive" All I Really Need Is You"                                                 | "I'm Alive" All I Really Need Is You"                                                 | "I'm Alive" All I Really Need Is You"                                                 | "I'm Alive" All I Really Need Is You"                                                 | "I'm Alive" All I Really Need Is You"                                                 | "I'm Alive" All I Really Need Is You"                                                 | "I'm Alive" All I Really Need Is You"                                                 | "I'm Alive" All I Really Need Is You"                                                 | "I'm Alive" All I Really Need Is You"                                                 | "I'm Alive" All I Really Need Is You"                                                 | "I'm Alive" All I Really Need Is You"                                                 | "I'm Alive" All I Really Need Is You"                                                 | "I'm Alive" All I Really Need Is You"                                                 | "I'm Alive" All I Really Need Is You"                                                 | "I'm Alive" All I Really Need Is You"                                                 | "I'm Alive" All I Really Need Is You"                                                 | "I'm Alive" All I Really Need Is You"                                                 | "I'm Alive" All I Really Need Is You"                                                 | "I'm Alive" All I Really Need Is You"                                                 | "I'm Alive" All I Really Need Is You"                                                 | "I'm Alive" All I Really Need Is You"                                                 | "I'm Alive" All I Really Need Is You"                                                 | "I'm Alive" All I Really Need Is You"                                                 | "I'm Alive" All I Really Need Is You"                                                 | "I'm Alive" All I Really Need Is You"                                                 | "I'm Alive" All I Really Need Is You"                                                 | "I'm Alive" All I Really Need Is You"                                                 | "I'm Alive" All I Really Need Is You"                                                 | "I'm Alive" All I Really Need Is You"                                                 | "I'm Alive" All I Really Need Is You"                                                 | "I'm Alive" All I Really Need Is You"                                                 | "I'm Alive" All I Really Need Is You"                                                 | "I'm Alive" All I Really Need Is You"                                                 | "I'm Alive" All I Really Need Is You"                                                 | "I'm Alive" All I Really Need Is You"                                                 | "I'm Alive" All I Really Need Is You"                                                 | "I'm Alive" All I Really Need Is You"                                                 | "I'm Alive" All I Really Need Is You"                                                 | "I'm Alive" All I Really Need Is You"                                                 | "I'm Alive" All I Really Need Is You"                                                 | "I'm Alive" All I Really Need Is You"                                                 | "I'm Alive" All I Really Need Is You"                                                 | "I'm Alive" All I Really Need Is You"                                                 | "I'm Alive" All I Really Need Is You"                                                 | "I'm Alive" All I Really Need Is You"                                                 | "I'm Alive" All I Really Need Is You"                                                 | "I'm Alive" All I Really Need Is You"                                                 | "I'm Alive" All I Really Need Is You"                                                 | "I'm Alive" All I Really Need Is You"                                                 | "I'm Alive" All I Really Need Is You"                                                 | "I'm Alive" All I Really Need Is You"                                                 | "I'm Alive" All I Really Need Is You"                                                 | "I'm Alive" All I Really Need Is You"                                                 | "I'm Alive" All I Really Need Is You"                                                 | "I'm Alive" All I Really Need Is You"                                                 | "I'm Alive" All I Really Need Is You"                                                 | "I'm Alive" All I Really Need Is You"                                                 | "I'm Alive" All I Really Need Is You"                                                 | "I'm Alive" All I Really Need Is You"                                                 | "I'm Alive" All I Really Need Is You"                                                 | "I'm Alive" All I Really Need Is You"                                                 | "I'm Alive" All I Really Need Is You"                                                 | "I'm Alive" All I Really Need Is You"                                                 | "I'm Alive" All I Really Need Is You"                                                 | "I'm Alive" All I Really Need Is You"                                                 | "I'm Alive" All I Really Need Is You"                                                 | "I'm Alive" All I Really Need Is You"                                                 | "I'm Alive" All I Really Need Is You"                                                 | "I'm Alive" All I Really Need Is You"                                                 | Neil Diamond                                    | Neil Diamond                                    | Neil Diamond                                    | Neil Diamond                                    | Neil Diamond                                    | Neil Diamond                                    | Neil Diamond                                    | Neil Diamond                                    | Neil Diamond                                    | Neil Diamond                                    | Neil Diamond                                    | Neil Diamond                                    | Neil Diamond                                    | Neil Diamond                                    | Neil Diamond                                    | Neil Diamond                                    | Neil Diamond                                    | Neil Diamond                                    | Neil Diamond                                    | Neil Diamond                                    | Neil Diamond                                    | Neil Diamond                                    | Neil Diamond                                    | Neil Diamond                                    | Neil Diamond                                    | Neil Diamond                                    | Neil Diamond                                    | Neil Diamond                                    | Neil Diamond                                    | Neil Diamond                                    | Neil Diamond                                    | Neil Diamond                                    | Neil Diamond                                    | Neil Diamond                                    | Neil Diamond                                    | Neil Diamond                                    | Neil Diamond                                    | Neil Diamond                                    | Neil Diamond                                    | Neil Diamond                                    | Neil Diamond                                    | Neil Diamond                                    | Neil Diamond                                    | Neil Diamond                                    | Neil Diamond                                    | Neil Diamond                                    | Neil Diamond                                    | Neil Diamond                                    | Neil Diamond                                    | Neil Diamond                                    | Neil Diamond                                    | Neil Diamond                                    | Neil Diamond                                    | Neil Diamond                                    | Neil Diamond                                    | Neil Diamond                                    | Neil Diamond                                    | Neil Diamond                                    | Neil Diamond                                    | Neil Diamond                                    | Neil Diamond                                    | Neil Diamond                                    | Neil Diamond                                    | Neil Diamond                                    | Neil Diamond                                    | Neil Diamond                                    | Neil Diamond                                    | Neil Diamond                                    | Neil Diamond                                    | Neil Diamond                                    | Neil Diamond                                    | Neil Diamond                                    | Neil Diamond                                    | Neil Diamond                                    | Neil Diamond                                    | Neil Diamond                                    | Neil Diamond                                    | Neil Diamond                                    | Neil Diamond                                    | Neil Diamond                                    | Neil Diamond                                    | Neil Diamond                                    | Neil Diamond                                    | Neil Diamond                                    | Neil Diamond                                    | Neil Diamond                                    | Neil Diamond                                    | Neil Diamond                                    | Neil Diamond                                    | Neil Diamond                                    | Neil Diamond                                    | Neil Diamond                                    | Neil Diamond                                    | Neil Diamond                                    | Neil Diamond                                    | Neil Diamond                                    | Neil Diamond                                    | Neil Diamond                                    | Neil Diamond                                    | Neil Diamond                                    | A salvo   | A salvo   | A salvo   | A salvo   | A salvo   | A salvo   | A salvo   | A salvo   | A salvo   | A salvo   | A salvo   | A salvo   | A salvo   | A salvo   | A salvo   | A salvo   | A salvo   | A salvo   | A salvo   | A salvo   | A salvo   | A salvo   | A salvo   | A salvo   | A salvo   | A salvo   | A salvo   | A salvo   | A salvo   | A salvo   | A salvo   | A salvo   | A salvo   | A salvo   | A salvo   | A salvo   | A salvo   | A salvo   | A salvo   | A salvo   | A salvo   | A salvo   | A salvo   | A salvo   | A salvo   | A salvo   | A salvo   | A salvo   | A salvo   | A salvo   | A salvo   | A salvo   | A salvo   | A salvo   | A salvo   | A salvo   | A salvo   | A salvo   | A salvo   | A salvo   | A salvo   | A salvo   | A salvo   | A salvo   | A salvo   | A salvo   | A salvo   | A salvo   | A salvo   | A salvo   | A salvo   | A salvo   | A salvo   | A salvo   | A salvo   | A salvo   | A salvo   | A salvo   | A salvo   | A salvo   | A salvo   | A salvo   | A salvo   | A salvo   | A salvo   | A salvo   | A salvo   | A salvo   | A salvo   | A salvo   | A salvo   | A salvo   | A salvo   | A salvo   | A salvo   | A salvo   | A salvo   | A salvo   | A salvo   | A salvo   |
| Top 4    | Top 4    | Top 4    | Top 4    | Top 4    | Top 4    | Top 4    | Top 4    | Top 4    | Top 4    | Top 4    | Top 4    | Top 4    | Top 4    | Top 4    | Top 4    | Top 4    | Top 4    | Top 4    | Top 4    | Top 4    | Top 4    | Top 4    | Top 4    | Top 4    | Top 4    | Top 4    | Top 4    | Top 4    | Top 4    | Top 4    | Top 4    | Top 4    | Top 4    | Top 4    | Top 4    | Top 4    | Top 4    | Top 4    | Top 4    | Top 4    | Top 4    | Top 4    | Top 4    | Top 4    | Top 4    | Top 4    | Top 4    | Top 4    | Top 4    | Top 4    | Top 4    | Top 4    | Top 4    | Top 4    | Top 4    | Top 4    | Top 4    | Top 4    | Top 4    | Top 4    | Top 4    | Top 4    | Top 4    | Top 4    | Top 4    | Top 4    | Top 4    | Top 4    | Top 4    | Top 4    | Top 4    | Top 4    | Top 4    | Top 4    | Top 4    | Top 4    | Top 4    | Top 4    | Top 4    | Top 4    | Top 4    | Top 4    | Top 4    | Top 4    | Top 4    | Top 4    | Top 4    | Top 4    | Top 4    | Top 4    | Top 4    | Top 4    | Top 4    | Top 4    | Top 4    | Top 4    | Top 4    | Top 4    | Top 4    | Rock n' Roll Hall of Fame                                                        | Rock n' Roll Hall of Fame                                                        | Rock n' Roll Hall of Fame                                                        | Rock n' Roll Hall of Fame                                                        | Rock n' Roll Hall of Fame                                                        | Rock n' Roll Hall of Fame                                                        | Rock n' Roll Hall of Fame                                                        | Rock n' Roll Hall of Fame                                                        | Rock n' Roll Hall of Fame                                                        | Rock n' Roll Hall of Fame                                                        | Rock n' Roll Hall of Fame                                                        | Rock n' Roll Hall of Fame                                                        | Rock n' Roll Hall of Fame                                                        | Rock n' Roll Hall of Fame                                                        | Rock n' Roll Hall of Fame                                                        | Rock n' Roll Hall of Fame                                                        | Rock n' Roll Hall of Fame                                                        | Rock n' Roll Hall of Fame                                                        | Rock n' Roll Hall of Fame                                                        | Rock n' Roll Hall of Fame                                                        | Rock n' Roll Hall of Fame                                                        | Rock n' Roll Hall of Fame                                                        | Rock n' Roll Hall of Fame                                                        | Rock n' Roll Hall of Fame                                                        | Rock n' Roll Hall of Fame                                                        | Rock n' Roll Hall of Fame                                                        | Rock n' Roll Hall of Fame                                                        | Rock n' Roll Hall of Fame                                                        | Rock n' Roll Hall of Fame                                                        | Rock n' Roll Hall of Fame                                                        | Rock n' Roll Hall of Fame                                                        | Rock n' Roll Hall of Fame                                                        | Rock n' Roll Hall of Fame                                                        | Rock n' Roll Hall of Fame                                                        | Rock n' Roll Hall of Fame                                                        | Rock n' Roll Hall of Fame                                                        | Rock n' Roll Hall of Fame                                                        | Rock n' Roll Hall of Fame                                                        | Rock n' Roll Hall of Fame                                                        | Rock n' Roll Hall of Fame                                                        | Rock n' Roll Hall of Fame                                                        | Rock n' Roll Hall of Fame                                                        | Rock n' Roll Hall of Fame                                                        | Rock n' Roll Hall of Fame                                                        | Rock n' Roll Hall of Fame                                                        | Rock n' Roll Hall of Fame                                                        | Rock n' Roll Hall of Fame                                                        | Rock n' Roll Hall of Fame                                                        | Rock n' Roll Hall of Fame                                                        | Rock n' Roll Hall of Fame                                                        | Rock n' Roll Hall of Fame                                                        | Rock n' Roll Hall of Fame                                                        | Rock n' Roll Hall of Fame                                                        | Rock n' Roll Hall of Fame                                                        | Rock n' Roll Hall of Fame                                                        | Rock n' Roll Hall of Fame                                                        | Rock n' Roll Hall of Fame                                                        | Rock n' Roll Hall of Fame                                                        | Rock n' Roll Hall of Fame                                                        | Rock n' Roll Hall of Fame                                                        | Rock n' Roll Hall of Fame                                                        | Rock n' Roll Hall of Fame                                                        | Rock n' Roll Hall of Fame                                                        | Rock n' Roll Hall of Fame                                                        | Rock n' Roll Hall of Fame                                                        | Rock n' Roll Hall of Fame                                                        | Rock n' Roll Hall of Fame                                                        | Rock n' Roll Hall of Fame                                                        | Rock n' Roll Hall of Fame                                                        | Rock n' Roll Hall of Fame                                                        | Rock n' Roll Hall of Fame                                                        | Rock n' Roll Hall of Fame                                                        | Rock n' Roll Hall of Fame                                                        | Rock n' Roll Hall of Fame                                                        | Rock n' Roll Hall of Fame                                                        | Rock n' Roll Hall of Fame                                                        | Rock n' Roll Hall of Fame                                                        | Rock n' Roll Hall of Fame                                                        | Rock n' Roll Hall of Fame                                                        | Rock n' Roll Hall of Fame                                                        | Rock n' Roll Hall of Fame                                                        | Rock n' Roll Hall of Fame                                                        | Rock n' Roll Hall of Fame                                                        | Rock n' Roll Hall of Fame                                                        | Rock n' Roll Hall of Fame                                                        | Rock n' Roll Hall of Fame                                                        | Rock n' Roll Hall of Fame                                                        | Rock n' Roll Hall of Fame                                                        | Rock n' Roll Hall of Fame                                                        | Rock n' Roll Hall of Fame                                                        | Rock n' Roll Hall of Fame                                                        | Rock n' Roll Hall of Fame                                                        | Rock n' Roll Hall of Fame                                                        | Rock n' Roll Hall of Fame                                                        | Rock n' Roll Hall of Fame                                                        | Rock n' Roll Hall of Fame                                                        | Rock n' Roll Hall of Fame                                                        | Rock n' Roll Hall of Fame                                                        | Rock n' Roll Hall of Fame                                                        | Rock n' Roll Hall of Fame                                                        | "Hungry Like The Wolf" Baba O'Riley"                                                  | "Hungry Like The Wolf" Baba O'Riley"                                                  | "Hungry Like The Wolf" Baba O'Riley"                                                  | "Hungry Like The Wolf" Baba O'Riley"                                                  | "Hungry Like The Wolf" Baba O'Riley"                                                  | "Hungry Like The Wolf" Baba O'Riley"                                                  | "Hungry Like The Wolf" Baba O'Riley"                                                  | "Hungry Like The Wolf" Baba O'Riley"                                                  | "Hungry Like The Wolf" Baba O'Riley"                                                  | "Hungry Like The Wolf" Baba O'Riley"                                                  | "Hungry Like The Wolf" Baba O'Riley"                                                  | "Hungry Like The Wolf" Baba O'Riley"                                                  | "Hungry Like The Wolf" Baba O'Riley"                                                  | "Hungry Like The Wolf" Baba O'Riley"                                                  | "Hungry Like The Wolf" Baba O'Riley"                                                  | "Hungry Like The Wolf" Baba O'Riley"                                                  | "Hungry Like The Wolf" Baba O'Riley"                                                  | "Hungry Like The Wolf" Baba O'Riley"                                                  | "Hungry Like The Wolf" Baba O'Riley"                                                  | "Hungry Like The Wolf" Baba O'Riley"                                                  | "Hungry Like The Wolf" Baba O'Riley"                                                  | "Hungry Like The Wolf" Baba O'Riley"                                                  | "Hungry Like The Wolf" Baba O'Riley"                                                  | "Hungry Like The Wolf" Baba O'Riley"                                                  | "Hungry Like The Wolf" Baba O'Riley"                                                  | "Hungry Like The Wolf" Baba O'Riley"                                                  | "Hungry Like The Wolf" Baba O'Riley"                                                  | "Hungry Like The Wolf" Baba O'Riley"                                                  | "Hungry Like The Wolf" Baba O'Riley"                                                  | "Hungry Like The Wolf" Baba O'Riley"                                                  | "Hungry Like The Wolf" Baba O'Riley"                                                  | "Hungry Like The Wolf" Baba O'Riley"                                                  | "Hungry Like The Wolf" Baba O'Riley"                                                  | "Hungry Like The Wolf" Baba O'Riley"                                                  | "Hungry Like The Wolf" Baba O'Riley"                                                  | "Hungry Like The Wolf" Baba O'Riley"                                                  | "Hungry Like The Wolf" Baba O'Riley"                                                  | "Hungry Like The Wolf" Baba O'Riley"                                                  | "Hungry Like The Wolf" Baba O'Riley"                                                  | "Hungry Like The Wolf" Baba O'Riley"                                                  | "Hungry Like The Wolf" Baba O'Riley"                                                  | "Hungry Like The Wolf" Baba O'Riley"                                                  | "Hungry Like The Wolf" Baba O'Riley"                                                  | "Hungry Like The Wolf" Baba O'Riley"                                                  | "Hungry Like The Wolf" Baba O'Riley"                                                  | "Hungry Like The Wolf" Baba O'Riley"                                                  | "Hungry Like The Wolf" Baba O'Riley"                                                  | "Hungry Like The Wolf" Baba O'Riley"                                                  | "Hungry Like The Wolf" Baba O'Riley"                                                  | "Hungry Like The Wolf" Baba O'Riley"                                                  | "Hungry Like The Wolf" Baba O'Riley"                                                  | "Hungry Like The Wolf" Baba O'Riley"                                                  | "Hungry Like The Wolf" Baba O'Riley"                                                  | "Hungry Like The Wolf" Baba O'Riley"                                                  | "Hungry Like The Wolf" Baba O'Riley"                                                  | "Hungry Like The Wolf" Baba O'Riley"                                                  | "Hungry Like The Wolf" Baba O'Riley"                                                  | "Hungry Like The Wolf" Baba O'Riley"                                                  | "Hungry Like The Wolf" Baba O'Riley"                                                  | "Hungry Like The Wolf" Baba O'Riley"                                                  | "Hungry Like The Wolf" Baba O'Riley"                                                  | "Hungry Like The Wolf" Baba O'Riley"                                                  | "Hungry Like The Wolf" Baba O'Riley"                                                  | "Hungry Like The Wolf" Baba O'Riley"                                                  | "Hungry Like The Wolf" Baba O'Riley"                                                  | "Hungry Like The Wolf" Baba O'Riley"                                                  | "Hungry Like The Wolf" Baba O'Riley"                                                  | "Hungry Like The Wolf" Baba O'Riley"                                                  | "Hungry Like The Wolf" Baba O'Riley"                                                  | "Hungry Like The Wolf" Baba O'Riley"                                                  | "Hungry Like The Wolf" Baba O'Riley"                                                  | "Hungry Like The Wolf" Baba O'Riley"                                                  | "Hungry Like The Wolf" Baba O'Riley"                                                  | "Hungry Like The Wolf" Baba O'Riley"                                                  | "Hungry Like The Wolf" Baba O'Riley"                                                  | "Hungry Like The Wolf" Baba O'Riley"                                                  | "Hungry Like The Wolf" Baba O'Riley"                                                  | "Hungry Like The Wolf" Baba O'Riley"                                                  | "Hungry Like The Wolf" Baba O'Riley"                                                  | "Hungry Like The Wolf" Baba O'Riley"                                                  | "Hungry Like The Wolf" Baba O'Riley"                                                  | "Hungry Like The Wolf" Baba O'Riley"                                                  | "Hungry Like The Wolf" Baba O'Riley"                                                  | "Hungry Like The Wolf" Baba O'Riley"                                                  | "Hungry Like The Wolf" Baba O'Riley"                                                  | "Hungry Like The Wolf" Baba O'Riley"                                                  | "Hungry Like The Wolf" Baba O'Riley"                                                  | "Hungry Like The Wolf" Baba O'Riley"                                                  | "Hungry Like The Wolf" Baba O'Riley"                                                  | "Hungry Like The Wolf" Baba O'Riley"                                                  | "Hungry Like The Wolf" Baba O'Riley"                                                  | "Hungry Like The Wolf" Baba O'Riley"                                                  | "Hungry Like The Wolf" Baba O'Riley"                                                  | "Hungry Like The Wolf" Baba O'Riley"                                                  | "Hungry Like The Wolf" Baba O'Riley"                                                  | "Hungry Like The Wolf" Baba O'Riley"                                                  | "Hungry Like The Wolf" Baba O'Riley"                                                  | "Hungry Like The Wolf" Baba O'Riley"                                                  | "Hungry Like The Wolf" Baba O'Riley"                                                  | "Hungry Like The Wolf" Baba O'Riley"                                                  | Duran, Duran The Who                            | Duran, Duran The Who                            | Duran, Duran The Who                            | Duran, Duran The Who                            | Duran, Duran The Who                            | Duran, Duran The Who                            | Duran, Duran The Who                            | Duran, Duran The Who                            | Duran, Duran The Who                            | Duran, Duran The Who                            | Duran, Duran The Who                            | Duran, Duran The Who                            | Duran, Duran The Who                            | Duran, Duran The Who                            | Duran, Duran The Who                            | Duran, Duran The Who                            | Duran, Duran The Who                            | Duran, Duran The Who                            | Duran, Duran The Who                            | Duran, Duran The Who                            | Duran, Duran The Who                            | Duran, Duran The Who                            | Duran, Duran The Who                            | Duran, Duran The Who                            | Duran, Duran The Who                            | Duran, Duran The Who                            | Duran, Duran The Who                            | Duran, Duran The Who                            | Duran, Duran The Who                            | Duran, Duran The Who                            | Duran, Duran The Who                            | Duran, Duran The Who                            | Duran, Duran The Who                            | Duran, Duran The Who                            | Duran, Duran The Who                            | Duran, Duran The Who                            | Duran, Duran The Who                            | Duran, Duran The Who                            | Duran, Duran The Who                            | Duran, Duran The Who                            | Duran, Duran The Who                            | Duran, Duran The Who                            | Duran, Duran The Who                            | Duran, Duran The Who                            | Duran, Duran The Who                            | Duran, Duran The Who                            | Duran, Duran The Who                            | Duran, Duran The Who                            | Duran, Duran The Who                            | Duran, Duran The Who                            | Duran, Duran The Who                            | Duran, Duran The Who                            | Duran, Duran The Who                            | Duran, Duran The Who                            | Duran, Duran The Who                            | Duran, Duran The Who                            | Duran, Duran The Who                            | Duran, Duran The Who                            | Duran, Duran The Who                            | Duran, Duran The Who                            | Duran, Duran The Who                            | Duran, Duran The Who                            | Duran, Duran The Who                            | Duran, Duran The Who                            | Duran, Duran The Who                            | Duran, Duran The Who                            | Duran, Duran The Who                            | Duran, Duran The Who                            | Duran, Duran The Who                            | Duran, Duran The Who                            | Duran, Duran The Who                            | Duran, Duran The Who                            | Duran, Duran The Who                            | Duran, Duran The Who                            | Duran, Duran The Who                            | Duran, Duran The Who                            | Duran, Duran The Who                            | Duran, Duran The Who                            | Duran, Duran The Who                            | Duran, Duran The Who                            | Duran, Duran The Who                            | Duran, Duran The Who                            | Duran, Duran The Who                            | Duran, Duran The Who                            | Duran, Duran The Who                            | Duran, Duran The Who                            | Duran, Duran The Who                            | Duran, Duran The Who                            | Duran, Duran The Who                            | Duran, Duran The Who                            | Duran, Duran The Who                            | Duran, Duran The Who                            | Duran, Duran The Who                            | Duran, Duran The Who                            | Duran, Duran The Who                            | Duran, Duran The Who                            | Duran, Duran The Who                            | Duran, Duran The Who                            | Duran, Duran The Who                            | Duran, Duran The Who                            | A salvo   | A salvo   | A salvo   | A salvo   | A salvo   | A salvo   | A salvo   | A salvo   | A salvo   | A salvo   | A salvo   | A salvo   | A salvo   | A salvo   | A salvo   | A salvo   | A salvo   | A salvo   | A salvo   | A salvo   | A salvo   | A salvo   | A salvo   | A salvo   | A salvo   | A salvo   | A salvo   | A salvo   | A salvo   | A salvo   | A salvo   | A salvo   | A salvo   | A salvo   | A salvo   | A salvo   | A salvo   | A salvo   | A salvo   | A salvo   | A salvo   | A salvo   | A salvo   | A salvo   | A salvo   | A salvo   | A salvo   | A salvo   | A salvo   | A salvo   | A salvo   | A salvo   | A salvo   | A salvo   | A salvo   | A salvo   | A salvo   | A salvo   | A salvo   | A salvo   | A salvo   | A salvo   | A salvo   | A salvo   | A salvo   | A salvo   | A salvo   | A salvo   | A salvo   | A salvo   | A salvo   | A salvo   | A salvo   | A salvo   | A salvo   | A salvo   | A salvo   | A salvo   | A salvo   | A salvo   | A salvo   | A salvo   | A salvo   | A salvo   | A salvo   | A salvo   | A salvo   | A salvo   | A salvo   | A salvo   | A salvo   | A salvo   | A salvo   | A salvo   | A salvo   | A salvo   | A salvo   | A salvo   | A salvo   | A salvo   |
| Top 3    | Top 3    | Top 3    | Top 3    | Top 3    | Top 3    | Top 3    | Top 3    | Top 3    | Top 3    | Top 3    | Top 3    | Top 3    | Top 3    | Top 3    | Top 3    | Top 3    | Top 3    | Top 3    | Top 3    | Top 3    | Top 3    | Top 3    | Top 3    | Top 3    | Top 3    | Top 3    | Top 3    | Top 3    | Top 3    | Top 3    | Top 3    | Top 3    | Top 3    | Top 3    | Top 3    | Top 3    | Top 3    | Top 3    | Top 3    | Top 3    | Top 3    | Top 3    | Top 3    | Top 3    | Top 3    | Top 3    | Top 3    | Top 3    | Top 3    | Top 3    | Top 3    | Top 3    | Top 3    | Top 3    | Top 3    | Top 3    | Top 3    | Top 3    | Top 3    | Top 3    | Top 3    | Top 3    | Top 3    | Top 3    | Top 3    | Top 3    | Top 3    | Top 3    | Top 3    | Top 3    | Top 3    | Top 3    | Top 3    | Top 3    | Top 3    | Top 3    | Top 3    | Top 3    | Top 3    | Top 3    | Top 3    | Top 3    | Top 3    | Top 3    | Top 3    | Top 3    | Top 3    | Top 3    | Top 3    | Top 3    | Top 3    | Top 3    | Top 3    | Top 3    | Top 3    | Top 3    | Top 3    | Top 3    | Top 3    | Judge's Choice (Escogida por Simon Cowell) Contestant's Choice Producer's Choice | Judge's Choice (Escogida por Simon Cowell) Contestant's Choice Producer's Choice | Judge's Choice (Escogida por Simon Cowell) Contestant's Choice Producer's Choice | Judge's Choice (Escogida por Simon Cowell) Contestant's Choice Producer's Choice | Judge's Choice (Escogida por Simon Cowell) Contestant's Choice Producer's Choice | Judge's Choice (Escogida por Simon Cowell) Contestant's Choice Producer's Choice | Judge's Choice (Escogida por Simon Cowell) Contestant's Choice Producer's Choice | Judge's Choice (Escogida por Simon Cowell) Contestant's Choice Producer's Choice | Judge's Choice (Escogida por Simon Cowell) Contestant's Choice Producer's Choice | Judge's Choice (Escogida por Simon Cowell) Contestant's Choice Producer's Choice | Judge's Choice (Escogida por Simon Cowell) Contestant's Choice Producer's Choice | Judge's Choice (Escogida por Simon Cowell) Contestant's Choice Producer's Choice | Judge's Choice (Escogida por Simon Cowell) Contestant's Choice Producer's Choice | Judge's Choice (Escogida por Simon Cowell) Contestant's Choice Producer's Choice | Judge's Choice (Escogida por Simon Cowell) Contestant's Choice Producer's Choice | Judge's Choice (Escogida por Simon Cowell) Contestant's Choice Producer's Choice | Judge's Choice (Escogida por Simon Cowell) Contestant's Choice Producer's Choice | Judge's Choice (Escogida por Simon Cowell) Contestant's Choice Producer's Choice | Judge's Choice (Escogida por Simon Cowell) Contestant's Choice Producer's Choice | Judge's Choice (Escogida por Simon Cowell) Contestant's Choice Producer's Choice | Judge's Choice (Escogida por Simon Cowell) Contestant's Choice Producer's Choice | Judge's Choice (Escogida por Simon Cowell) Contestant's Choice Producer's Choice | Judge's Choice (Escogida por Simon Cowell) Contestant's Choice Producer's Choice | Judge's Choice (Escogida por Simon Cowell) Contestant's Choice Producer's Choice | Judge's Choice (Escogida por Simon Cowell) Contestant's Choice Producer's Choice | Judge's Choice (Escogida por Simon Cowell) Contestant's Choice Producer's Choice | Judge's Choice (Escogida por Simon Cowell) Contestant's Choice Producer's Choice | Judge's Choice (Escogida por Simon Cowell) Contestant's Choice Producer's Choice | Judge's Choice (Escogida por Simon Cowell) Contestant's Choice Producer's Choice | Judge's Choice (Escogida por Simon Cowell) Contestant's Choice Producer's Choice | Judge's Choice (Escogida por Simon Cowell) Contestant's Choice Producer's Choice | Judge's Choice (Escogida por Simon Cowell) Contestant's Choice Producer's Choice | Judge's Choice (Escogida por Simon Cowell) Contestant's Choice Producer's Choice | Judge's Choice (Escogida por Simon Cowell) Contestant's Choice Producer's Choice | Judge's Choice (Escogida por Simon Cowell) Contestant's Choice Producer's Choice | Judge's Choice (Escogida por Simon Cowell) Contestant's Choice Producer's Choice | Judge's Choice (Escogida por Simon Cowell) Contestant's Choice Producer's Choice | Judge's Choice (Escogida por Simon Cowell) Contestant's Choice Producer's Choice | Judge's Choice (Escogida por Simon Cowell) Contestant's Choice Producer's Choice | Judge's Choice (Escogida por Simon Cowell) Contestant's Choice Producer's Choice | Judge's Choice (Escogida por Simon Cowell) Contestant's Choice Producer's Choice | Judge's Choice (Escogida por Simon Cowell) Contestant's Choice Producer's Choice | Judge's Choice (Escogida por Simon Cowell) Contestant's Choice Producer's Choice | Judge's Choice (Escogida por Simon Cowell) Contestant's Choice Producer's Choice | Judge's Choice (Escogida por Simon Cowell) Contestant's Choice Producer's Choice | Judge's Choice (Escogida por Simon Cowell) Contestant's Choice Producer's Choice | Judge's Choice (Escogida por Simon Cowell) Contestant's Choice Producer's Choice | Judge's Choice (Escogida por Simon Cowell) Contestant's Choice Producer's Choice | Judge's Choice (Escogida por Simon Cowell) Contestant's Choice Producer's Choice | Judge's Choice (Escogida por Simon Cowell) Contestant's Choice Producer's Choice | Judge's Choice (Escogida por Simon Cowell) Contestant's Choice Producer's Choice | Judge's Choice (Escogida por Simon Cowell) Contestant's Choice Producer's Choice | Judge's Choice (Escogida por Simon Cowell) Contestant's Choice Producer's Choice | Judge's Choice (Escogida por Simon Cowell) Contestant's Choice Producer's Choice | Judge's Choice (Escogida por Simon Cowell) Contestant's Choice Producer's Choice | Judge's Choice (Escogida por Simon Cowell) Contestant's Choice Producer's Choice | Judge's Choice (Escogida por Simon Cowell) Contestant's Choice Producer's Choice | Judge's Choice (Escogida por Simon Cowell) Contestant's Choice Producer's Choice | Judge's Choice (Escogida por Simon Cowell) Contestant's Choice Producer's Choice | Judge's Choice (Escogida por Simon Cowell) Contestant's Choice Producer's Choice | Judge's Choice (Escogida por Simon Cowell) Contestant's Choice Producer's Choice | Judge's Choice (Escogida por Simon Cowell) Contestant's Choice Producer's Choice | Judge's Choice (Escogida por Simon Cowell) Contestant's Choice Producer's Choice | Judge's Choice (Escogida por Simon Cowell) Contestant's Choice Producer's Choice | Judge's Choice (Escogida por Simon Cowell) Contestant's Choice Producer's Choice | Judge's Choice (Escogida por Simon Cowell) Contestant's Choice Producer's Choice | Judge's Choice (Escogida por Simon Cowell) Contestant's Choice Producer's Choice | Judge's Choice (Escogida por Simon Cowell) Contestant's Choice Producer's Choice | Judge's Choice (Escogida por Simon Cowell) Contestant's Choice Producer's Choice | Judge's Choice (Escogida por Simon Cowell) Contestant's Choice Producer's Choice | Judge's Choice (Escogida por Simon Cowell) Contestant's Choice Producer's Choice | Judge's Choice (Escogida por Simon Cowell) Contestant's Choice Producer's Choice | Judge's Choice (Escogida por Simon Cowell) Contestant's Choice Producer's Choice | Judge's Choice (Escogida por Simon Cowell) Contestant's Choice Producer's Choice | Judge's Choice (Escogida por Simon Cowell) Contestant's Choice Producer's Choice | Judge's Choice (Escogida por Simon Cowell) Contestant's Choice Producer's Choice | Judge's Choice (Escogida por Simon Cowell) Contestant's Choice Producer's Choice | Judge's Choice (Escogida por Simon Cowell) Contestant's Choice Producer's Choice | Judge's Choice (Escogida por Simon Cowell) Contestant's Choice Producer's Choice | Judge's Choice (Escogida por Simon Cowell) Contestant's Choice Producer's Choice | Judge's Choice (Escogida por Simon Cowell) Contestant's Choice Producer's Choice | Judge's Choice (Escogida por Simon Cowell) Contestant's Choice Producer's Choice | Judge's Choice (Escogida por Simon Cowell) Contestant's Choice Producer's Choice | Judge's Choice (Escogida por Simon Cowell) Contestant's Choice Producer's Choice | Judge's Choice (Escogida por Simon Cowell) Contestant's Choice Producer's Choice | Judge's Choice (Escogida por Simon Cowell) Contestant's Choice Producer's Choice | Judge's Choice (Escogida por Simon Cowell) Contestant's Choice Producer's Choice | Judge's Choice (Escogida por Simon Cowell) Contestant's Choice Producer's Choice | Judge's Choice (Escogida por Simon Cowell) Contestant's Choice Producer's Choice | Judge's Choice (Escogida por Simon Cowell) Contestant's Choice Producer's Choice | Judge's Choice (Escogida por Simon Cowell) Contestant's Choice Producer's Choice | Judge's Choice (Escogida por Simon Cowell) Contestant's Choice Producer's Choice | Judge's Choice (Escogida por Simon Cowell) Contestant's Choice Producer's Choice | Judge's Choice (Escogida por Simon Cowell) Contestant's Choice Producer's Choice | Judge's Choice (Escogida por Simon Cowell) Contestant's Choice Producer's Choice | Judge's Choice (Escogida por Simon Cowell) Contestant's Choice Producer's Choice | Judge's Choice (Escogida por Simon Cowell) Contestant's Choice Producer's Choice | Judge's Choice (Escogida por Simon Cowell) Contestant's Choice Producer's Choice | Judge's Choice (Escogida por Simon Cowell) Contestant's Choice Producer's Choice | Judge's Choice (Escogida por Simon Cowell) Contestant's Choice Producer's Choice | "The First Time Ever I Saw Your Face" Dare You to Move" I Don't Want to Miss a Thing" | "The First Time Ever I Saw Your Face" Dare You to Move" I Don't Want to Miss a Thing" | "The First Time Ever I Saw Your Face" Dare You to Move" I Don't Want to Miss a Thing" | "The First Time Ever I Saw Your Face" Dare You to Move" I Don't Want to Miss a Thing" | "The First Time Ever I Saw Your Face" Dare You to Move" I Don't Want to Miss a Thing" | "The First Time Ever I Saw Your Face" Dare You to Move" I Don't Want to Miss a Thing" | "The First Time Ever I Saw Your Face" Dare You to Move" I Don't Want to Miss a Thing" | "The First Time Ever I Saw Your Face" Dare You to Move" I Don't Want to Miss a Thing" | "The First Time Ever I Saw Your Face" Dare You to Move" I Don't Want to Miss a Thing" | "The First Time Ever I Saw Your Face" Dare You to Move" I Don't Want to Miss a Thing" | "The First Time Ever I Saw Your Face" Dare You to Move" I Don't Want to Miss a Thing" | "The First Time Ever I Saw Your Face" Dare You to Move" I Don't Want to Miss a Thing" | "The First Time Ever I Saw Your Face" Dare You to Move" I Don't Want to Miss a Thing" | "The First Time Ever I Saw Your Face" Dare You to Move" I Don't Want to Miss a Thing" | "The First Time Ever I Saw Your Face" Dare You to Move" I Don't Want to Miss a Thing" | "The First Time Ever I Saw Your Face" Dare You to Move" I Don't Want to Miss a Thing" | "The First Time Ever I Saw Your Face" Dare You to Move" I Don't Want to Miss a Thing" | "The First Time Ever I Saw Your Face" Dare You to Move" I Don't Want to Miss a Thing" | "The First Time Ever I Saw Your Face" Dare You to Move" I Don't Want to Miss a Thing" | "The First Time Ever I Saw Your Face" Dare You to Move" I Don't Want to Miss a Thing" | "The First Time Ever I Saw Your Face" Dare You to Move" I Don't Want to Miss a Thing" | "The First Time Ever I Saw Your Face" Dare You to Move" I Don't Want to Miss a Thing" | "The First Time Ever I Saw Your Face" Dare You to Move" I Don't Want to Miss a Thing" | "The First Time Ever I Saw Your Face" Dare You to Move" I Don't Want to Miss a Thing" | "The First Time Ever I Saw Your Face" Dare You to Move" I Don't Want to Miss a Thing" | "The First Time Ever I Saw Your Face" Dare You to Move" I Don't Want to Miss a Thing" | "The First Time Ever I Saw Your Face" Dare You to Move" I Don't Want to Miss a Thing" | "The First Time Ever I Saw Your Face" Dare You to Move" I Don't Want to Miss a Thing" | "The First Time Ever I Saw Your Face" Dare You to Move" I Don't Want to Miss a Thing" | "The First Time Ever I Saw Your Face" Dare You to Move" I Don't Want to Miss a Thing" | "The First Time Ever I Saw Your Face" Dare You to Move" I Don't Want to Miss a Thing" | "The First Time Ever I Saw Your Face" Dare You to Move" I Don't Want to Miss a Thing" | "The First Time Ever I Saw Your Face" Dare You to Move" I Don't Want to Miss a Thing" | "The First Time Ever I Saw Your Face" Dare You to Move" I Don't Want to Miss a Thing" | "The First Time Ever I Saw Your Face" Dare You to Move" I Don't Want to Miss a Thing" | "The First Time Ever I Saw Your Face" Dare You to Move" I Don't Want to Miss a Thing" | "The First Time Ever I Saw Your Face" Dare You to Move" I Don't Want to Miss a Thing" | "The First Time Ever I Saw Your Face" Dare You to Move" I Don't Want to Miss a Thing" | "The First Time Ever I Saw Your Face" Dare You to Move" I Don't Want to Miss a Thing" | "The First Time Ever I Saw Your Face" Dare You to Move" I Don't Want to Miss a Thing" | "The First Time Ever I Saw Your Face" Dare You to Move" I Don't Want to Miss a Thing" | "The First Time Ever I Saw Your Face" Dare You to Move" I Don't Want to Miss a Thing" | "The First Time Ever I Saw Your Face" Dare You to Move" I Don't Want to Miss a Thing" | "The First Time Ever I Saw Your Face" Dare You to Move" I Don't Want to Miss a Thing" | "The First Time Ever I Saw Your Face" Dare You to Move" I Don't Want to Miss a Thing" | "The First Time Ever I Saw Your Face" Dare You to Move" I Don't Want to Miss a Thing" | "The First Time Ever I Saw Your Face" Dare You to Move" I Don't Want to Miss a Thing" | "The First Time Ever I Saw Your Face" Dare You to Move" I Don't Want to Miss a Thing" | "The First Time Ever I Saw Your Face" Dare You to Move" I Don't Want to Miss a Thing" | "The First Time Ever I Saw Your Face" Dare You to Move" I Don't Want to Miss a Thing" | "The First Time Ever I Saw Your Face" Dare You to Move" I Don't Want to Miss a Thing" | "The First Time Ever I Saw Your Face" Dare You to Move" I Don't Want to Miss a Thing" | "The First Time Ever I Saw Your Face" Dare You to Move" I Don't Want to Miss a Thing" | "The First Time Ever I Saw Your Face" Dare You to Move" I Don't Want to Miss a Thing" | "The First Time Ever I Saw Your Face" Dare You to Move" I Don't Want to Miss a Thing" | "The First Time Ever I Saw Your Face" Dare You to Move" I Don't Want to Miss a Thing" | "The First Time Ever I Saw Your Face" Dare You to Move" I Don't Want to Miss a Thing" | "The First Time Ever I Saw Your Face" Dare You to Move" I Don't Want to Miss a Thing" | "The First Time Ever I Saw Your Face" Dare You to Move" I Don't Want to Miss a Thing" | "The First Time Ever I Saw Your Face" Dare You to Move" I Don't Want to Miss a Thing" | "The First Time Ever I Saw Your Face" Dare You to Move" I Don't Want to Miss a Thing" | "The First Time Ever I Saw Your Face" Dare You to Move" I Don't Want to Miss a Thing" | "The First Time Ever I Saw Your Face" Dare You to Move" I Don't Want to Miss a Thing" | "The First Time Ever I Saw Your Face" Dare You to Move" I Don't Want to Miss a Thing" | "The First Time Ever I Saw Your Face" Dare You to Move" I Don't Want to Miss a Thing" | "The First Time Ever I Saw Your Face" Dare You to Move" I Don't Want to Miss a Thing" | "The First Time Ever I Saw Your Face" Dare You to Move" I Don't Want to Miss a Thing" | "The First Time Ever I Saw Your Face" Dare You to Move" I Don't Want to Miss a Thing" | "The First Time Ever I Saw Your Face" Dare You to Move" I Don't Want to Miss a Thing" | "The First Time Ever I Saw Your Face" Dare You to Move" I Don't Want to Miss a Thing" | "The First Time Ever I Saw Your Face" Dare You to Move" I Don't Want to Miss a Thing" | "The First Time Ever I Saw Your Face" Dare You to Move" I Don't Want to Miss a Thing" | "The First Time Ever I Saw Your Face" Dare You to Move" I Don't Want to Miss a Thing" | "The First Time Ever I Saw Your Face" Dare You to Move" I Don't Want to Miss a Thing" | "The First Time Ever I Saw Your Face" Dare You to Move" I Don't Want to Miss a Thing" | "The First Time Ever I Saw Your Face" Dare You to Move" I Don't Want to Miss a Thing" | "The First Time Ever I Saw Your Face" Dare You to Move" I Don't Want to Miss a Thing" | "The First Time Ever I Saw Your Face" Dare You to Move" I Don't Want to Miss a Thing" | "The First Time Ever I Saw Your Face" Dare You to Move" I Don't Want to Miss a Thing" | "The First Time Ever I Saw Your Face" Dare You to Move" I Don't Want to Miss a Thing" | "The First Time Ever I Saw Your Face" Dare You to Move" I Don't Want to Miss a Thing" | "The First Time Ever I Saw Your Face" Dare You to Move" I Don't Want to Miss a Thing" | "The First Time Ever I Saw Your Face" Dare You to Move" I Don't Want to Miss a Thing" | "The First Time Ever I Saw Your Face" Dare You to Move" I Don't Want to Miss a Thing" | "The First Time Ever I Saw Your Face" Dare You to Move" I Don't Want to Miss a Thing" | "The First Time Ever I Saw Your Face" Dare You to Move" I Don't Want to Miss a Thing" | "The First Time Ever I Saw Your Face" Dare You to Move" I Don't Want to Miss a Thing" | "The First Time Ever I Saw Your Face" Dare You to Move" I Don't Want to Miss a Thing" | "The First Time Ever I Saw Your Face" Dare You to Move" I Don't Want to Miss a Thing" | "The First Time Ever I Saw Your Face" Dare You to Move" I Don't Want to Miss a Thing" | "The First Time Ever I Saw Your Face" Dare You to Move" I Don't Want to Miss a Thing" | "The First Time Ever I Saw Your Face" Dare You to Move" I Don't Want to Miss a Thing" | "The First Time Ever I Saw Your Face" Dare You to Move" I Don't Want to Miss a Thing" | "The First Time Ever I Saw Your Face" Dare You to Move" I Don't Want to Miss a Thing" | "The First Time Ever I Saw Your Face" Dare You to Move" I Don't Want to Miss a Thing" | "The First Time Ever I Saw Your Face" Dare You to Move" I Don't Want to Miss a Thing" | "The First Time Ever I Saw Your Face" Dare You to Move" I Don't Want to Miss a Thing" | "The First Time Ever I Saw Your Face" Dare You to Move" I Don't Want to Miss a Thing" | "The First Time Ever I Saw Your Face" Dare You to Move" I Don't Want to Miss a Thing" | "The First Time Ever I Saw Your Face" Dare You to Move" I Don't Want to Miss a Thing" | Roberta Flak Switchfoot Aerosmith               | Roberta Flak Switchfoot Aerosmith               | Roberta Flak Switchfoot Aerosmith               | Roberta Flak Switchfoot Aerosmith               | Roberta Flak Switchfoot Aerosmith               | Roberta Flak Switchfoot Aerosmith               | Roberta Flak Switchfoot Aerosmith               | Roberta Flak Switchfoot Aerosmith               | Roberta Flak Switchfoot Aerosmith               | Roberta Flak Switchfoot Aerosmith               | Roberta Flak Switchfoot Aerosmith               | Roberta Flak Switchfoot Aerosmith               | Roberta Flak Switchfoot Aerosmith               | Roberta Flak Switchfoot Aerosmith               | Roberta Flak Switchfoot Aerosmith               | Roberta Flak Switchfoot Aerosmith               | Roberta Flak Switchfoot Aerosmith               | Roberta Flak Switchfoot Aerosmith               | Roberta Flak Switchfoot Aerosmith               | Roberta Flak Switchfoot Aerosmith               | Roberta Flak Switchfoot Aerosmith               | Roberta Flak Switchfoot Aerosmith               | Roberta Flak Switchfoot Aerosmith               | Roberta Flak Switchfoot Aerosmith               | Roberta Flak Switchfoot Aerosmith               | Roberta Flak Switchfoot Aerosmith               | Roberta Flak Switchfoot Aerosmith               | Roberta Flak Switchfoot Aerosmith               | Roberta Flak Switchfoot Aerosmith               | Roberta Flak Switchfoot Aerosmith               | Roberta Flak Switchfoot Aerosmith               | Roberta Flak Switchfoot Aerosmith               | Roberta Flak Switchfoot Aerosmith               | Roberta Flak Switchfoot Aerosmith               | Roberta Flak Switchfoot Aerosmith               | Roberta Flak Switchfoot Aerosmith               | Roberta Flak Switchfoot Aerosmith               | Roberta Flak Switchfoot Aerosmith               | Roberta Flak Switchfoot Aerosmith               | Roberta Flak Switchfoot Aerosmith               | Roberta Flak Switchfoot Aerosmith               | Roberta Flak Switchfoot Aerosmith               | Roberta Flak Switchfoot Aerosmith               | Roberta Flak Switchfoot Aerosmith               | Roberta Flak Switchfoot Aerosmith               | Roberta Flak Switchfoot Aerosmith               | Roberta Flak Switchfoot Aerosmith               | Roberta Flak Switchfoot Aerosmith               | Roberta Flak Switchfoot Aerosmith               | Roberta Flak Switchfoot Aerosmith               | Roberta Flak Switchfoot Aerosmith               | Roberta Flak Switchfoot Aerosmith               | Roberta Flak Switchfoot Aerosmith               | Roberta Flak Switchfoot Aerosmith               | Roberta Flak Switchfoot Aerosmith               | Roberta Flak Switchfoot Aerosmith               | Roberta Flak Switchfoot Aerosmith               | Roberta Flak Switchfoot Aerosmith               | Roberta Flak Switchfoot Aerosmith               | Roberta Flak Switchfoot Aerosmith               | Roberta Flak Switchfoot Aerosmith               | Roberta Flak Switchfoot Aerosmith               | Roberta Flak Switchfoot Aerosmith               | Roberta Flak Switchfoot Aerosmith               | Roberta Flak Switchfoot Aerosmith               | Roberta Flak Switchfoot Aerosmith               | Roberta Flak Switchfoot Aerosmith               | Roberta Flak Switchfoot Aerosmith               | Roberta Flak Switchfoot Aerosmith               | Roberta Flak Switchfoot Aerosmith               | Roberta Flak Switchfoot Aerosmith               | Roberta Flak Switchfoot Aerosmith               | Roberta Flak Switchfoot Aerosmith               | Roberta Flak Switchfoot Aerosmith               | Roberta Flak Switchfoot Aerosmith               | Roberta Flak Switchfoot Aerosmith               | Roberta Flak Switchfoot Aerosmith               | Roberta Flak Switchfoot Aerosmith               | Roberta Flak Switchfoot Aerosmith               | Roberta Flak Switchfoot Aerosmith               | Roberta Flak Switchfoot Aerosmith               | Roberta Flak Switchfoot Aerosmith               | Roberta Flak Switchfoot Aerosmith               | Roberta Flak Switchfoot Aerosmith               | Roberta Flak Switchfoot Aerosmith               | Roberta Flak Switchfoot Aerosmith               | Roberta Flak Switchfoot Aerosmith               | Roberta Flak Switchfoot Aerosmith               | Roberta Flak Switchfoot Aerosmith               | Roberta Flak Switchfoot Aerosmith               | Roberta Flak Switchfoot Aerosmith               | Roberta Flak Switchfoot Aerosmith               | Roberta Flak Switchfoot Aerosmith               | Roberta Flak Switchfoot Aerosmith               | Roberta Flak Switchfoot Aerosmith               | Roberta Flak Switchfoot Aerosmith               | Roberta Flak Switchfoot Aerosmith               | Roberta Flak Switchfoot Aerosmith               | Roberta Flak Switchfoot Aerosmith               | Roberta Flak Switchfoot Aerosmith               | A salvo   | A salvo   | A salvo   | A salvo   | A salvo   | A salvo   | A salvo   | A salvo   | A salvo   | A salvo   | A salvo   | A salvo   | A salvo   | A salvo   | A salvo   | A salvo   | A salvo   | A salvo   | A salvo   | A salvo   | A salvo   | A salvo   | A salvo   | A salvo   | A salvo   | A salvo   | A salvo   | A salvo   | A salvo   | A salvo   | A salvo   | A salvo   | A salvo   | A salvo   | A salvo   | A salvo   | A salvo   | A salvo   | A salvo   | A salvo   | A salvo   | A salvo   | A salvo   | A salvo   | A salvo   | A salvo   | A salvo   | A salvo   | A salvo   | A salvo   | A salvo   | A salvo   | A salvo   | A salvo   | A salvo   | A salvo   | A salvo   | A salvo   | A salvo   | A salvo   | A salvo   | A salvo   | A salvo   | A salvo   | A salvo   | A salvo   | A salvo   | A salvo   | A salvo   | A salvo   | A salvo   | A salvo   | A salvo   | A salvo   | A salvo   | A salvo   | A salvo   | A salvo   | A salvo   | A salvo   | A salvo   | A salvo   | A salvo   | A salvo   | A salvo   | A salvo   | A salvo   | A salvo   | A salvo   | A salvo   | A salvo   | A salvo   | A salvo   | A salvo   | A salvo   | A salvo   | A salvo   | A salvo   | A salvo   | A salvo   |
| Final    | Final    | Final    | Final    | Final    | Final    | Final    | Final    | Final    | Final    | Final    | Final    | Final    | Final    | Final    | Final    | Final    | Final    | Final    | Final    | Final    | Final    | Final    | Final    | Final    | Final    | Final    | Final    | Final    | Final    | Final    | Final    | Final    | Final    | Final    | Final    | Final    | Final    | Final    | Final    | Final    | Final    | Final    | Final    | Final    | Final    | Final    | Final    | Final    | Final    | Final    | Final    | Final    | Final    | Final    | Final    | Final    | Final    | Final    | Final    | Final    | Final    | Final    | Final    | Final    | Final    | Final    | Final    | Final    | Final    | Final    | Final    | Final    | Final    | Final    | Final    | Final    | Final    | Final    | Final    | Final    | Final    | Final    | Final    | Final    | Final    | Final    | Final    | Final    | Final    | Final    | Final    | Final    | Final    | Final    | Final    | Final    | Final    | Final    | Final    | Clive Davis's Choice Contestant's Choice New Song Contestant's Choice            | Clive Davis's Choice Contestant's Choice New Song Contestant's Choice            | Clive Davis's Choice Contestant's Choice New Song Contestant's Choice            | Clive Davis's Choice Contestant's Choice New Song Contestant's Choice            | Clive Davis's Choice Contestant's Choice New Song Contestant's Choice            | Clive Davis's Choice Contestant's Choice New Song Contestant's Choice            | Clive Davis's Choice Contestant's Choice New Song Contestant's Choice            | Clive Davis's Choice Contestant's Choice New Song Contestant's Choice            | Clive Davis's Choice Contestant's Choice New Song Contestant's Choice            | Clive Davis's Choice Contestant's Choice New Song Contestant's Choice            | Clive Davis's Choice Contestant's Choice New Song Contestant's Choice            | Clive Davis's Choice Contestant's Choice New Song Contestant's Choice            | Clive Davis's Choice Contestant's Choice New Song Contestant's Choice            | Clive Davis's Choice Contestant's Choice New Song Contestant's Choice            | Clive Davis's Choice Contestant's Choice New Song Contestant's Choice            | Clive Davis's Choice Contestant's Choice New Song Contestant's Choice            | Clive Davis's Choice Contestant's Choice New Song Contestant's Choice            | Clive Davis's Choice Contestant's Choice New Song Contestant's Choice            | Clive Davis's Choice Contestant's Choice New Song Contestant's Choice            | Clive Davis's Choice Contestant's Choice New Song Contestant's Choice            | Clive Davis's Choice Contestant's Choice New Song Contestant's Choice            | Clive Davis's Choice Contestant's Choice New Song Contestant's Choice            | Clive Davis's Choice Contestant's Choice New Song Contestant's Choice            | Clive Davis's Choice Contestant's Choice New Song Contestant's Choice            | Clive Davis's Choice Contestant's Choice New Song Contestant's Choice            | Clive Davis's Choice Contestant's Choice New Song Contestant's Choice            | Clive Davis's Choice Contestant's Choice New Song Contestant's Choice            | Clive Davis's Choice Contestant's Choice New Song Contestant's Choice            | Clive Davis's Choice Contestant's Choice New Song Contestant's Choice            | Clive Davis's Choice Contestant's Choice New Song Contestant's Choice            | Clive Davis's Choice Contestant's Choice New Song Contestant's Choice            | Clive Davis's Choice Contestant's Choice New Song Contestant's Choice            | Clive Davis's Choice Contestant's Choice New Song Contestant's Choice            | Clive Davis's Choice Contestant's Choice New Song Contestant's Choice            | Clive Davis's Choice Contestant's Choice New Song Contestant's Choice            | Clive Davis's Choice Contestant's Choice New Song Contestant's Choice            | Clive Davis's Choice Contestant's Choice New Song Contestant's Choice            | Clive Davis's Choice Contestant's Choice New Song Contestant's Choice            | Clive Davis's Choice Contestant's Choice New Song Contestant's Choice            | Clive Davis's Choice Contestant's Choice New Song Contestant's Choice            | Clive Davis's Choice Contestant's Choice New Song Contestant's Choice            | Clive Davis's Choice Contestant's Choice New Song Contestant's Choice            | Clive Davis's Choice Contestant's Choice New Song Contestant's Choice            | Clive Davis's Choice Contestant's Choice New Song Contestant's Choice            | Clive Davis's Choice Contestant's Choice New Song Contestant's Choice            | Clive Davis's Choice Contestant's Choice New Song Contestant's Choice            | Clive Davis's Choice Contestant's Choice New Song Contestant's Choice            | Clive Davis's Choice Contestant's Choice New Song Contestant's Choice            | Clive Davis's Choice Contestant's Choice New Song Contestant's Choice            | Clive Davis's Choice Contestant's Choice New Song Contestant's Choice            | Clive Davis's Choice Contestant's Choice New Song Contestant's Choice            | Clive Davis's Choice Contestant's Choice New Song Contestant's Choice            | Clive Davis's Choice Contestant's Choice New Song Contestant's Choice            | Clive Davis's Choice Contestant's Choice New Song Contestant's Choice            | Clive Davis's Choice Contestant's Choice New Song Contestant's Choice            | Clive Davis's Choice Contestant's Choice New Song Contestant's Choice            | Clive Davis's Choice Contestant's Choice New Song Contestant's Choice            | Clive Davis's Choice Contestant's Choice New Song Contestant's Choice            | Clive Davis's Choice Contestant's Choice New Song Contestant's Choice            | Clive Davis's Choice Contestant's Choice New Song Contestant's Choice            | Clive Davis's Choice Contestant's Choice New Song Contestant's Choice            | Clive Davis's Choice Contestant's Choice New Song Contestant's Choice            | Clive Davis's Choice Contestant's Choice New Song Contestant's Choice            | Clive Davis's Choice Contestant's Choice New Song Contestant's Choice            | Clive Davis's Choice Contestant's Choice New Song Contestant's Choice            | Clive Davis's Choice Contestant's Choice New Song Contestant's Choice            | Clive Davis's Choice Contestant's Choice New Song Contestant's Choice            | Clive Davis's Choice Contestant's Choice New Song Contestant's Choice            | Clive Davis's Choice Contestant's Choice New Song Contestant's Choice            | Clive Davis's Choice Contestant's Choice New Song Contestant's Choice            | Clive Davis's Choice Contestant's Choice New Song Contestant's Choice            | Clive Davis's Choice Contestant's Choice New Song Contestant's Choice            | Clive Davis's Choice Contestant's Choice New Song Contestant's Choice            | Clive Davis's Choice Contestant's Choice New Song Contestant's Choice            | Clive Davis's Choice Contestant's Choice New Song Contestant's Choice            | Clive Davis's Choice Contestant's Choice New Song Contestant's Choice            | Clive Davis's Choice Contestant's Choice New Song Contestant's Choice            | Clive Davis's Choice Contestant's Choice New Song Contestant's Choice            | Clive Davis's Choice Contestant's Choice New Song Contestant's Choice            | Clive Davis's Choice Contestant's Choice New Song Contestant's Choice            | Clive Davis's Choice Contestant's Choice New Song Contestant's Choice            | Clive Davis's Choice Contestant's Choice New Song Contestant's Choice            | Clive Davis's Choice Contestant's Choice New Song Contestant's Choice            | Clive Davis's Choice Contestant's Choice New Song Contestant's Choice            | Clive Davis's Choice Contestant's Choice New Song Contestant's Choice            | Clive Davis's Choice Contestant's Choice New Song Contestant's Choice            | Clive Davis's Choice Contestant's Choice New Song Contestant's Choice            | Clive Davis's Choice Contestant's Choice New Song Contestant's Choice            | Clive Davis's Choice Contestant's Choice New Song Contestant's Choice            | Clive Davis's Choice Contestant's Choice New Song Contestant's Choice            | Clive Davis's Choice Contestant's Choice New Song Contestant's Choice            | Clive Davis's Choice Contestant's Choice New Song Contestant's Choice            | Clive Davis's Choice Contestant's Choice New Song Contestant's Choice            | Clive Davis's Choice Contestant's Choice New Song Contestant's Choice            | Clive Davis's Choice Contestant's Choice New Song Contestant's Choice            | Clive Davis's Choice Contestant's Choice New Song Contestant's Choice            | Clive Davis's Choice Contestant's Choice New Song Contestant's Choice            | Clive Davis's Choice Contestant's Choice New Song Contestant's Choice            | Clive Davis's Choice Contestant's Choice New Song Contestant's Choice            | Clive Davis's Choice Contestant's Choice New Song Contestant's Choice            | "I Still Haven't Found What I'm Looking For" "Dream Big" "The World I Know"           | "I Still Haven't Found What I'm Looking For" "Dream Big" "The World I Know"           | "I Still Haven't Found What I'm Looking For" "Dream Big" "The World I Know"           | "I Still Haven't Found What I'm Looking For" "Dream Big" "The World I Know"           | "I Still Haven't Found What I'm Looking For" "Dream Big" "The World I Know"           | "I Still Haven't Found What I'm Looking For" "Dream Big" "The World I Know"           | "I Still Haven't Found What I'm Looking For" "Dream Big" "The World I Know"           | "I Still Haven't Found What I'm Looking For" "Dream Big" "The World I Know"           | "I Still Haven't Found What I'm Looking For" "Dream Big" "The World I Know"           | "I Still Haven't Found What I'm Looking For" "Dream Big" "The World I Know"           | "I Still Haven't Found What I'm Looking For" "Dream Big" "The World I Know"           | "I Still Haven't Found What I'm Looking For" "Dream Big" "The World I Know"           | "I Still Haven't Found What I'm Looking For" "Dream Big" "The World I Know"           | "I Still Haven't Found What I'm Looking For" "Dream Big" "The World I Know"           | "I Still Haven't Found What I'm Looking For" "Dream Big" "The World I Know"           | "I Still Haven't Found What I'm Looking For" "Dream Big" "The World I Know"           | "I Still Haven't Found What I'm Looking For" "Dream Big" "The World I Know"           | "I Still Haven't Found What I'm Looking For" "Dream Big" "The World I Know"           | "I Still Haven't Found What I'm Looking For" "Dream Big" "The World I Know"           | "I Still Haven't Found What I'm Looking For" "Dream Big" "The World I Know"           | "I Still Haven't Found What I'm Looking For" "Dream Big" "The World I Know"           | "I Still Haven't Found What I'm Looking For" "Dream Big" "The World I Know"           | "I Still Haven't Found What I'm Looking For" "Dream Big" "The World I Know"           | "I Still Haven't Found What I'm Looking For" "Dream Big" "The World I Know"           | "I Still Haven't Found What I'm Looking For" "Dream Big" "The World I Know"           | "I Still Haven't Found What I'm Looking For" "Dream Big" "The World I Know"           | "I Still Haven't Found What I'm Looking For" "Dream Big" "The World I Know"           | "I Still Haven't Found What I'm Looking For" "Dream Big" "The World I Know"           | "I Still Haven't Found What I'm Looking For" "Dream Big" "The World I Know"           | "I Still Haven't Found What I'm Looking For" "Dream Big" "The World I Know"           | "I Still Haven't Found What I'm Looking For" "Dream Big" "The World I Know"           | "I Still Haven't Found What I'm Looking For" "Dream Big" "The World I Know"           | "I Still Haven't Found What I'm Looking For" "Dream Big" "The World I Know"           | "I Still Haven't Found What I'm Looking For" "Dream Big" "The World I Know"           | "I Still Haven't Found What I'm Looking For" "Dream Big" "The World I Know"           | "I Still Haven't Found What I'm Looking For" "Dream Big" "The World I Know"           | "I Still Haven't Found What I'm Looking For" "Dream Big" "The World I Know"           | "I Still Haven't Found What I'm Looking For" "Dream Big" "The World I Know"           | "I Still Haven't Found What I'm Looking For" "Dream Big" "The World I Know"           | "I Still Haven't Found What I'm Looking For" "Dream Big" "The World I Know"           | "I Still Haven't Found What I'm Looking For" "Dream Big" "The World I Know"           | "I Still Haven't Found What I'm Looking For" "Dream Big" "The World I Know"           | "I Still Haven't Found What I'm Looking For" "Dream Big" "The World I Know"           | "I Still Haven't Found What I'm Looking For" "Dream Big" "The World I Know"           | "I Still Haven't Found What I'm Looking For" "Dream Big" "The World I Know"           | "I Still Haven't Found What I'm Looking For" "Dream Big" "The World I Know"           | "I Still Haven't Found What I'm Looking For" "Dream Big" "The World I Know"           | "I Still Haven't Found What I'm Looking For" "Dream Big" "The World I Know"           | "I Still Haven't Found What I'm Looking For" "Dream Big" "The World I Know"           | "I Still Haven't Found What I'm Looking For" "Dream Big" "The World I Know"           | "I Still Haven't Found What I'm Looking For" "Dream Big" "The World I Know"           | "I Still Haven't Found What I'm Looking For" "Dream Big" "The World I Know"           | "I Still Haven't Found What I'm Looking For" "Dream Big" "The World I Know"           | "I Still Haven't Found What I'm Looking For" "Dream Big" "The World I Know"           | "I Still Haven't Found What I'm Looking For" "Dream Big" "The World I Know"           | "I Still Haven't Found What I'm Looking For" "Dream Big" "The World I Know"           | "I Still Haven't Found What I'm Looking For" "Dream Big" "The World I Know"           | "I Still Haven't Found What I'm Looking For" "Dream Big" "The World I Know"           | "I Still Haven't Found What I'm Looking For" "Dream Big" "The World I Know"           | "I Still Haven't Found What I'm Looking For" "Dream Big" "The World I Know"           | "I Still Haven't Found What I'm Looking For" "Dream Big" "The World I Know"           | "I Still Haven't Found What I'm Looking For" "Dream Big" "The World I Know"           | "I Still Haven't Found What I'm Looking For" "Dream Big" "The World I Know"           | "I Still Haven't Found What I'm Looking For" "Dream Big" "The World I Know"           | "I Still Haven't Found What I'm Looking For" "Dream Big" "The World I Know"           | "I Still Haven't Found What I'm Looking For" "Dream Big" "The World I Know"           | "I Still Haven't Found What I'm Looking For" "Dream Big" "The World I Know"           | "I Still Haven't Found What I'm Looking For" "Dream Big" "The World I Know"           | "I Still Haven't Found What I'm Looking For" "Dream Big" "The World I Know"           | "I Still Haven't Found What I'm Looking For" "Dream Big" "The World I Know"           | "I Still Haven't Found What I'm Looking For" "Dream Big" "The World I Know"           | "I Still Haven't Found What I'm Looking For" "Dream Big" "The World I Know"           | "I Still Haven't Found What I'm Looking For" "Dream Big" "The World I Know"           | "I Still Haven't Found What I'm Looking For" "Dream Big" "The World I Know"           | "I Still Haven't Found What I'm Looking For" "Dream Big" "The World I Know"           | "I Still Haven't Found What I'm Looking For" "Dream Big" "The World I Know"           | "I Still Haven't Found What I'm Looking For" "Dream Big" "The World I Know"           | "I Still Haven't Found What I'm Looking For" "Dream Big" "The World I Know"           | "I Still Haven't Found What I'm Looking For" "Dream Big" "The World I Know"           | "I Still Haven't Found What I'm Looking For" "Dream Big" "The World I Know"           | "I Still Haven't Found What I'm Looking For" "Dream Big" "The World I Know"           | "I Still Haven't Found What I'm Looking For" "Dream Big" "The World I Know"           | "I Still Haven't Found What I'm Looking For" "Dream Big" "The World I Know"           | "I Still Haven't Found What I'm Looking For" "Dream Big" "The World I Know"           | "I Still Haven't Found What I'm Looking For" "Dream Big" "The World I Know"           | "I Still Haven't Found What I'm Looking For" "Dream Big" "The World I Know"           | "I Still Haven't Found What I'm Looking For" "Dream Big" "The World I Know"           | "I Still Haven't Found What I'm Looking For" "Dream Big" "The World I Know"           | "I Still Haven't Found What I'm Looking For" "Dream Big" "The World I Know"           | "I Still Haven't Found What I'm Looking For" "Dream Big" "The World I Know"           | "I Still Haven't Found What I'm Looking For" "Dream Big" "The World I Know"           | "I Still Haven't Found What I'm Looking For" "Dream Big" "The World I Know"           | "I Still Haven't Found What I'm Looking For" "Dream Big" "The World I Know"           | "I Still Haven't Found What I'm Looking For" "Dream Big" "The World I Know"           | "I Still Haven't Found What I'm Looking For" "Dream Big" "The World I Know"           | "I Still Haven't Found What I'm Looking For" "Dream Big" "The World I Know"           | "I Still Haven't Found What I'm Looking For" "Dream Big" "The World I Know"           | "I Still Haven't Found What I'm Looking For" "Dream Big" "The World I Know"           | "I Still Haven't Found What I'm Looking For" "Dream Big" "The World I Know"           | "I Still Haven't Found What I'm Looking For" "Dream Big" "The World I Know"           | U2 Escrita por Emily Shackleton Collective Soul | U2 Escrita por Emily Shackleton Collective Soul | U2 Escrita por Emily Shackleton Collective Soul | U2 Escrita por Emily Shackleton Collective Soul | U2 Escrita por Emily Shackleton Collective Soul | U2 Escrita por Emily Shackleton Collective Soul | U2 Escrita por Emily Shackleton Collective Soul | U2 Escrita por Emily Shackleton Collective Soul | U2 Escrita por Emily Shackleton Collective Soul | U2 Escrita por Emily Shackleton Collective Soul | U2 Escrita por Emily Shackleton Collective Soul | U2 Escrita por Emily Shackleton Collective Soul | U2 Escrita por Emily Shackleton Collective Soul | U2 Escrita por Emily Shackleton Collective Soul | U2 Escrita por Emily Shackleton Collective Soul | U2 Escrita por Emily Shackleton Collective Soul | U2 Escrita por Emily Shackleton Collective Soul | U2 Escrita por Emily Shackleton Collective Soul | U2 Escrita por Emily Shackleton Collective Soul | U2 Escrita por Emily Shackleton Collective Soul | U2 Escrita por Emily Shackleton Collective Soul | U2 Escrita por Emily Shackleton Collective Soul | U2 Escrita por Emily Shackleton Collective Soul | U2 Escrita por Emily Shackleton Collective Soul | U2 Escrita por Emily Shackleton Collective Soul | U2 Escrita por Emily Shackleton Collective Soul | U2 Escrita por Emily Shackleton Collective Soul | U2 Escrita por Emily Shackleton Collective Soul | U2 Escrita por Emily Shackleton Collective Soul | U2 Escrita por Emily Shackleton Collective Soul | U2 Escrita por Emily Shackleton Collective Soul | U2 Escrita por Emily Shackleton Collective Soul | U2 Escrita por Emily Shackleton Collective Soul | U2 Escrita por Emily Shackleton Collective Soul | U2 Escrita por Emily Shackleton Collective Soul | U2 Escrita por Emily Shackleton Collective Soul | U2 Escrita por Emily Shackleton Collective Soul | U2 Escrita por Emily Shackleton Collective Soul | U2 Escrita por Emily Shackleton Collective Soul | U2 Escrita por Emily Shackleton Collective Soul | U2 Escrita por Emily Shackleton Collective Soul | U2 Escrita por Emily Shackleton Collective Soul | U2 Escrita por Emily Shackleton Collective Soul | U2 Escrita por Emily Shackleton Collective Soul | U2 Escrita por Emily Shackleton Collective Soul | U2 Escrita por Emily Shackleton Collective Soul | U2 Escrita por Emily Shackleton Collective Soul | U2 Escrita por Emily Shackleton Collective Soul | U2 Escrita por Emily Shackleton Collective Soul | U2 Escrita por Emily Shackleton Collective Soul | U2 Escrita por Emily Shackleton Collective Soul | U2 Escrita por Emily Shackleton Collective Soul | U2 Escrita por Emily Shackleton Collective Soul | U2 Escrita por Emily Shackleton Collective Soul | U2 Escrita por Emily Shackleton Collective Soul | U2 Escrita por Emily Shackleton Collective Soul | U2 Escrita por Emily Shackleton Collective Soul | U2 Escrita por Emily Shackleton Collective Soul | U2 Escrita por Emily Shackleton Collective Soul | U2 Escrita por Emily Shackleton Collective Soul | U2 Escrita por Emily Shackleton Collective Soul | U2 Escrita por Emily Shackleton Collective Soul | U2 Escrita por Emily Shackleton Collective Soul | U2 Escrita por Emily Shackleton Collective Soul | U2 Escrita por Emily Shackleton Collective Soul | U2 Escrita por Emily Shackleton Collective Soul | U2 Escrita por Emily Shackleton Collective Soul | U2 Escrita por Emily Shackleton Collective Soul | U2 Escrita por Emily Shackleton Collective Soul | U2 Escrita por Emily Shackleton Collective Soul | U2 Escrita por Emily Shackleton Collective Soul | U2 Escrita por Emily Shackleton Collective Soul | U2 Escrita por Emily Shackleton Collective Soul | U2 Escrita por Emily Shackleton Collective Soul | U2 Escrita por Emily Shackleton Collective Soul | U2 Escrita por Emily Shackleton Collective Soul | U2 Escrita por Emily Shackleton Collective Soul | U2 Escrita por Emily Shackleton Collective Soul | U2 Escrita por Emily Shackleton Collective Soul | U2 Escrita por Emily Shackleton Collective Soul | U2 Escrita por Emily Shackleton Collective Soul | U2 Escrita por Emily Shackleton Collective Soul | U2 Escrita por Emily Shackleton Collective Soul | U2 Escrita por Emily Shackleton Collective Soul | U2 Escrita por Emily Shackleton Collective Soul | U2 Escrita por Emily Shackleton Collective Soul | U2 Escrita por Emily Shackleton Collective Soul | U2 Escrita por Emily Shackleton Collective Soul | U2 Escrita por Emily Shackleton Collective Soul | U2 Escrita por Emily Shackleton Collective Soul | U2 Escrita por Emily Shackleton Collective Soul | U2 Escrita por Emily Shackleton Collective Soul | U2 Escrita por Emily Shackleton Collective Soul | U2 Escrita por Emily Shackleton Collective Soul | U2 Escrita por Emily Shackleton Collective Soul | U2 Escrita por Emily Shackleton Collective Soul | U2 Escrita por Emily Shackleton Collective Soul | U2 Escrita por Emily Shackleton Collective Soul | U2 Escrita por Emily Shackleton Collective Soul | U2 Escrita por Emily Shackleton Collective Soul | Ganador   | Ganador   | Ganador   | Ganador   | Ganador   | Ganador   | Ganador   | Ganador   | Ganador   | Ganador   | Ganador   | Ganador   | Ganador   | Ganador   | Ganador   | Ganador   | Ganador   | Ganador   | Ganador   | Ganador   | Ganador   | Ganador   | Ganador   | Ganador   | Ganador   | Ganador   | Ganador   | Ganador   | Ganador   | Ganador   | Ganador   | Ganador   | Ganador   | Ganador   | Ganador   | Ganador   | Ganador   | Ganador   | Ganador   | Ganador   | Ganador   | Ganador   | Ganador   | Ganador   | Ganador   | Ganador   | Ganador   | Ganador   | Ganador   | Ganador   | Ganador   | Ganador   | Ganador   | Ganador   | Ganador   | Ganador   | Ganador   | Ganador   | Ganador   | Ganador   | Ganador   | Ganador   | Ganador   | Ganador   | Ganador   | Ganador   | Ganador   | Ganador   | Ganador   | Ganador   | Ganador   | Ganador   | Ganador   | Ganador   | Ganador   | Ganador   | Ganador   | Ganador   | Ganador   | Ganador   | Ganador   | Ganador   | Ganador   | Ganador   | Ganador   | Ganador   | Ganador   | Ganador   | Ganador   | Ganador   | Ganador   | Ganador   | Ganador   | Ganador   | Ganador   | Ganador   | Ganador   | Ganador   | Ganador   | Ganador   |

## Discografía

### Axium
- Matter of Time (2002)
- Blindsided (2003)
- Alive in Tulsa (2004)
- The Story Thus Far (2004)

### Midwest Kings (MWK)
- Incoherent with Desire to Move On - EP (2006)

### Como solista
- Analog Heart (2006)
- David Cook (2008)
- This Loud Morning (2011)
- Digital Vein (2015)

### Sencillos
- The Time of My Life (2008)
- Light On (lanzado en septiembre de 2008)
- Come Back to Me y Bar-ba-sol (lanzados como sencillo Doble-A en Estados Unidos, marzo de 2009)
- The Last Goodbye (lanzado en abril de 2011)